# Kunsthaus Zürich
Das Kunsthaus Zürich ist mit 11'500 Quadratmeter Ausstellungsfläche das grösste Kunstmuseum der Schweiz. Es besteht aus einem vierteiligen Gebäudekomplex, dem alten, dreiteiligen Gebäudetrakt Moserbau, Bührlesaal und Müllerbau sowie dem 2021 eröffneten Erweiterungsbau von Chipperfield Architects Berlin. Die Bauten säumen, wie das in unmittelbarer Nähe liegende Schauspielhaus Zürich, den Heimplatz der Stadt Zürich. Das Kunstmuseum beherbergt eine der grössten Kunstsammlungen des Landes, besitzt die umfangreichste Sammlung von Werken des Schweizer Bildhauers, Malers und Grafikers Alberto Giacometti sowie eine der bedeutsamsten des Dadaismus. Zudem gehört dem Museum der repräsentativste Bestand an Gemälden von Edvard Munch ausserhalb Norwegens.
Die Zürcher Kunstgesellschaft betreibt das Museum und ist Eigentümerin der Kunstsammlung. Sie ging im Sommer 1896 aus der Fusion der Zürcher Künstlergesellschaft und des Vereins Künstlerhaus hervor.
Die Vereinigung Zürcher Kunstfreunde wurde 1917 gegründet, «mit dem Ziel, das Kunstleben in der Limmatstadt zu fördern», insbesondere mit dem «Ankauf von Werken, die dem Kunsthaus Zürich zur Ergänzung und zum Ausbau seiner […] Sammlung als Dauerleihgaben zur Verfügung gestellt werden.»
Die Stiftung Zürcher Kunsthaus, gegründet 1954, ist die Eigentümerin der Liegenschaften. Sie überlässt diese der Zürcher Kunstgesellschaft kostenlos.
Bereits vor und insbesondere mit dem Einzug der seit Jahrzehnten umstrittenen Privatsammlung des Rüstungsindustriellen Emil G. Bührle in den Erweiterungsbau im Oktober 2021 entbrannte eine heftige, weltweit geführte Debatte. In der Folge musste die Zürcher Kunstgesellschaft den Dauerleihvertrag von 2012 offenlegen und 2022 mit der Stiftung Emil G. Bührle einen neuen aushandeln. Im neuen Subventionsvertrag 2022 mit der Stadt Zürich ist das Einhalten der Washingtoner Prinzipien sowie der Folgeerklärungen explizit geregelt. Der Historiker Raphael Gross, 2023 von der Stadt, dem Kanton und der Zürcher Kunstgesellschaft beauftragt, die stiftungsinterne Provenienzforschung der Sammlung Bührle zu überprüfen, hält im Juli 2024 fest, dass diese nicht ausreiche, um die von der Kunstgesellschaft Zürich und ihren Zuwendungsgebern im Subventionsvertrag festgelegten Massstäbe zu erfüllen. So stellte Gross unter anderem fest, dass bei 62 Werken mit jüdischem Vorbesitz im Zeitraum 1933 bis 1945 noch weitere Forschungsleistung zu erbringen sei.

## Geschichte und Architektur

### Zürcher Künstlergesellschaft ab 1787
1787 traf sich erstmals ein Kreis von Künstlern und Kunstliebhabern, um die Zürcher Künstlergesellschaft zu gründen. 1813 erwarb diese eine Liegenschaft an der Halseisengasse, der heutigen Künstlergasse. Sie lag ausserhalb der Stadtmauern «auf dem Berg». Die Kaufmännische Direktion musste für den Erwerb 9000 Gulden vorschiessen. Das Wohnhaus eignete sich schlecht für Ausstellungen. 1845 wurde beschlossen, auf dem Grundstück einen Neubau zu realisieren. Das vom Architekten Gustav Albert Wegmann entworfene «Künstlergütli» wurde 1847 als erstes Kunsthaus eingeweiht. Es diente als Ausstellungs- und Sammlungsgebäude. Das alte Wohnhaus erfuhr eine Umnutzung als «Wirtschaft zum Künstlergütli». An diesem Ort steht heute das von Karl Moser vom Architekturbüro Curjel & Moser entworfene und gebaute Hauptgebäude der Universität Zürich. Die Stadt Zürich war Mitte des 19. Jahrhunderts mit ihren rund 17'000 Einwohnern noch kleinstädtisch. Zur Künstlergesellschaft zählten knapp zwei Dutzend Mitglieder.

### Das «Künstlergütli», erstes «Kunsthaus» von Zürich 1847

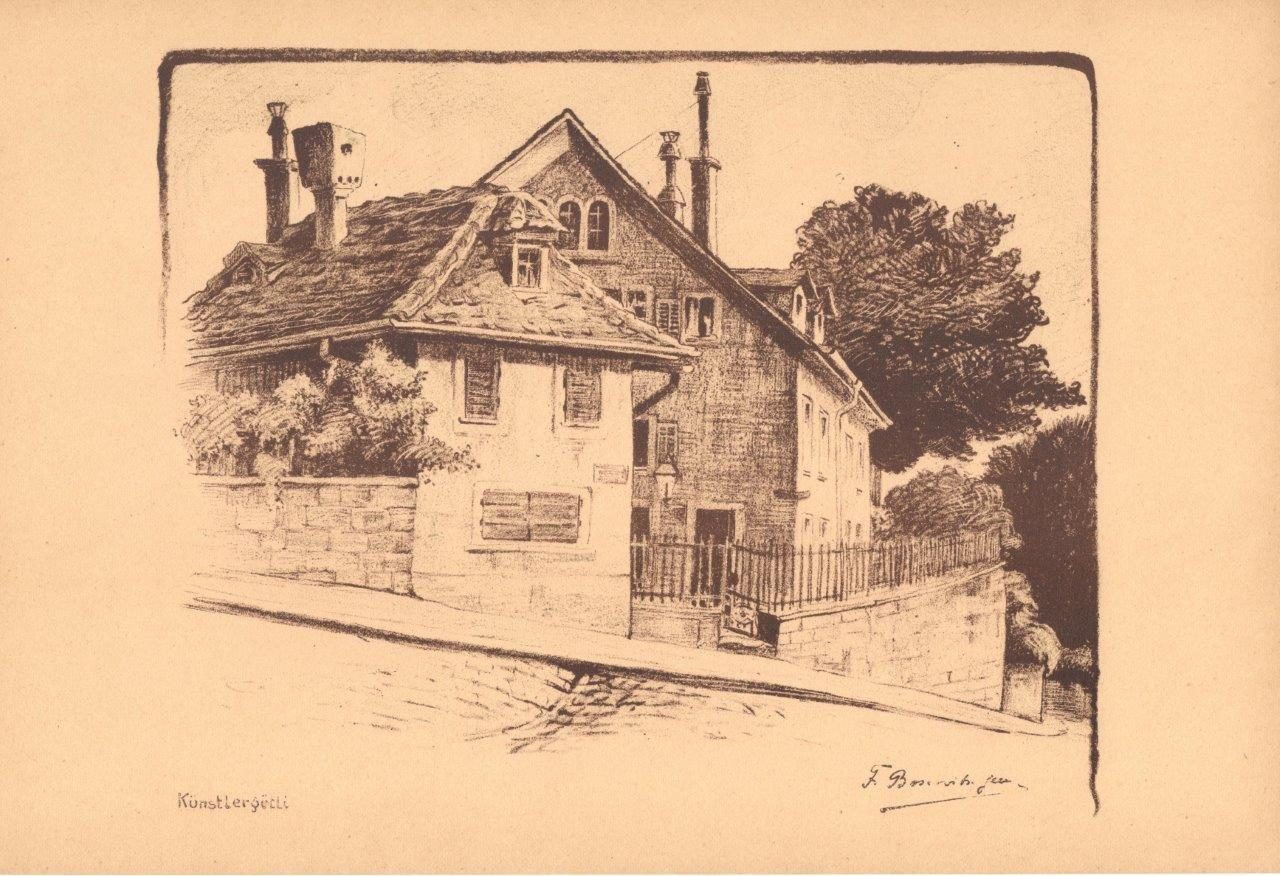
Das «Künstlergütli» mit dem ehemaligen Wohnhaus als «Wirtschaft zum Künstlergütli», Lithographie aus Malerische Winkel von Fritz Boscovits, Zürich 1905
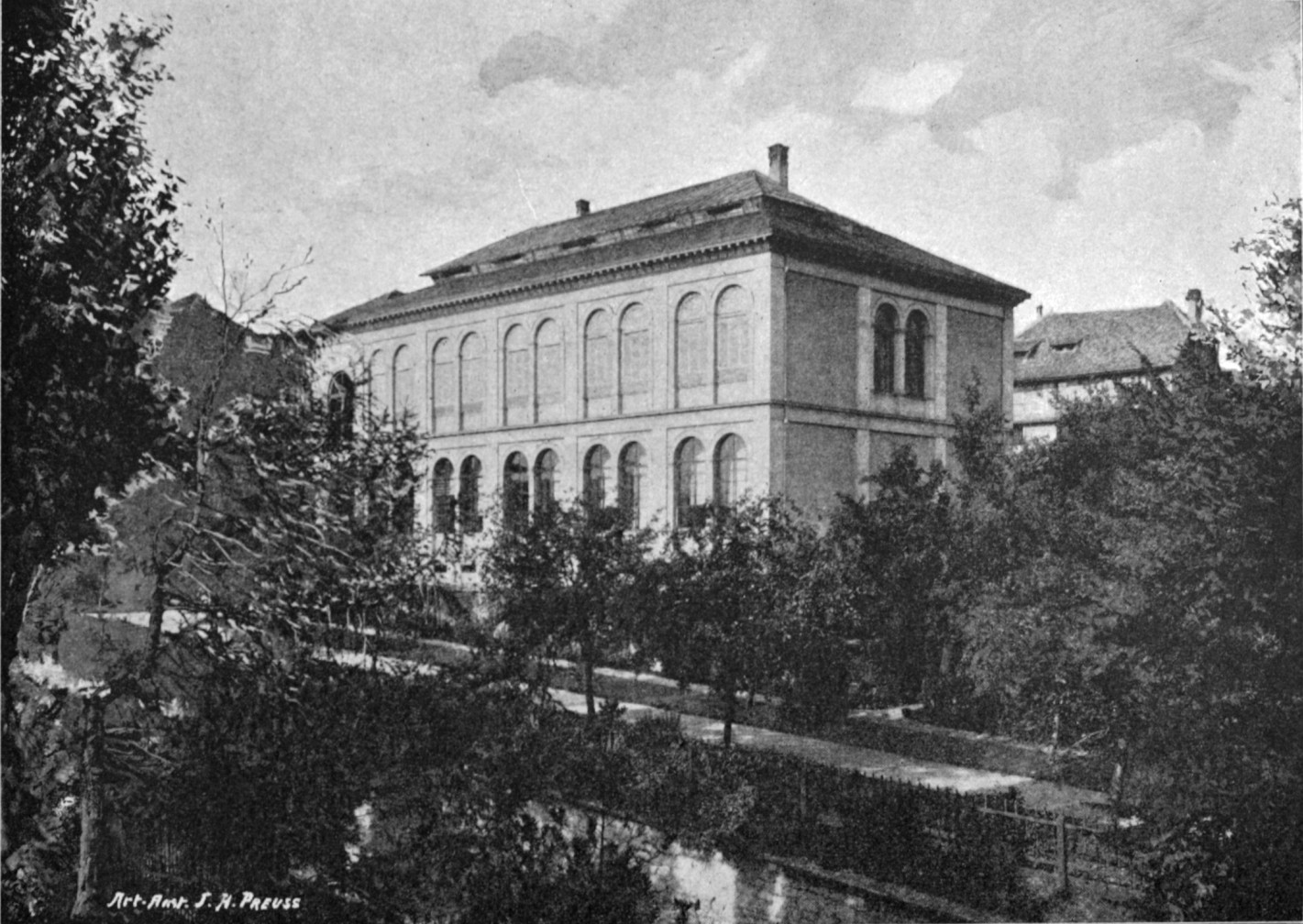
Das «Künstlergütli» des Architekten Gustav Albert Wegmann
Blick vom «Künstlergütli» auf die Stadt Zürich 1885

### Provisorische Ausstellungsorte, Fusion Künstlergesellschaft und Verein Künstlerhaus 1896–1909
Das neu gebaute «Künstlergütli» war, wie sich herausstellen sollte, weder für die Sammlung noch für Ausstellungen wirklich geeignet. So fanden diese in der alten Tonhalle auf dem heutigen Sechseläutenplatz statt und nach deren Abbruch in der alten Börse. Alle Anstrengungen um einen anderen Neubau scheiterten. 1895 liess ein neu gegründeter Verein für bildende Künste Künstlerhaus an der Ecke Tal- und Börsenstrasse einen Billigbau erstellen. Das Grundstück hatte ihm der Besitzer des Hotels Baur au Lac zur Verfügung gestellt. Hier fanden regelmässig Wechselausstellungen statt. 1888 hatte der Verein für bildende Künste Künstlerhaus bereits 134 Mitglieder, weit mehr als die altehrwürdige Zürcher Künstlergesellschaft. Aus der Fusion ebendieser und des jungen Vereins Künstlerhaus ging im Sommer 1896 die Zürcher Kunstgesellschaft hervor.

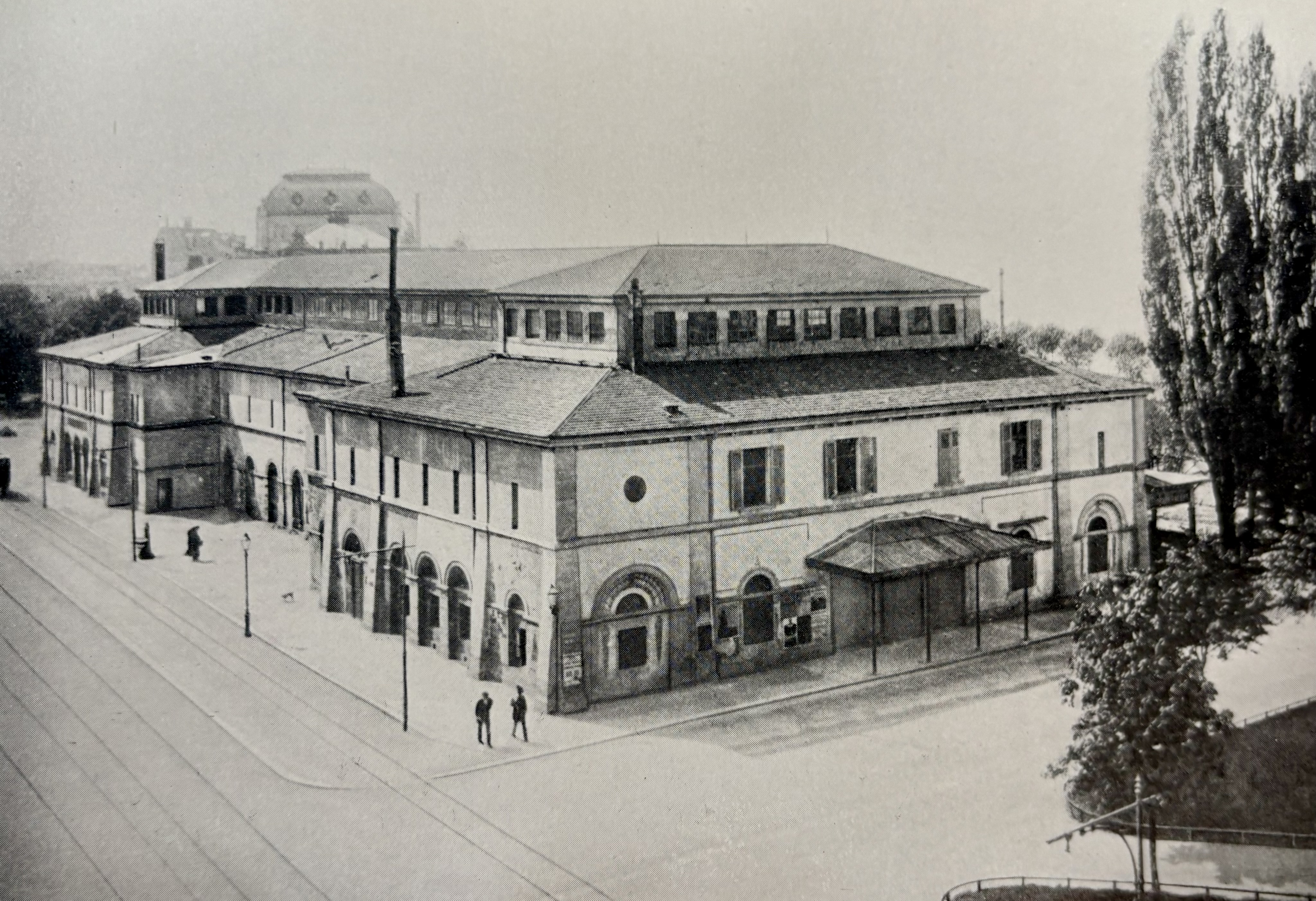
Tonhalle auf dem Platz beim Bellevue, dem heutigen Sechseläutenplatz, 1895
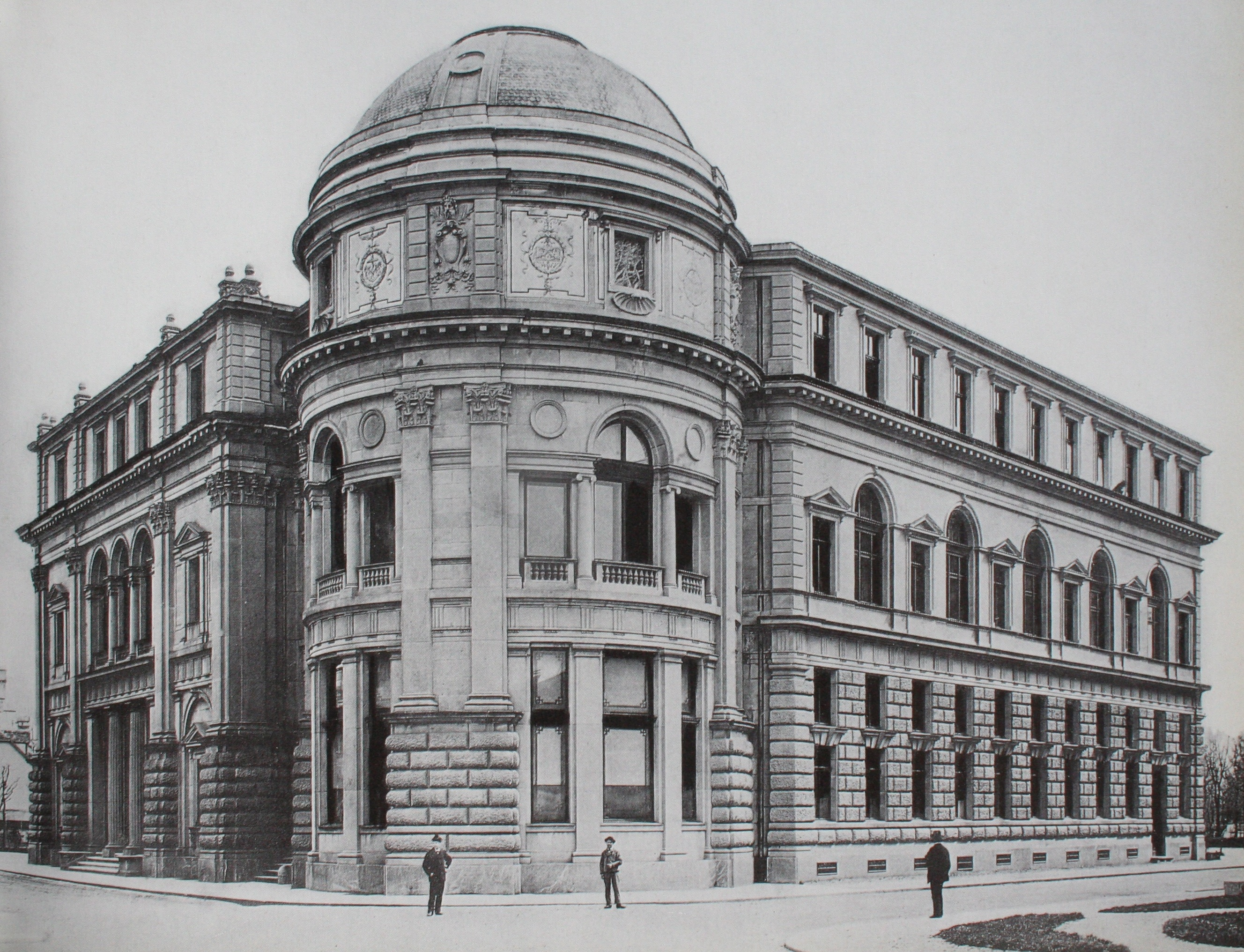
Alte Börse Zürich, um 1890
Ausstellungsplakat zur Jubiläumsausstellung im Künstlerhaus, 1898

### Kunsthaus von Karl Moser am Heimplatz ab 1910

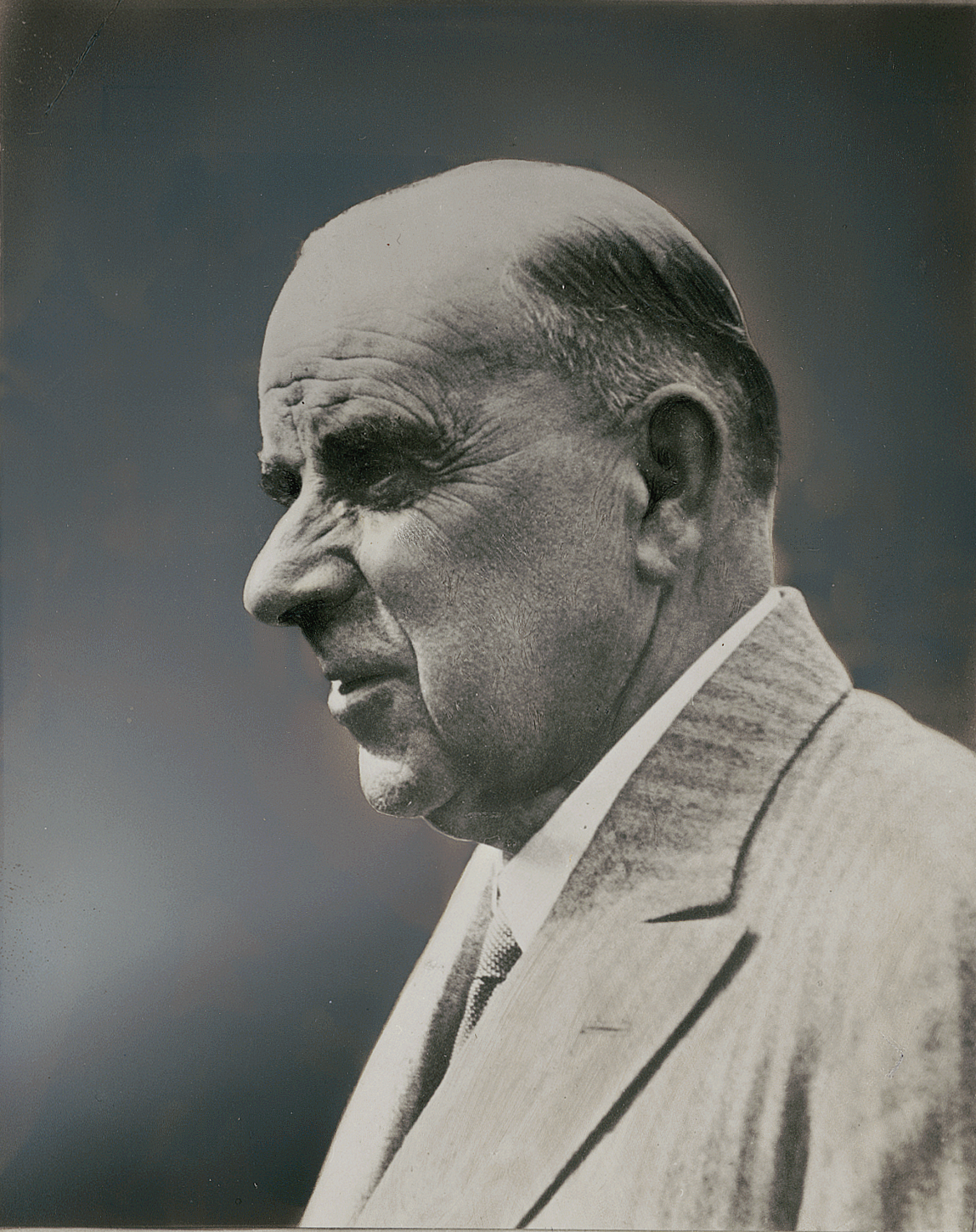
Karl Moser, 1915, Fotograf unbekannt, ETH-Bibliothek, Zürich

Mit dem Künstlerhaus beim Hotel «Baur au Lac» für wechselnde Ausstellungen und dem «Künstlergütli», das fortan als Bibliothek und Sammlungsgebäude genutzt wurde, war die immer drängendere Platzfrage, welche die Kunstgesellschaft beschäftigte, nicht gelöst. Ein möglicher Landabtausch des «Künstlergütli» gegen ein Grundstück an der Stadthausanlage scheiterte, obwohl sich Stadt und Kunstgesellschaft einig gewesen waren, an der Volksabstimmung. So wurde wieder über das landoltsche «Lindenthalgut» verhandelt, den heutigen Standort des Kunsthauses. 1886 hatte die Stadt Zürich das Land nicht für ein Museum hergeben wollen, das ihr der Stadtrat Johann Heinrich Landolt in seinem Testament billig verkauft hatte. Die Witwe des Erblassers, Anna Landolt-Hottinger, mit lebenslangem Wohnrecht in der Villa Landolt am Hirschengraben war Jahre später einverstanden, dass man den Garten gegen den Heimplatz überbaue. Nach rund einem Jahrhundert Suchen war der Platz für das Zürcher Kunsthaus gefunden.
Erst im zweiten Projektwettbewerb fand die Jury drei ausführungswürdige Entwürfe eines möglichen Neubaus. Der Vorstand entschied sich für das Projekt von Karl Moser. Zwei Jahre später, am 15. Juli 1906, fand die Volksabstimmung statt. Am 17. April 1910 wurde das Kunsthaus feierlich eingeweiht. Das «Künstlergütli» musste dem Neubau der Universität weichen. Die Stadt Zürich hatte damals 191'000 Einwohner und die Kunstgesellschaft 1064 Mitglieder.

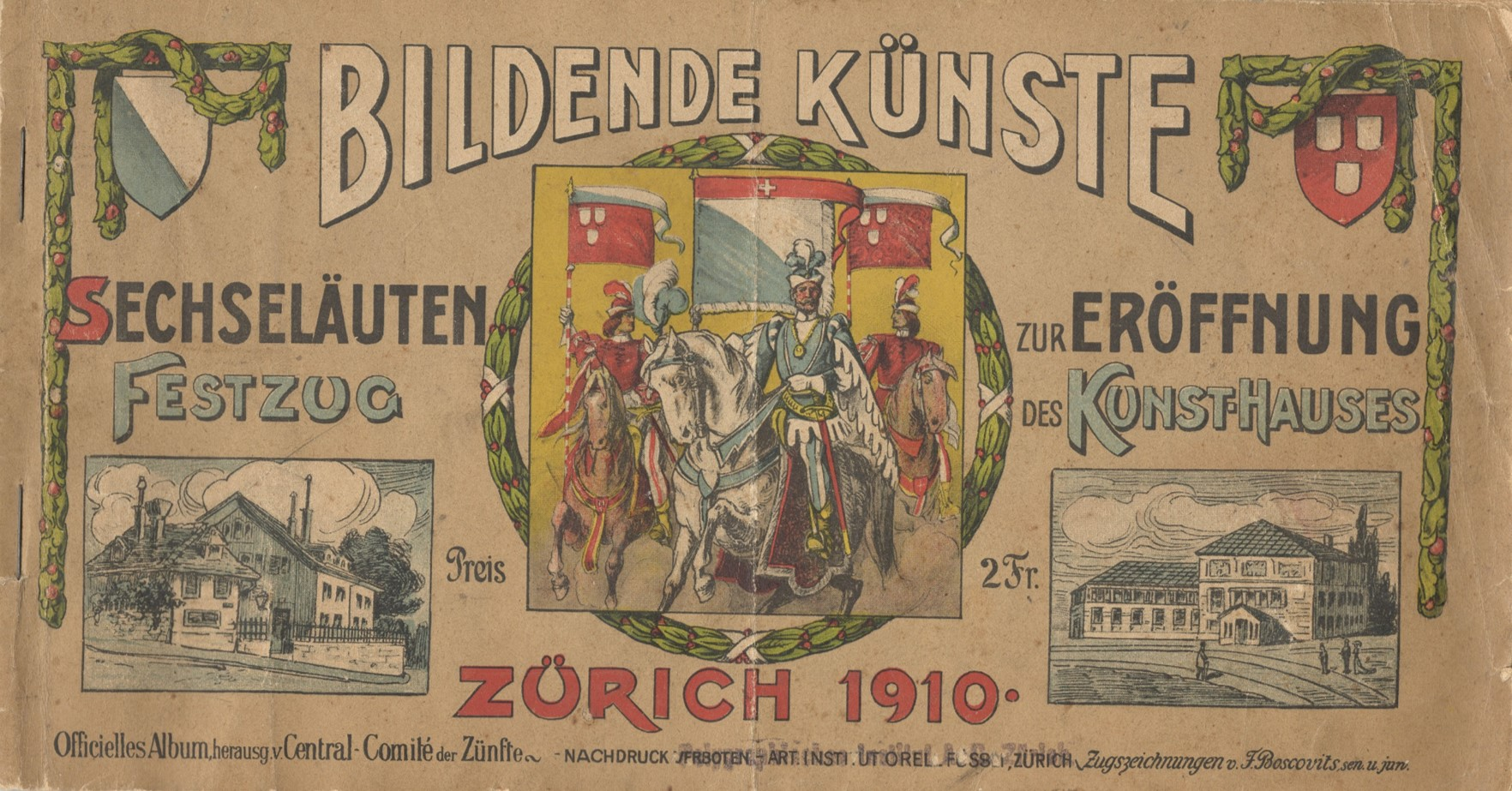
Fritz Boscovits: Album Bildende Künste – Sechseläuten Festzug zur Eröffnung des Kunsthauses, 1910
Henry-Claude Forestier: X. Nationale Kunstausstellung der Schweiz, Kunsthaus Zürich, 1910
Plakat zur Ausstellung von Ferdinand Hodler im Kunsthaus Zürich, 1917

#### Kunst am Bau
Im Jahr 1909 gewann der Bildhauer Carl Burckhardt den ersten Preis um die Gestaltung der Nischenfiguren und insgesamt zehn Fassadenreliefs. Nur die Hälfte wurde realisiert. Auf der Frontseite des Moserbaus, also beim Haupteingang, sind drei der fünf Amazonen-Reliefs zu sehen. Zwei weitere befinden sich auf der Westseite des Eingangsportals. Zudem wurden Bronzereliefs als Abgüsse nach den Originalmodellen hergestellt, die eine Fassade des Kunstmuseums Basel schmücken. Das Relief direkt oberhalb des Portals im Giebelfeld ist ein Werk von Oskar Kiefer und zeigt die Göttin Athene und Bellerophon auf Pegasos. Das Löwenrelief realisierte Eduard Bick.
Zwischen den Dreiviertelsäulen im Obergeschoss des Moserbaus 2 (Ausstellungstrakt) stehen männliche und weibliche Aktfiguren von Arthur Tigram Abeljanz, Paul Osswald, Arnold Hünerwadel, Carl Burckhardt und Hermann Haller.
Reliefs am Moserbau

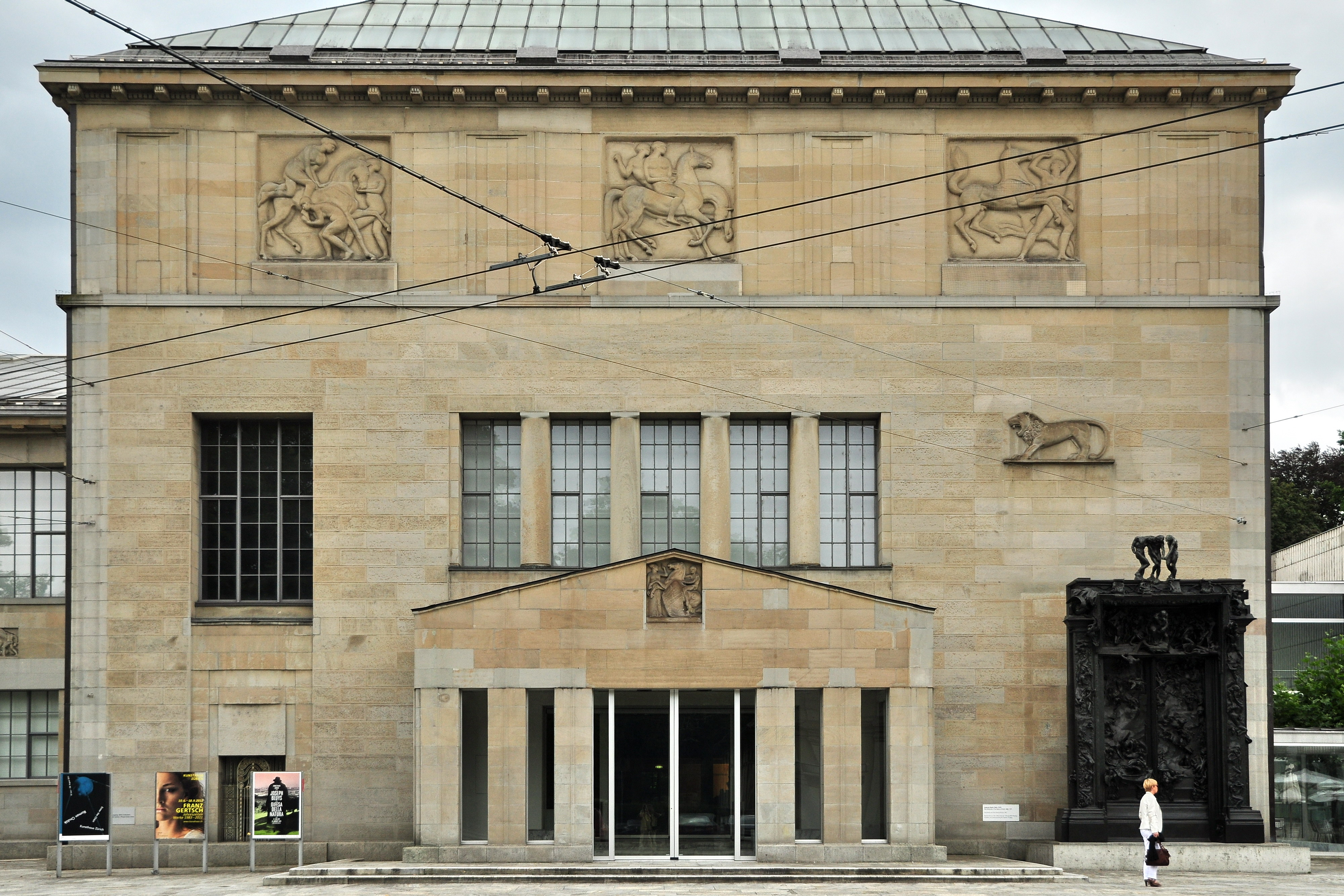
Drei Amazonen-Reliefs von Carl Burckhardt, Löwenrelief von Eduard Bick, Relief oberhalb des Portals von Oskar Kiefer, rechts neben Haupteingang Moserbau Das Höllentor von Auguste Rodin
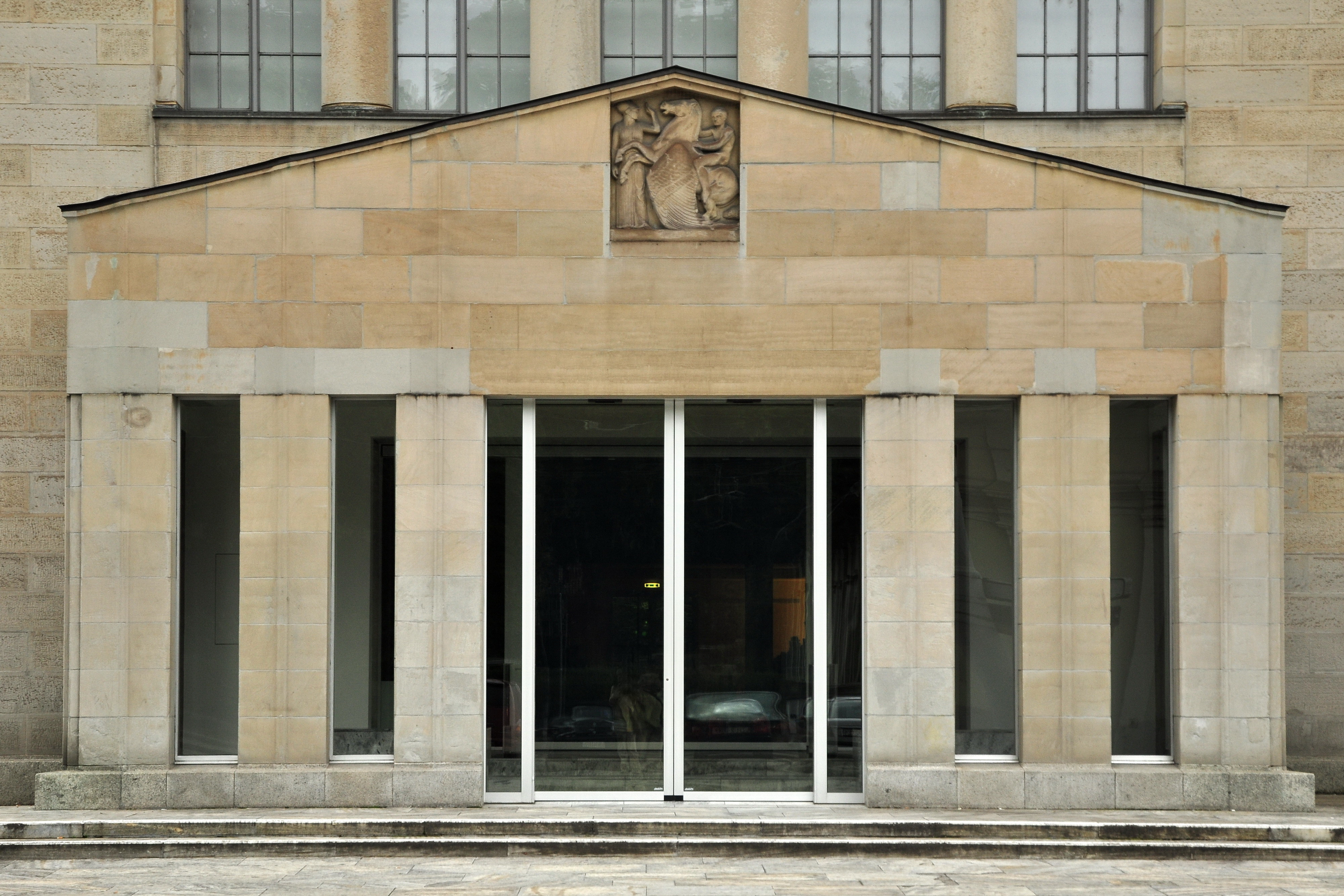
Athenerelief von Oskar Kiefer, 1910
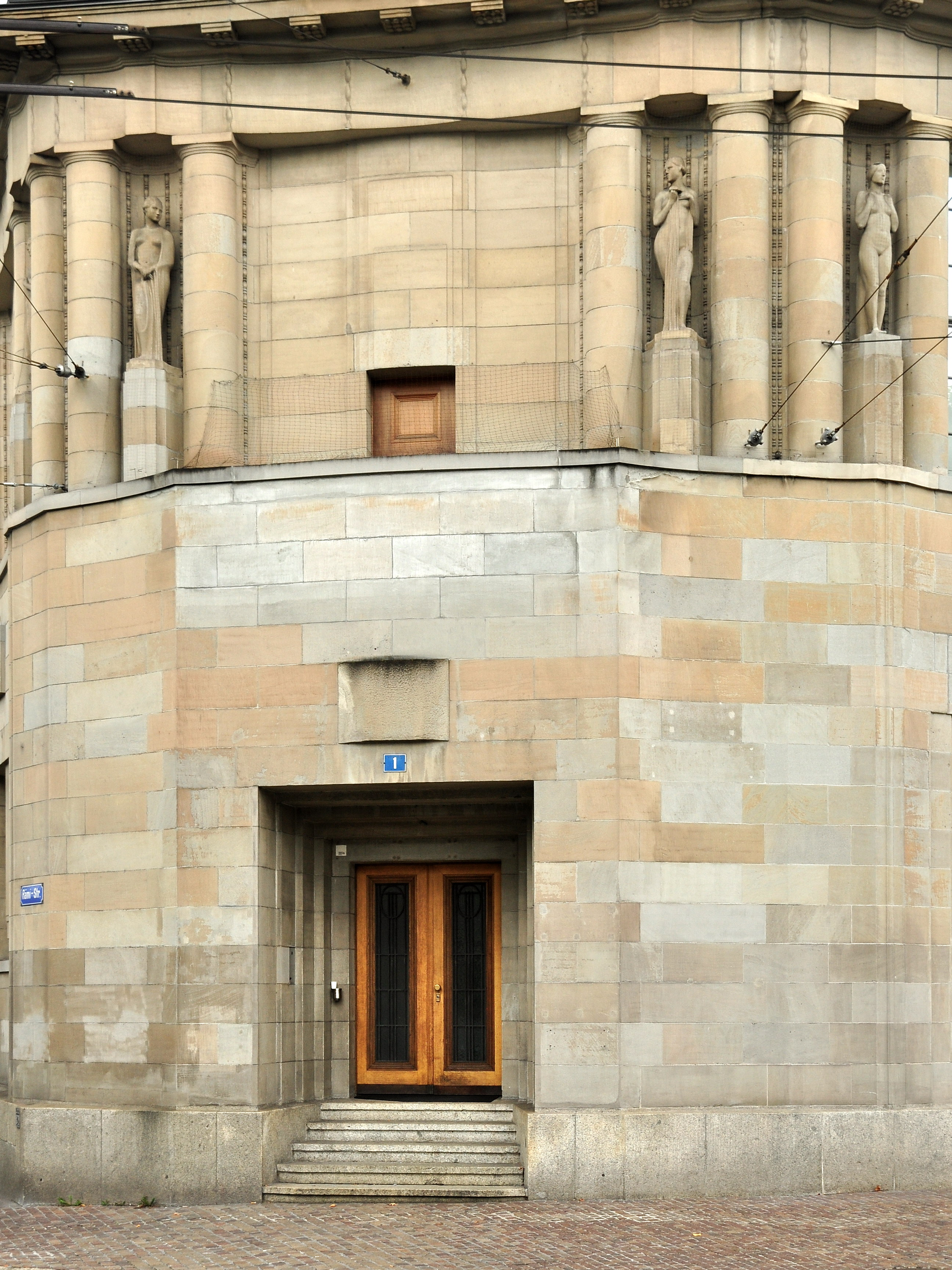
Aktfiguren am Moserbau 2, Seiteneingang Heimplatz 1

#### Erster Direktor, Erweiterungsbau Moserbau 3 1925

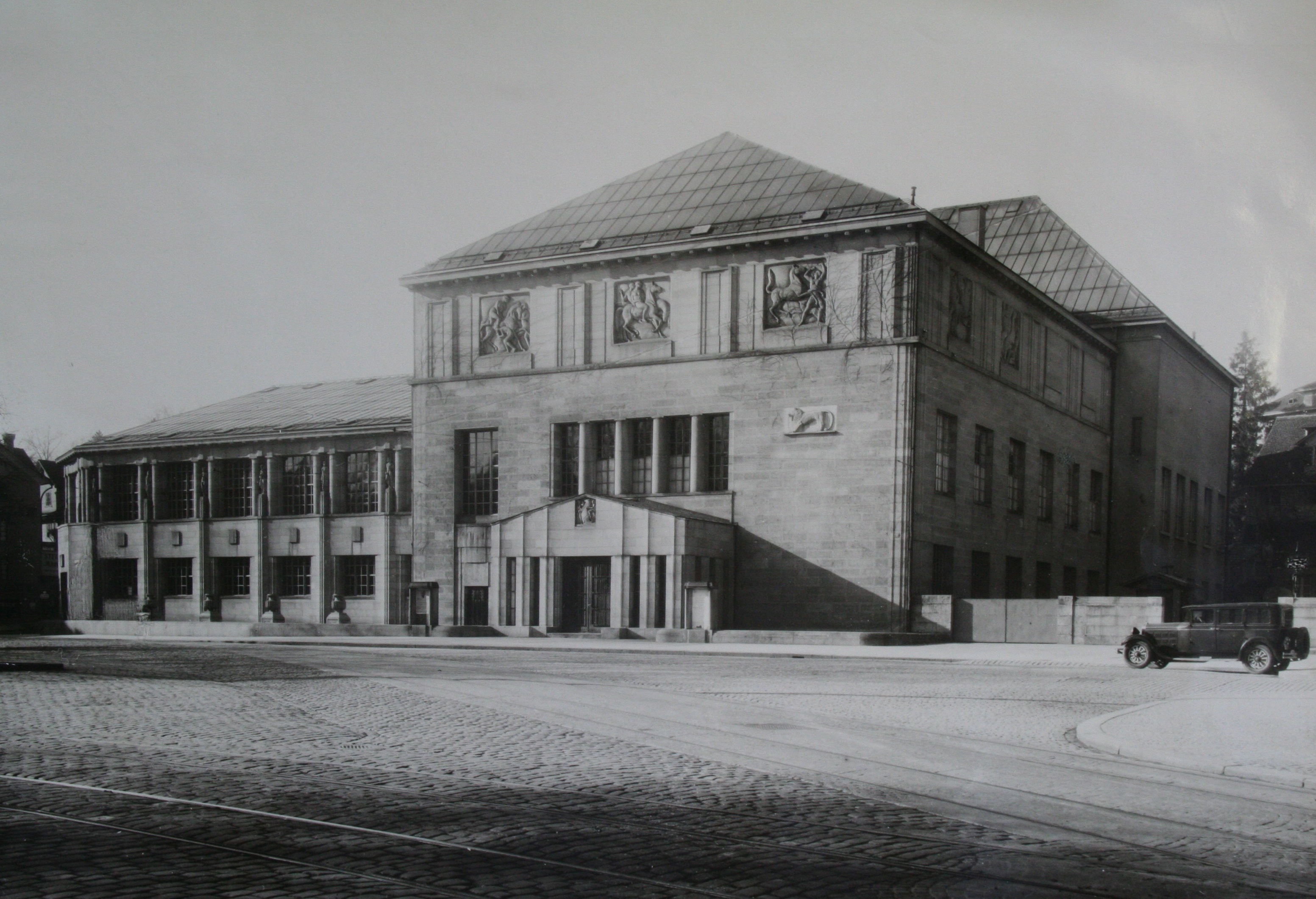
Kunsthaus Zürich, Moserbau, ca. 1930, links Moserbau 2, rechts Moserbau 1, hinten Moserbau 3

1909 übernahm der Kunsthistoriker Wilhelm Wartmann das Sekretariat der Zürcher Kunstgesellschaft. Er sollte die Geschicke des Kunsthauses ab 1910 als Konservator und ab 1927 als dessen Direktor während mehr als 40 Jahren leiten. Seiner Freundschaft mit Edvard Munch seit den frühen 1920er Jahren ist es zu verdanken, dass das Kunsthaus Zürich zahlreiche Werke des norwegischen Malers besitzt.
Die erste Erweiterung am Kunsthaus war ein Anbau nach hinten in die Tiefe des Grundstücks. Insgesamt sechs Entwürfe für eine mögliche Erweiterung hatte Karl Moser nach dem Ersten Weltkrieg gezeichnet. 1919 schenkte die Stadt Zürich der Zürcher Kunstgesellschaft die Villa Landolt. Moser stellte schliesslich einen Würfel in die Lücke zwischen Kunsthaus und Villa Landolt und verband die Gebäude mit einem schmalen tortenstückförmigen Zwischenbau.
Werke von Edvard Munch im Besitz des Kunsthauses

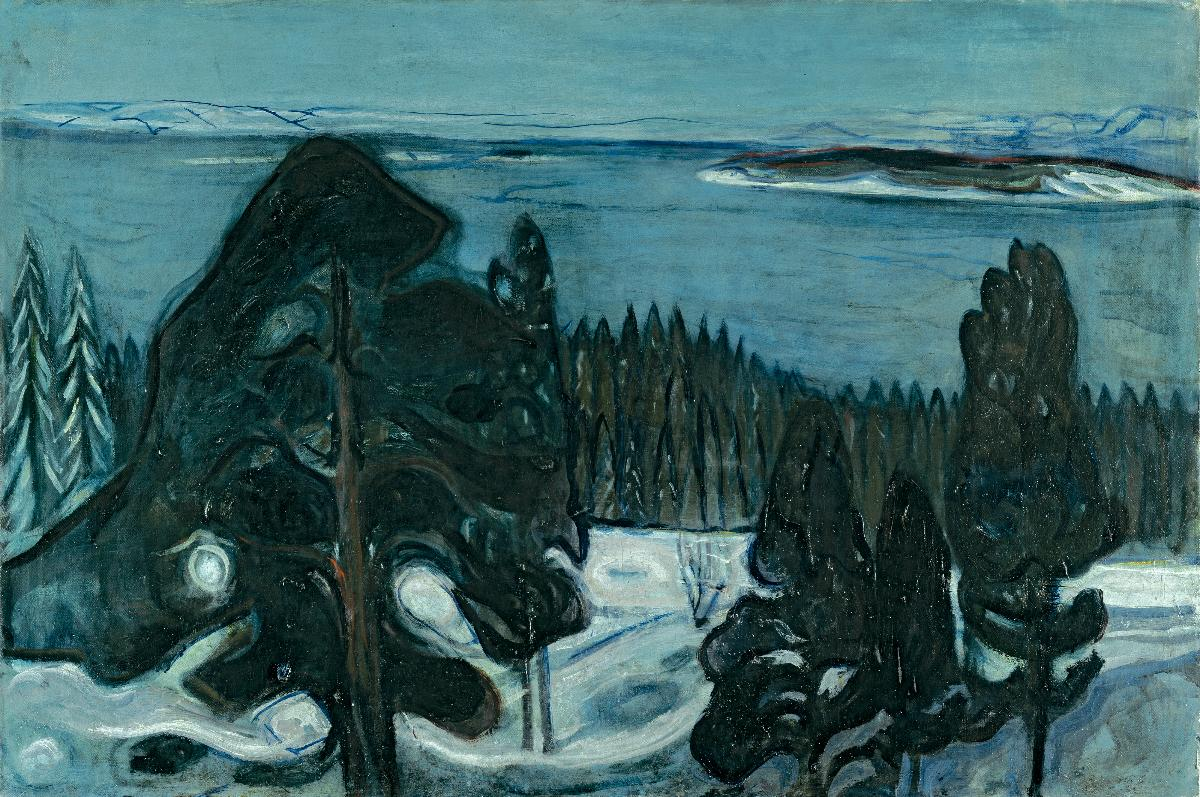
Winternacht, um 1900
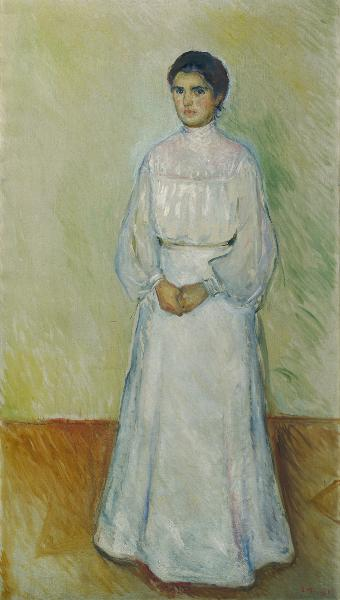
Bildnis von Ellen Warburg, 1905, Geschenk von Alfred Rütschi, Mitgründer der Vereinigung der Zürcher Kunstfreunde, 1922
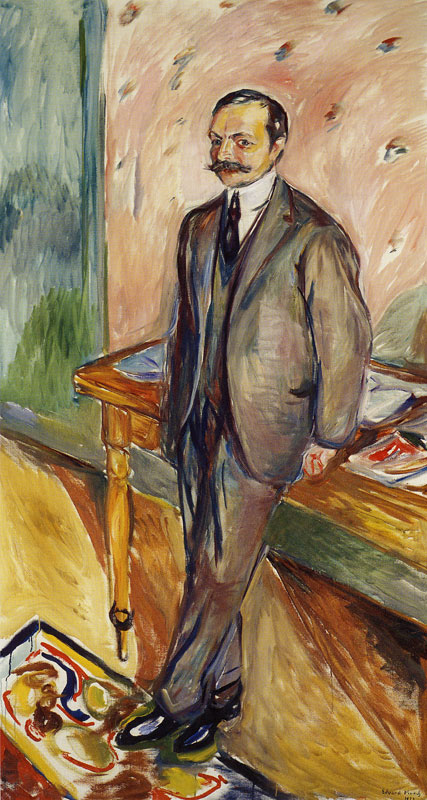
Bildnis von Wilhelm Wartmann, 1923, das Gemälde entstand im Auftrag von Alfred Rütschi im Grand Hotel Dolder im Anschluss an Wartmanns erste grosse Munch-Ausstellung 1922.

Werke des schweizerisch-französischen Malers Félix Vallotton im Kunsthaus

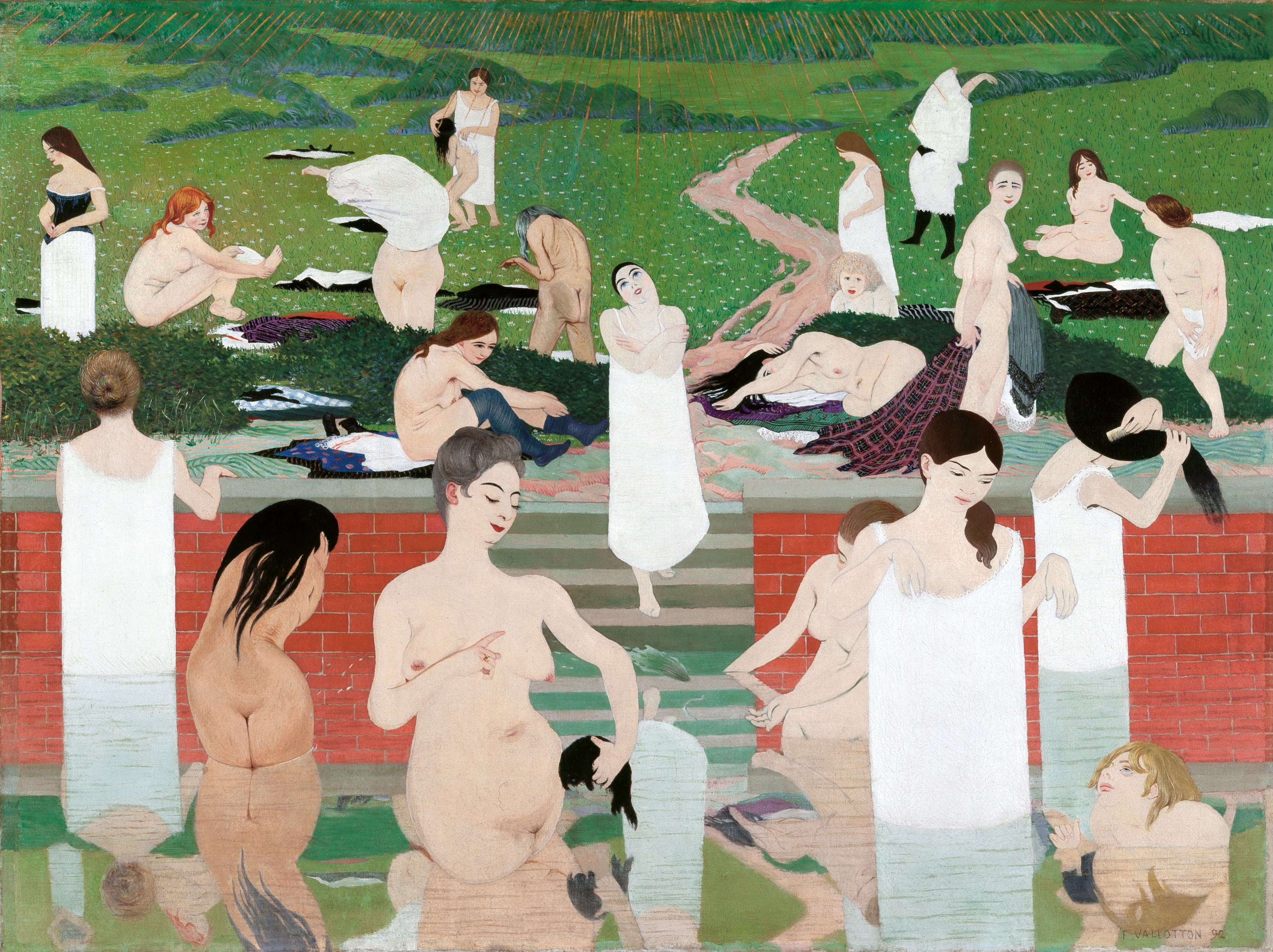
Le Bain au soir d’été, deutsch: Das Bad am Sommerabend, 1892–1893, Depositum der Gottfried Keller-Stiftung, Inventarnummer GKS1060
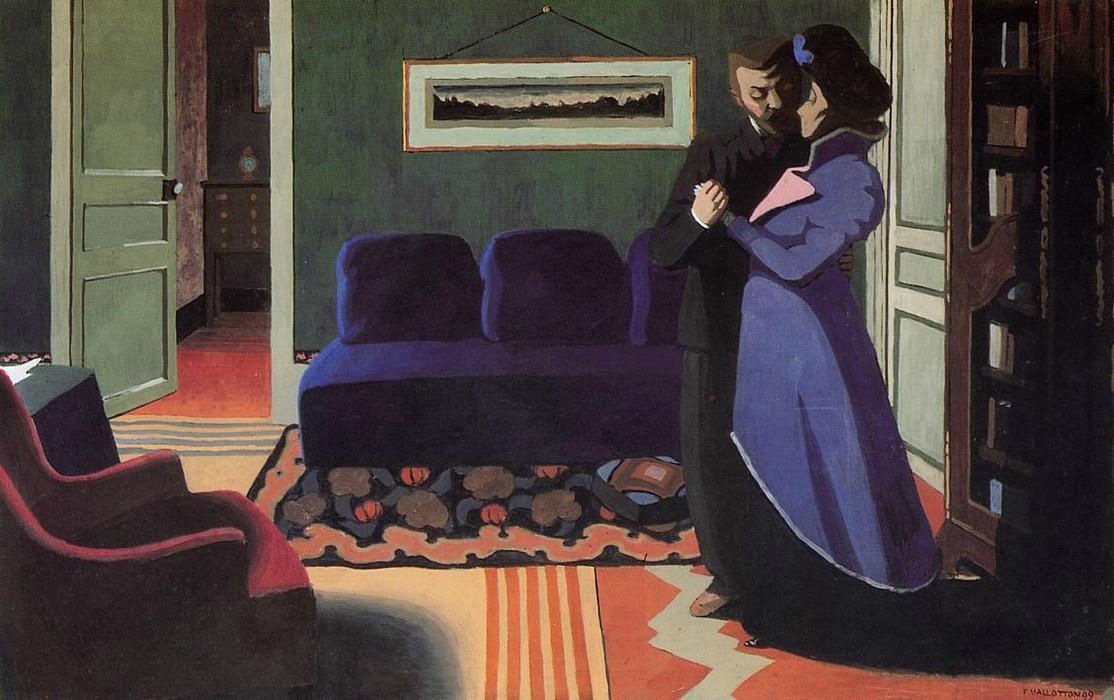
La Visite, deutsch: Der Besuch, 1899, Kauf aus der Ausstellung im Künstlerhaus 1909
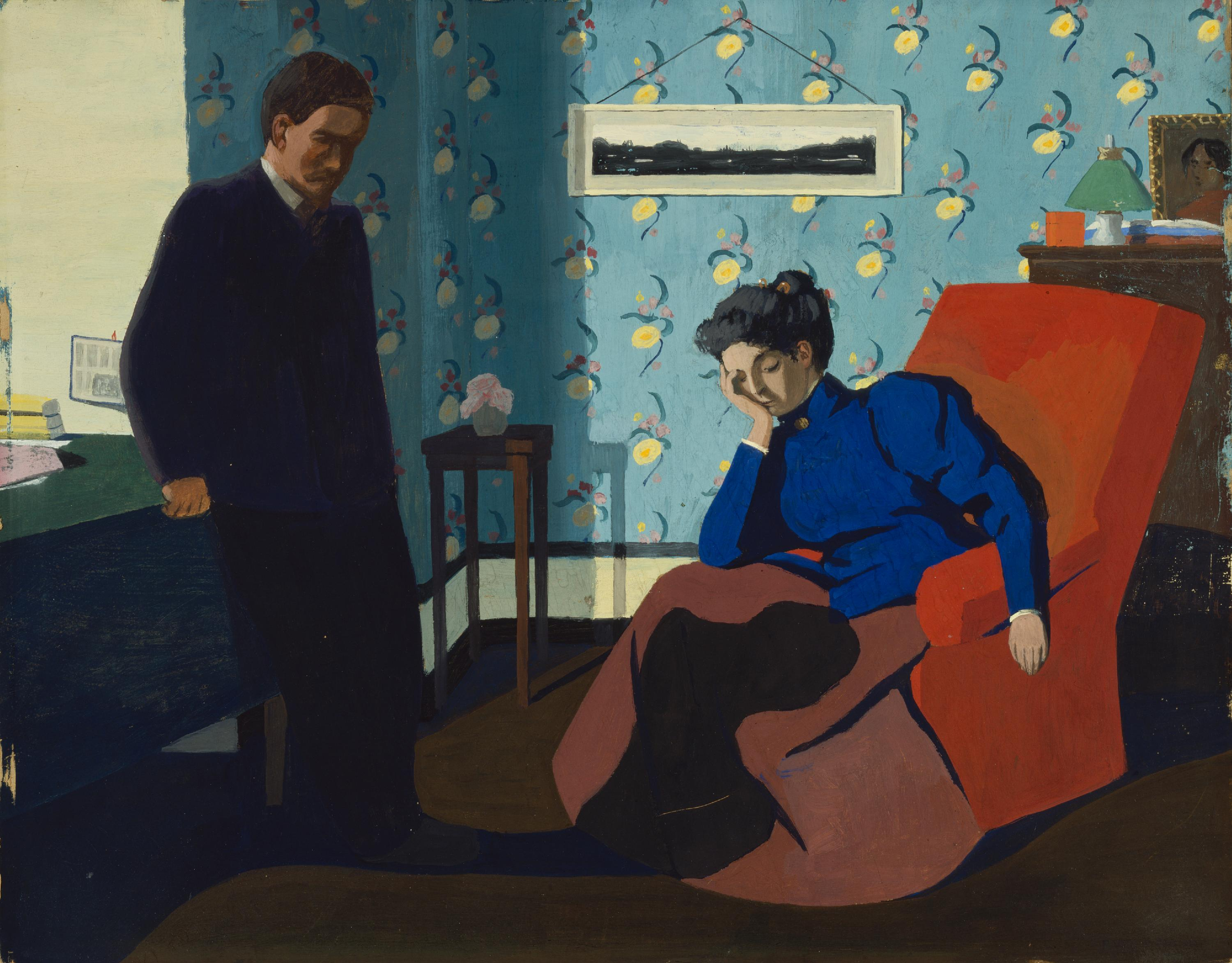
Intérieur fauteuil rouge et figures, deutsch: Innen, Inneneinrichtung oder auch Zuhause, roter Sessel und Gesichter oder Figuren, 1899, Geschenk von Ottilie W. Roederstein, 1920

#### Ausstellungen unter der Ägide von Wartmann (Auswahl)
- 1917: Ferdinand Hodler
- 1922: Edvard Munch
- 1928 und 1938: Félix Vallotton
- 1930: James Ensor. Radierungen. Grafische Sammlung im Zürcher Kunsthaus, Juli – August 1930[40]
- 1932: Pablo Picasso
- 1933: Fernand Léger und Juan Gris
- 1941: Privatsammlung Oskar Reinhart[41]

#### Publikation
- Honoré Daumier, 240 Lithographien im Originalformat. Herausgegeben und eingeleitet von Wilhelm Wartmann. Manesse Verlag, Conzett & Huber[42]

#### Emil G. Bührle, Mäzen des Kunsthauses Zürich

Emil G. Bührle, Foto (Bildausschnitt): Björn Lindroos, Zürich, 26. November 1954, Comet Photo, ETH-Bibliothek

Zwischen 1927 und 1935 zeichnete Karl Moser, der seit 1915 als ordentlicher Professor an der ETH Zürich unterrichtete, abermals sechs Entwürfe für eine Erweiterung des Kunsthauses, die indes allesamt nicht realisiert werden konnten. Nach dem Tod von Moser im Jahr 1936 verfasste Wilhelm Wartmann ein Bauprogramm für einen Ideenwettbewerb. Der Rüstungsindustrielle Emil G. Bührle war zwischen Juni 1940 und seinem Tod im November 1956 ein engagiertes Mitglied der Zürcher Kunstgesellschaft. Am 15. Juli 1941 wurde die zweite Erweiterung durch Bührle vorangetrieben. Im Anschluss an die Sichtung der Planungsunterlagen überwies er dem Baufonds zwei Millionen Franken.
Das Schauspielhaus Zürich wies zeitgleich eine Spende von Bührle, ebenfalls zwei Millionen Franken, zurück. Das unter der Obhut von Ferdinand Rieser, Oskar Wälterlin und seinem Chefdramaturgen Kurt Hirschfeld sowie Emil Oprecht eindeutig antifaschistisch eingestellte Schauspielhaus wollte kein «Blutgeld» annehmen, wie das von Bührle erwirtschaftete Vermögen bezeichnet wurde.
Am 11. Mai 1944 gingen die Gebrüder Pfister als Sieger des Wettbewerbs für den Erweiterungsbau hervor. 1946 zahlte Bührle zwei weitere Millionen in den Fonds. Er war damals zum reichsten Schweizer geworden. Umgerechnet auf heute betrugen die Waffenausfuhren vor allem nach Deutschland den Wert von etwa zwei Milliarden Franken.

#### «Das Höllentor» von Auguste Rodin

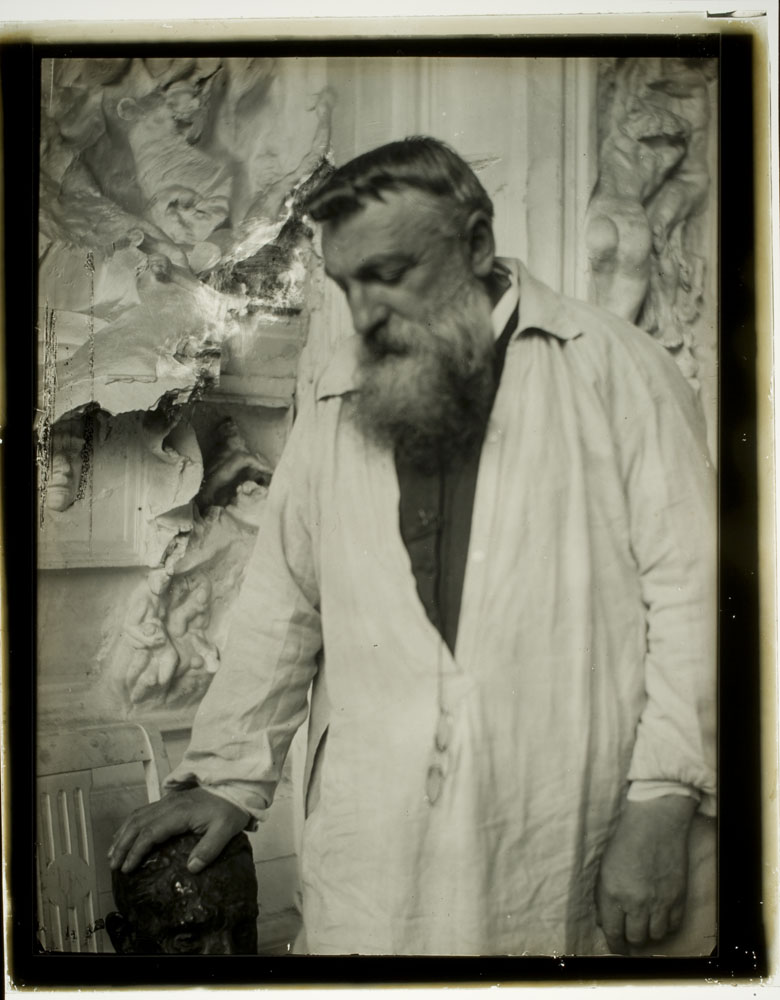
Auguste Rodin, fotografiert von Gertrude Käsebier, circa 1905

Laut der Berichterstattung der WoZ überliess Bührle dem Kunsthaus Zürich Das Höllentor von Auguste Rodin 1947. Seit 1949 steht es neben dem Haupteingang des Moserbaus. Am riesigen Portal von mehr als sechs Meter Höhe und vier Meter Breite wird eine monumentale Skulpturengruppe dargestellt. Figuren, um einen zentralen Denker gruppiert, ringen um den Tod. Das Höllentor gilt als das bedeutendste Werk von Auguste Rodin. Den vierten Bronzeabguss hatte 1942 Adolf Hitlers Kunstsachverständiger Hermann Göring für das geplante «Führermuseum» in Linz bestellt. Bevor die Skulptur im Museum der Nationalsozialisten ausgestellt werden konnte, war der Krieg für sie verloren. Der Abguss wurde von NS-Deutschland nie in Paris abgeholt. Die Alliierten überliessen Das Höllentor Emil G. Bührle, der mit seinen Waffenexporten nach NS-Deutschland sein Vermögen aufgebaut hatte. Entsprechend der Darstellung des Mediensprechers des Kunsthauses Zürich habe dieses Das Höllentor direkt bei der Giesserei Eugène Rudier in Paris bestellt. Im Artikel der Lokalinfo AG wird jedoch erwähnt, dass der ehemalige Direktor Wilhelm Wartmann Das Höllentor als neues Eingangsportal für den Erweiterungsbau von 1958 im Sinn gehabt habe und dass das Kunstwerk via Baufonds von Emil G. Bührle finanziert gewesen sei. Die dunkle Vergangenheit der Skulptur wird auf der Website des Kunsthauses (Stand März 2023) nicht kommuniziert. Ebenso finden sich zur Entstehung des Kunstwerkes – die Bildhauerin Camille Claudel hatte mehrere Gestalten, Hände, Beine und Körper für Das Höllentor modelliert – von Seiten des Kunsthauses Zürich (Stand März 2023) keine Schilderungen.
Fotogalerie «Das Höllentor» von Auguste Rodin

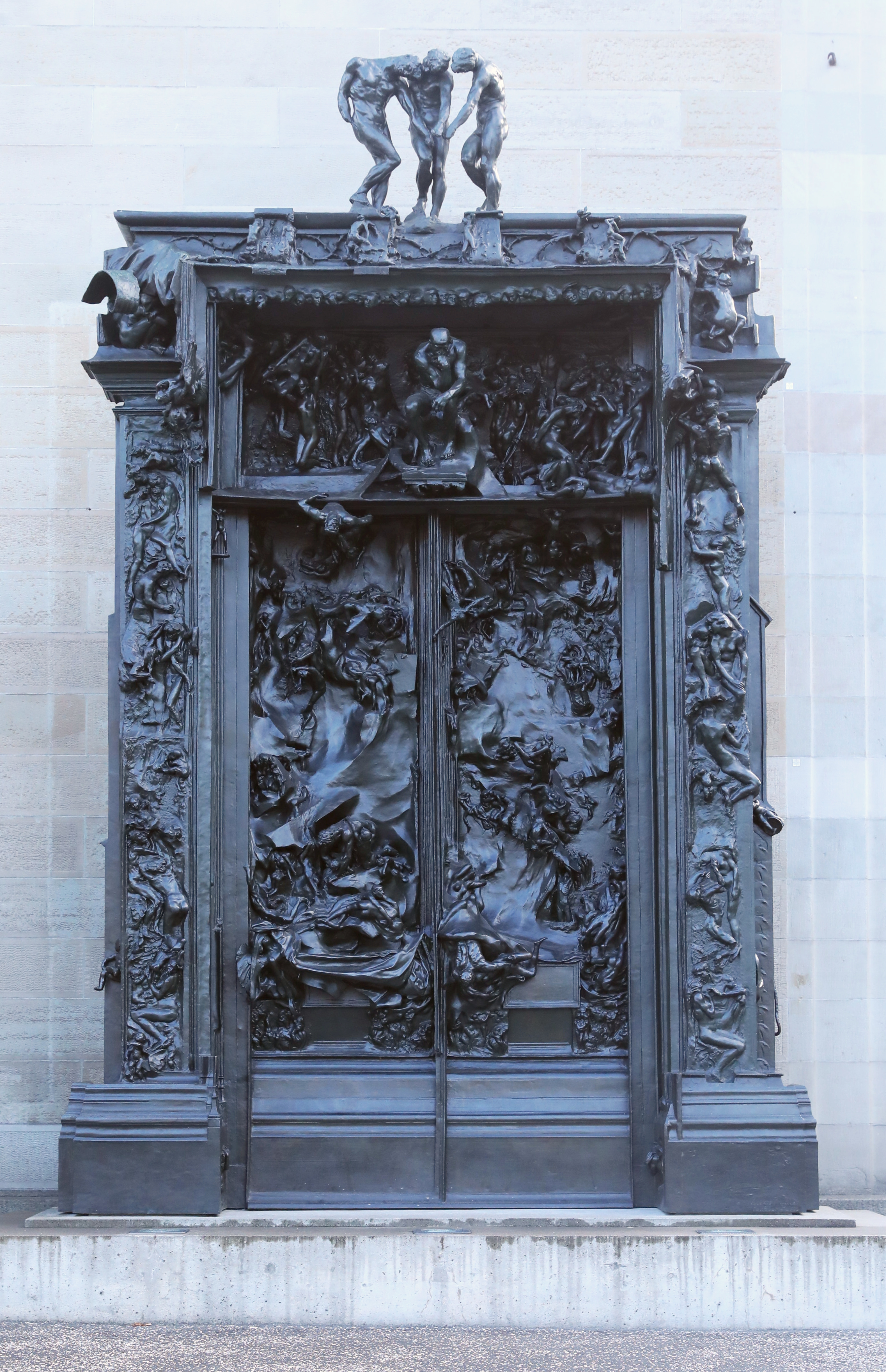
Auguste Rodin: La Porte de l’Enfer, deutsch: «Das Höllentor», 1880–1917, Geschenk von Emil G. Bührle, 1947
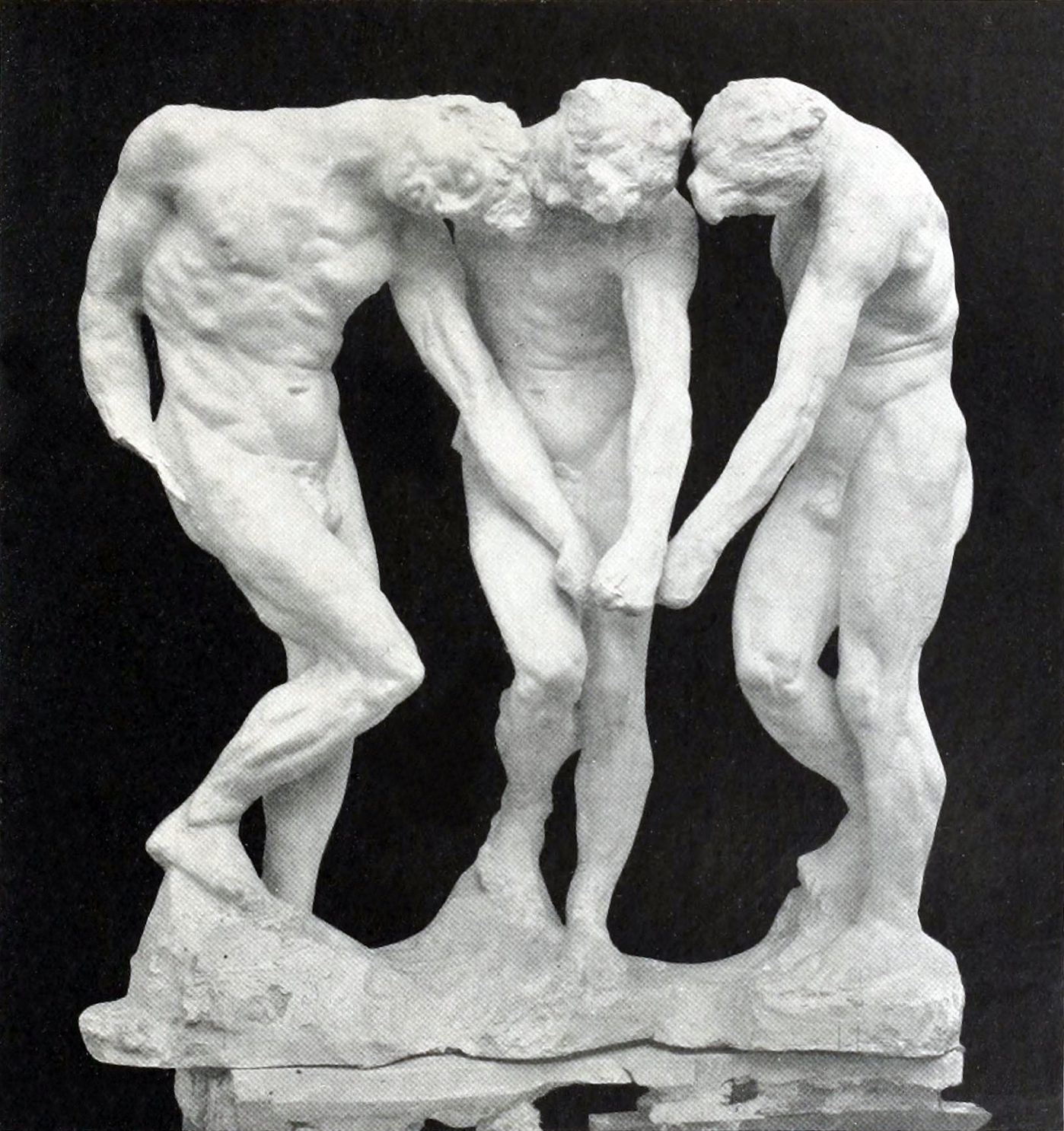
Detail: Les Trois Ombres, deutsch: «Die drei Schatten» für den oberen Torrahmen
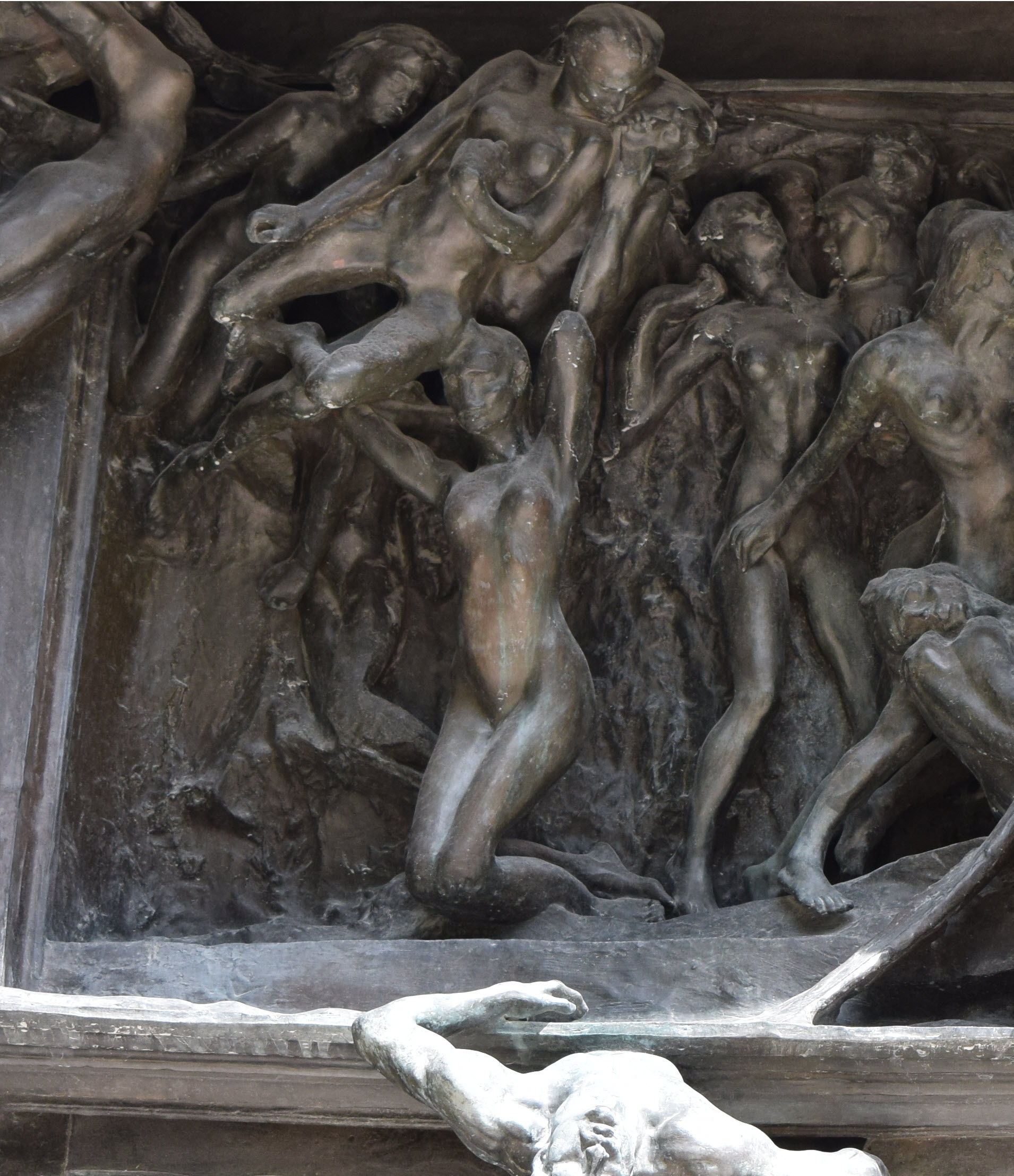
Detail: Faunesse à Genoux, deutsch: Kniende Fauna

### Pfisterbau mit Bührlesaal 1958
1958 wurde der von den Gebrüdern Pfister geplante und von Emil Georg Bührle mit sechs Millionen Schweizer Franken finanzierte, 1200 Quadratmeter grosse Ausstellungsflügel eröffnet.

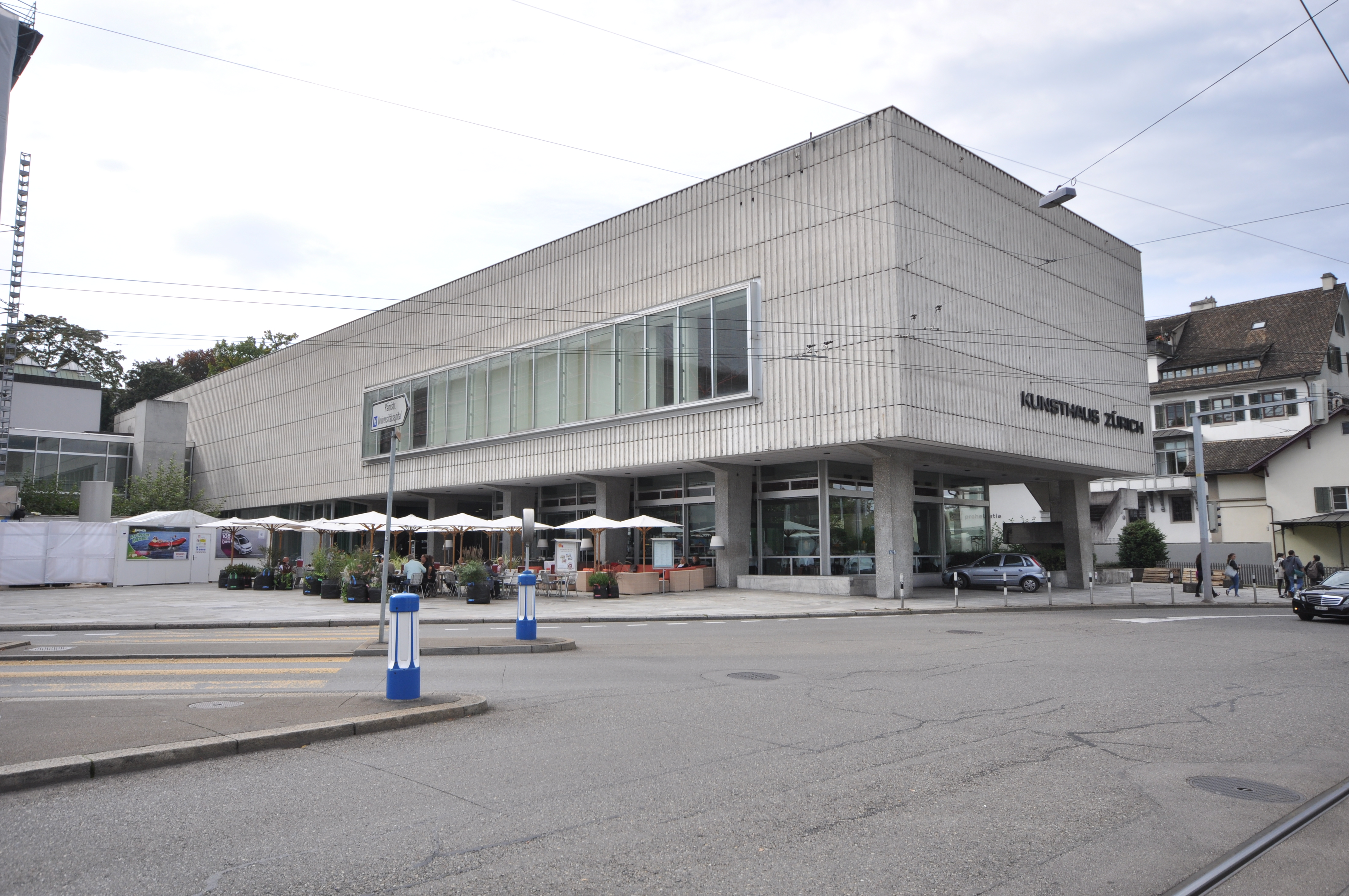
Neubau, ein sogenannter Pilotis mit sichtbarer Pfeilerkonstruktion: Bührlesaal auf Stützen und Restaurant im Erdgeschoss, eröffnet am 7. Juni 1958
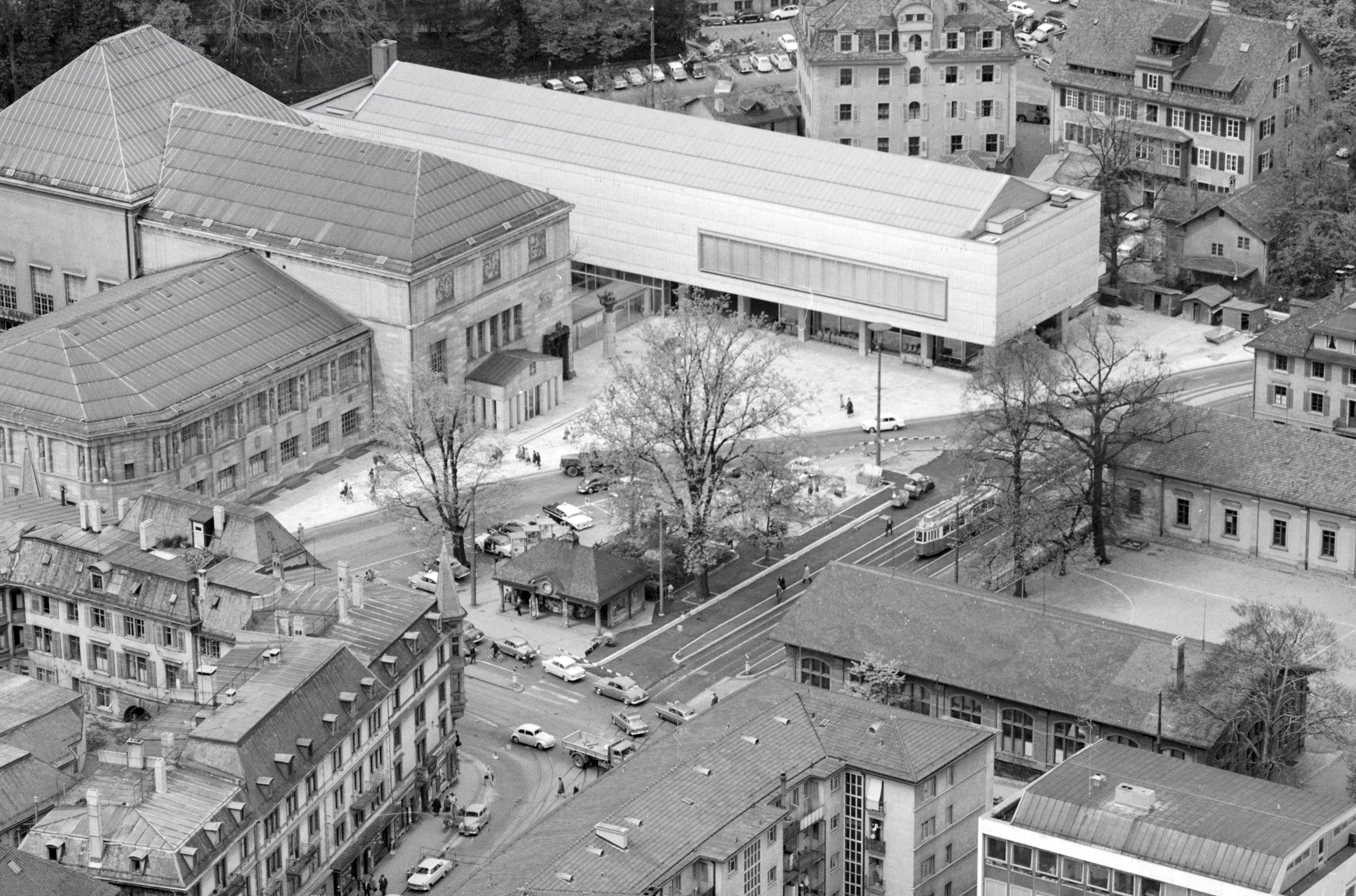
Moserbau 1 bis 3, Pfisterbau mit Bührlesaal und Restaurant, im Zentrum Heimplatz mit Tramwartehäuschen und Denkmal für Ignaz Heim, rechts alte, denkmalgeschützte Turnhallen, links unten Pfauenkomplex, 1963
Aus der Luftperspektive, Foto: Werner Friedli, 1964

### Müllerbau 1976
Der Müllerbau von Erwin Müller wurde durch eine Schenkung von Olga Meyenfisch 1969 über sieben Millionen Schweizer Franken finanziert. Der zurückgesetzte Bau füllt das Dreieck zwischen Hirschengraben und Moserbau 3.

### Gastrecht der Stiftung für die Photographie
Anfang der 1970er Jahre gelang es dem ersten Präsidenten der Stiftung für Photographie, Manuel Gasser, und der Mitbegründerin, Rosellina Burri-Bischof, beim amtierenden Direktor, René Wehrli, und dem damaligen Präsidenten der Zürcher Kunstgesellschaft, Carlo von Castelberg, im Kunsthaus Zürich Gastrecht zu erlangen. Der privatrechtlich gegründeten Stiftung wurden nach Abschluss des Müller-Erweiterungsbaus 1976 Räume zur Verfügung gestellt. Burri-Bischof realisierte als Leiterin der Stiftung in der Photo-Galerie des Kunsthauses bis 1981 drei Dutzend Präsentationen mit Werken weltberühmter Schweizer Fotografen wie Robert Frank und Paul Senn sowie international bekannten Altmeistern der Fotografie wie Eugène Atget, Heinrich Kühn, Paul Strand und Edward Steichen sowie weiteren weltweit bekannten Fotografen wie Henri Cartier-Bresson und Elliott Erwitt.
Von 2001 bis 2005 wurde das Kunsthaus komplett saniert.
Seit dem Jahr 2020 steht auf dem Vorplatz des Kunsthauses vor dem Durchgang des Moserbaus zum Vortragssaal die Skulptur Januskopf von Kader Attia. Auf dem Heimplatz ist ebenfalls seit 2020 die Videoinstallation Tastende Lichter von Pipilotti Rist installiert.

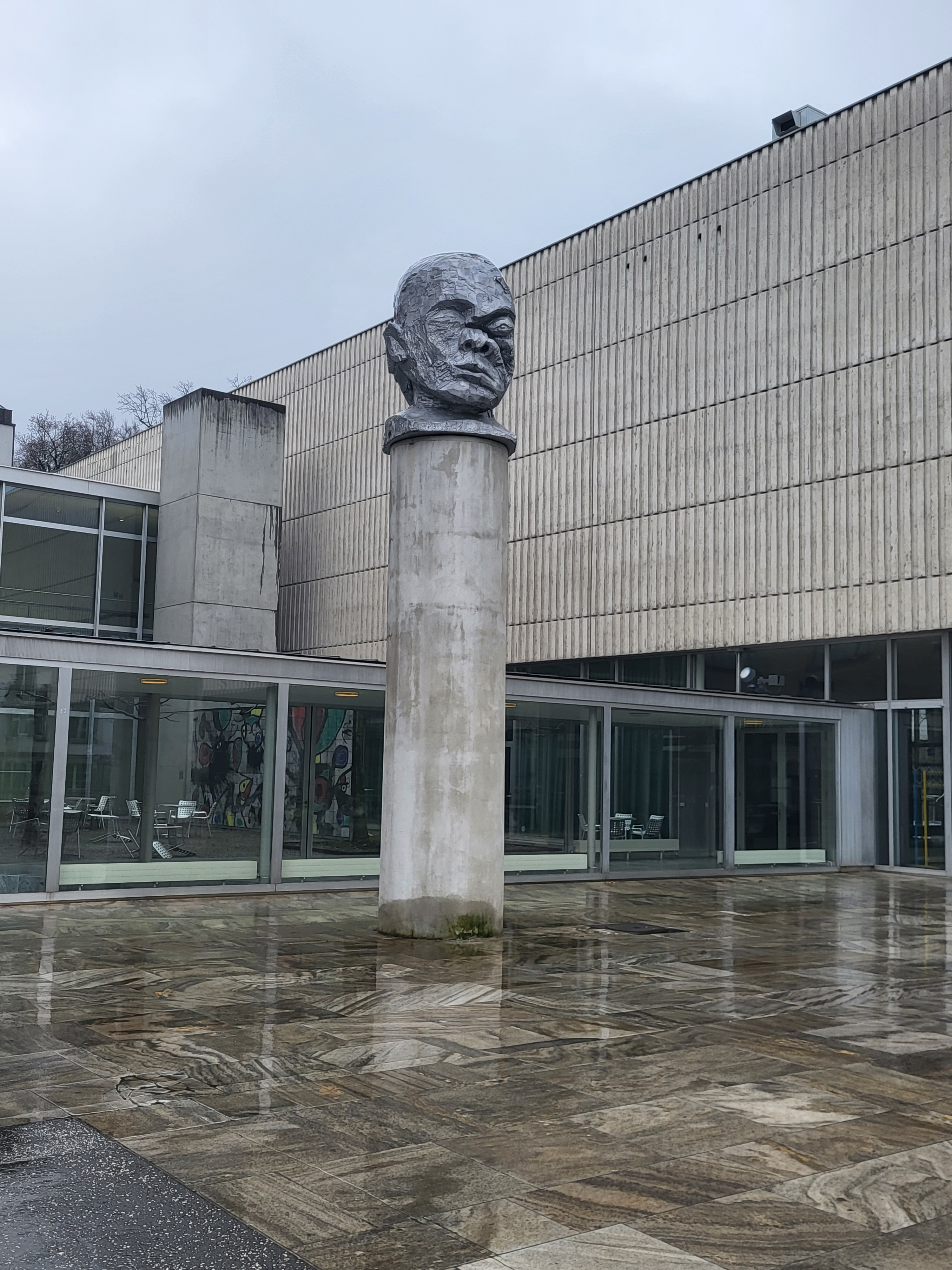
Januskopf von Kader Attia, Geschenk von Christen Sveaas, Vorplatz des Kunsthauses
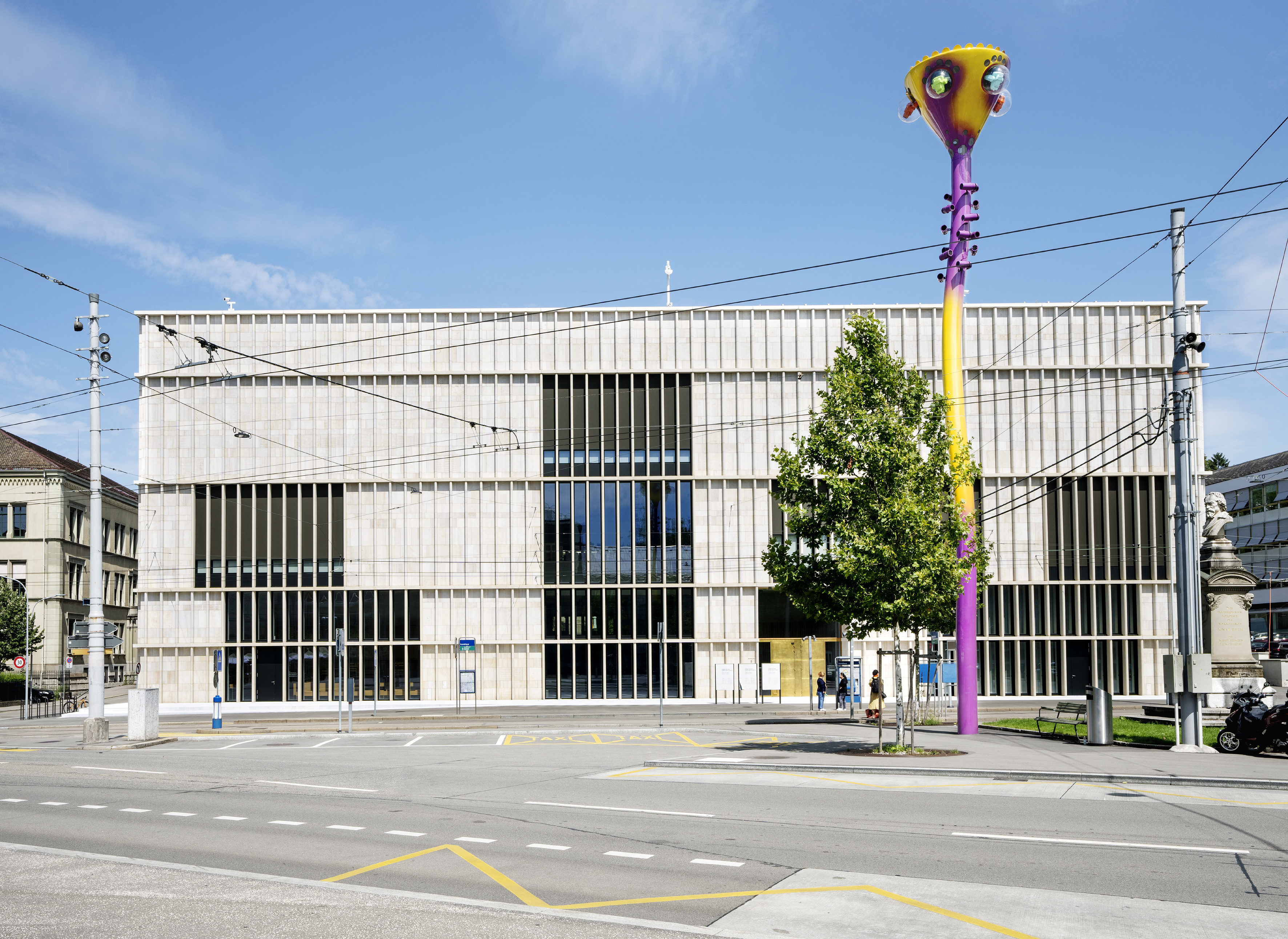
Videoinstallation Tastende Lichter von Pipilotti Rist, Heimplatz, seit 2020
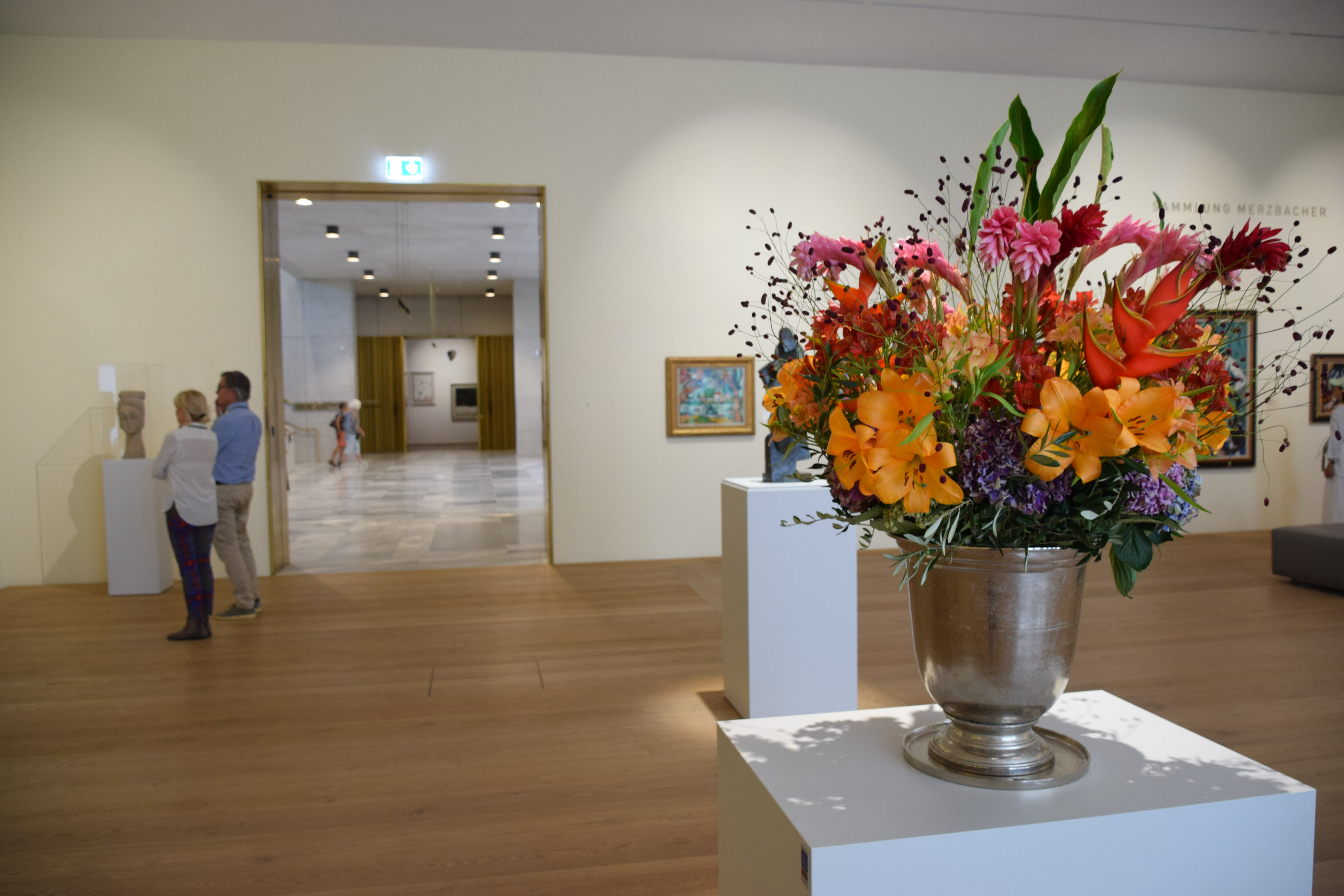
Werner-und-Gabrielle-Merzbacher-Sammlung im ersten Obergeschoss des Erweiterungsbaus, Heimplatz 5, 2022

### Chipperfield Erweiterungsbau 2021
Ein Erweiterungsbau, mit dem sich die Ausstellungsfläche des Kunsthauses fast verdoppelt, nahm am 9. Oktober 2021 den Betrieb auf. Seitdem ist das Kunsthaus Zürich das grösste Kunstmuseum der Schweiz. Architekten waren David Chipperfield Architects, federführend für die Projektrealisation der damalige Präsident der Zürcher Kunstgesellschaft, Walter Kielholz. Der Zürcher Gemeinderat, das Parlament der Stadt, hatte am 4. Juli 2012 den zur Hälfte aus Steuergeldern zu finanzierenden Erweiterungsbau gebilligt, in der Volksabstimmung am 25. November desselben Jahres wurde dem Projekt zugestimmt. Für den insgesamt 206 Mio. Franken teuren Erweiterungsbau des Kunsthauses zahlte die Stadt Zürich 88 Mio., 30 Mio. fielen auf den Kanton, und 88 Mio. kamen über Spender herein.
In der offiziellen Abstimmungszeitung der Stadt Zürich «Zürich stimmt ab. 25.11.2012» war den Stimmberechtigten die Vorlage zum Investitionsbeitrag von 88 Mio. Schweizer Franken für den Erweiterungsbau empfohlen und insbesondere in Aussicht gestellt worden, der Bau eröffne die einmalige Chance, die «weltbekannte Privatsammlung von Emil Georg Bührle» dauerhaft zeigen zu können, die bedeutendste in Europa nach Paris, laut Angaben der Stadt. Nicht informiert wurde die Wählerschaft von offizieller Seite bezüglich der Tatsache, dass keine unabhängige Provenienzforschung vorlag und das Vorhandensein von NS-Raubkunst nach der Definition der Erklärung von Terezin, 2009, in der Kunstsammlung nicht eindeutig ausgeschlossen werden konnte.
Auch die «Werner-und-Gabrielle-Merzbacher-Sammlung» mit 65 Werken und solche der Sammlung von Hubert Looser werden im Erweiterungsbau gezeigt.

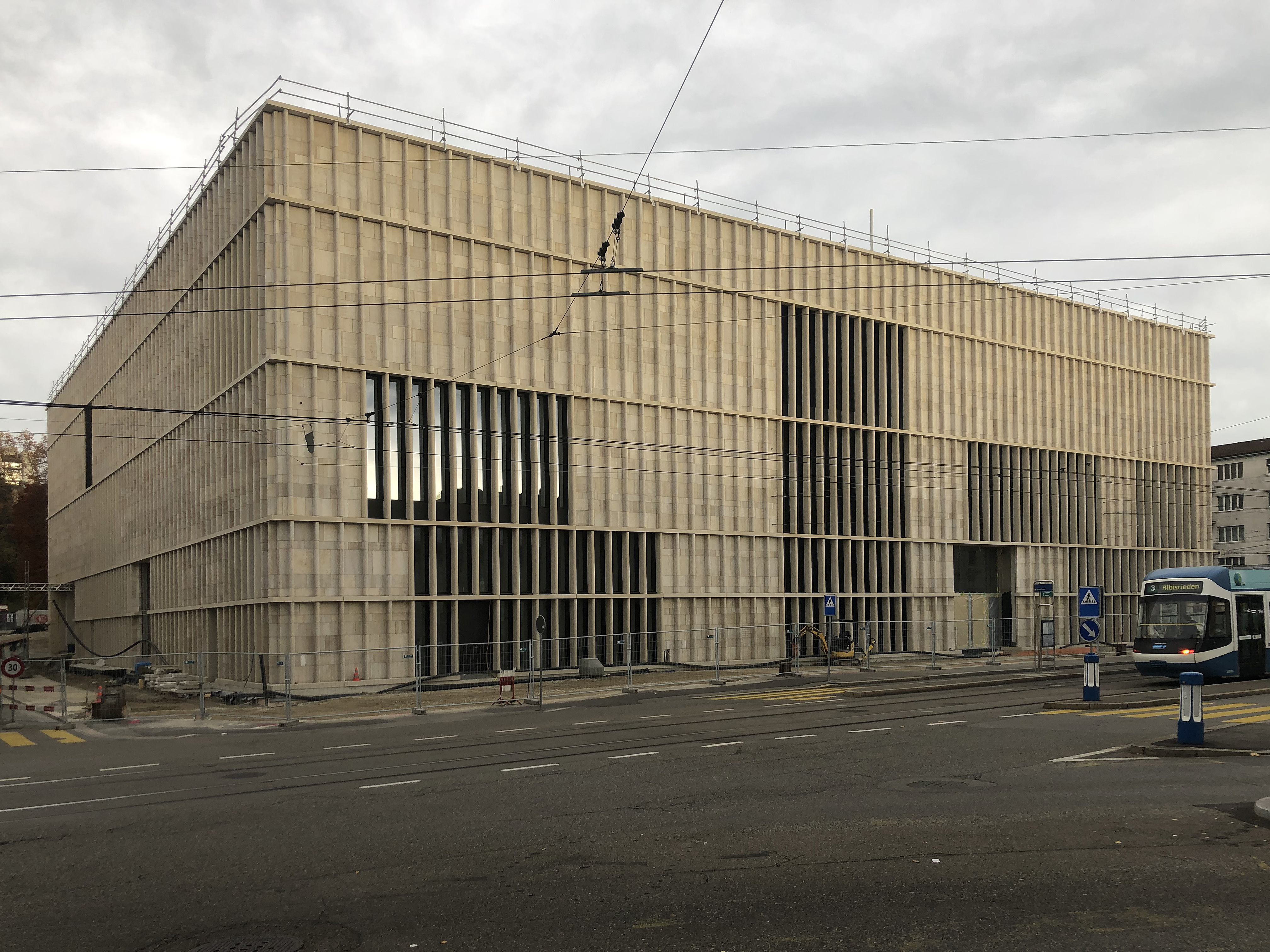
Neuer Erweiterungsbau gegenüber dem Hauptgebäude
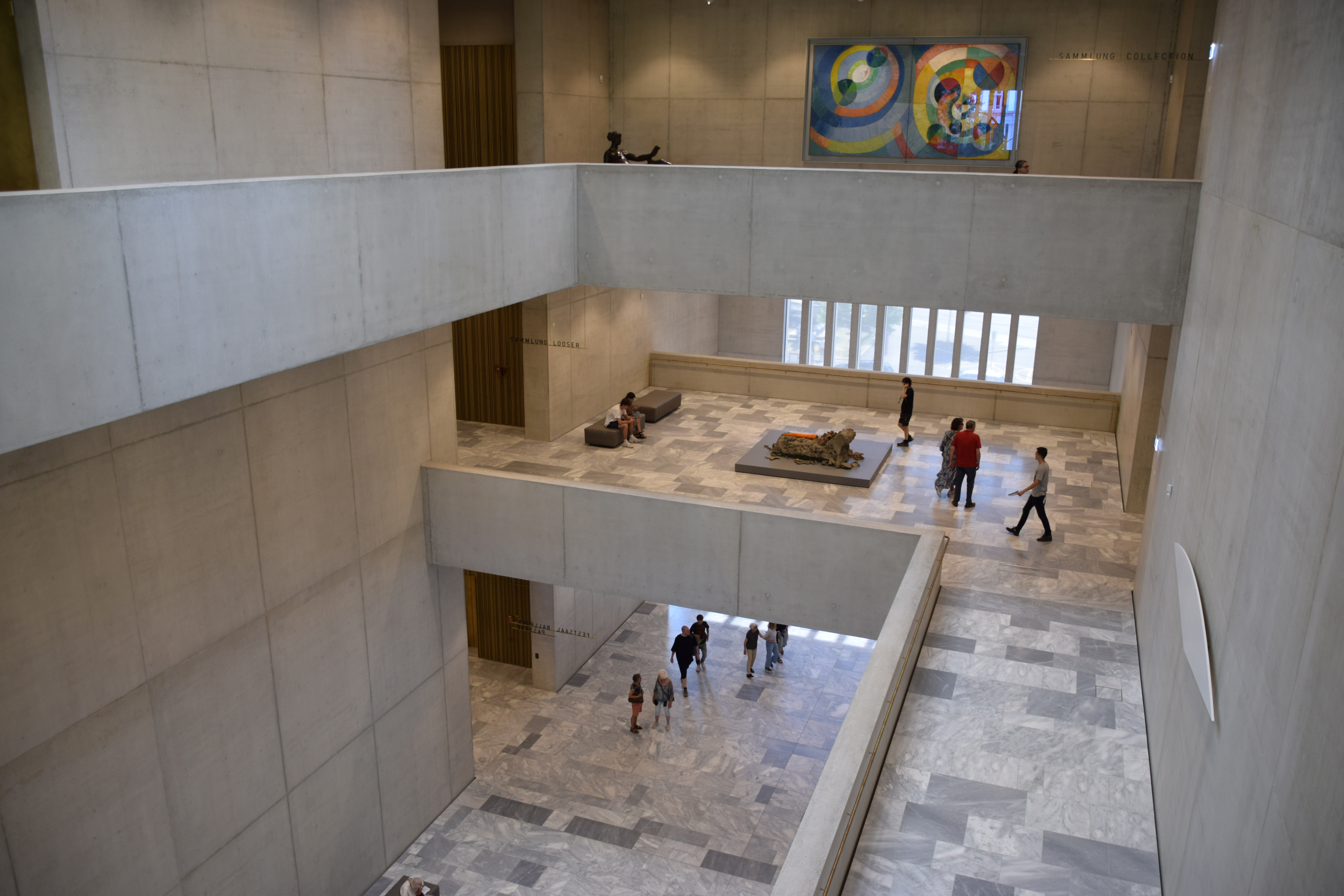
Innenansicht des Chipperfield Erweiterungsbaus
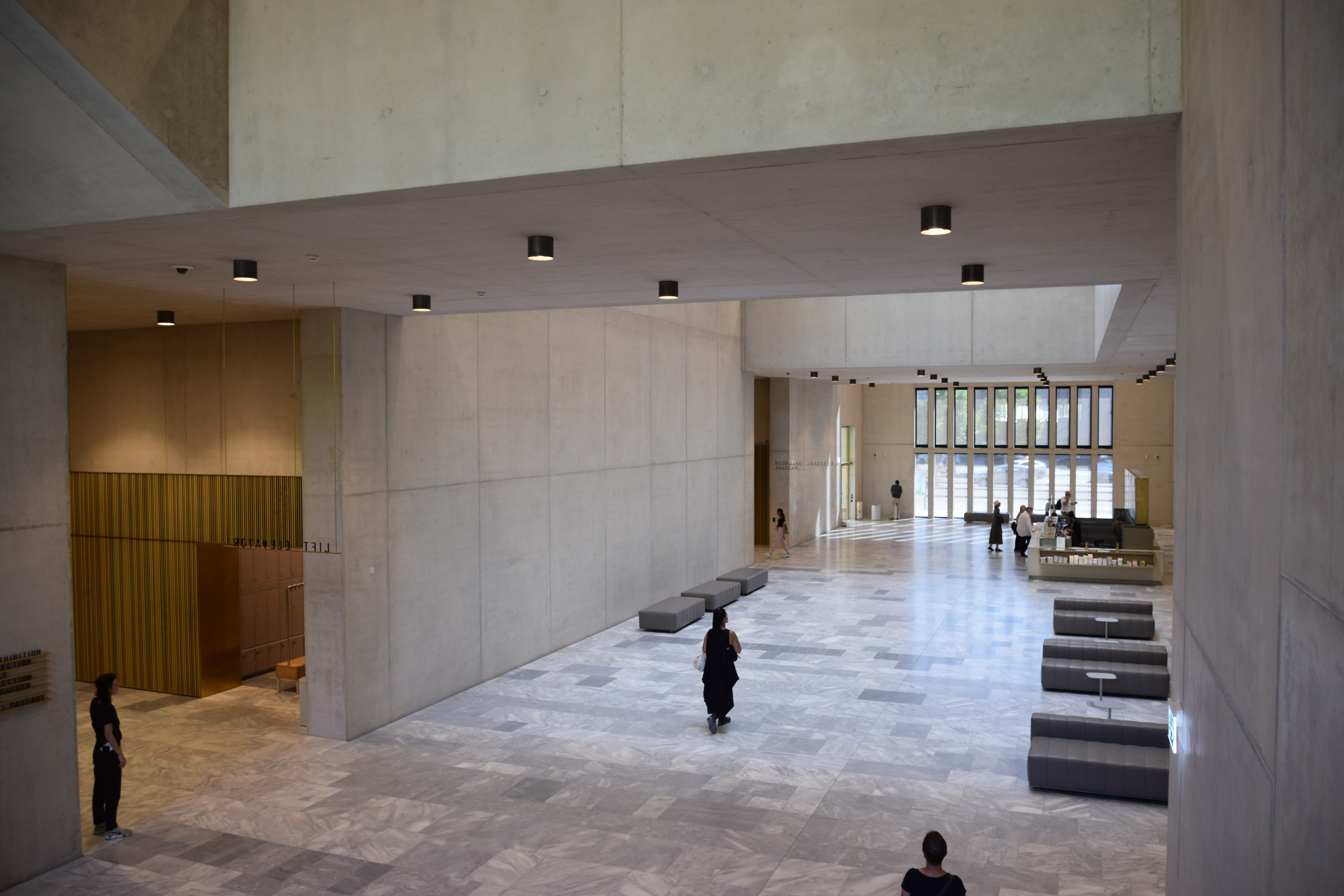
Walter-Haefner-Foyer, Eingangsbereich

### Skandale um die Kunstsammlung der Stiftung Emil G. Bührle

#### Erster Skandal 2021
Im Herbst 2021 wollte das Kunsthaus Zürich unter der Direktion von Christoph Becker den neuen Erweiterungsbau insbesondere mit den Meisterwerken des Impressionismus der Stiftung Emil G. Bührle als Krönung feiern. Die Sammlung mit dem aktuellen Marktwert von drei Milliarden Schweizer Franken – Stand 2023 – gilt weltweit als eine der besten. Das Vorhaben mündete in einem Skandal um Nazi-Fluchtgut. Die Rede war von Verharmlosungen und Geschichtsklitterung. Dem Kunsthaus und der Stadt Zürich wurde vorgeworfen, die Sammlung werde zu unkritisch präsentiert, zahlreiche Fragen im Zusammenhang mit der Sammlung, vornehmlich deren Provenienzforschung, seien ungeklärt. Diese war von der Stiftung selber, ihrem damaligen Direktor Lukas Gloor, also nicht öffentlich und unabhängig gemacht worden. Die Forschung sei zudem einseitig aus der Käuferperspektive getätigt worden, hiess es. Es fehle weitgehend an Transparenz. Die Geschichte von Emil G. Bührle, die in einem separaten Dokumentationsraum nacherzählt wurde, sei beschönigend und verharmlosend. Ausgelöst durch die Veröffentlichung des Sachbuchs Das kontaminierte Museum. Das Kunsthaus Zürich und die Sammlung Bührle des Historikers Erich Keller und die Stellungnahme ehemaliger Mitglieder und Mitarbeitender der Unabhängigen Expertenkommission: Schweiz – Zweiter Weltkrieg (UEK) zur Sammlung Bührle im Kunsthaus Zürich, entbrannte in der nationalen und internationalen Öffentlichkeit eine hitzige Debatte. Der Waffenfabrikant Emil G. Bührle, ehemaliger Deutscher mit Schweizer Pass, war mit den Waffengeschäften, die er vornehmlich mit den Nazis hatte tätigen können, zum reichsten Mann der Schweiz geworden. Mit diesem «Blutgeld» hatte er die Werke von Impressionisten gekauft.
Bezüglich der Provenienzforschung der Sammlung Emil G. Bührle fehlte eine lückenlose, faire und vor allem unabhängige Untersuchung nach internationalem «State of the Art». Die nationale und internationale Medienberichterstattung und der damit einhergehende Reputationsschaden, der nicht enden wollende öffentliche Druck, auch von Seiten der Politik, führten dazu, dass der Vertrag zwischen dem Kunsthaus Zürich und der Stiftung offengelegt und ein neuer Vertrag ausgehandelt werden musste sowie weitere Massnahmen eingeleitet wurden.
Anfang 2023 erfuhr die Öffentlichkeit, dass der Schweizer Historiker Raphael Gross von der Stadt, dem Kanton Zürich und der Zürcher Kunstgesellschaft damit beauftragt werde, die Sammlung der Stiftung Emil G. Bührle nun von unabhängiger Seite zu untersuchen. Die Ergebnisse wurden am 28. Juli 2024 veröffentlicht (siehe unter «Expertenbericht zur Provenienzforschung Sammlung Bührle»).
Erste Präsentation der Sammlung Bührle, kuratiert von Lukas Gloor

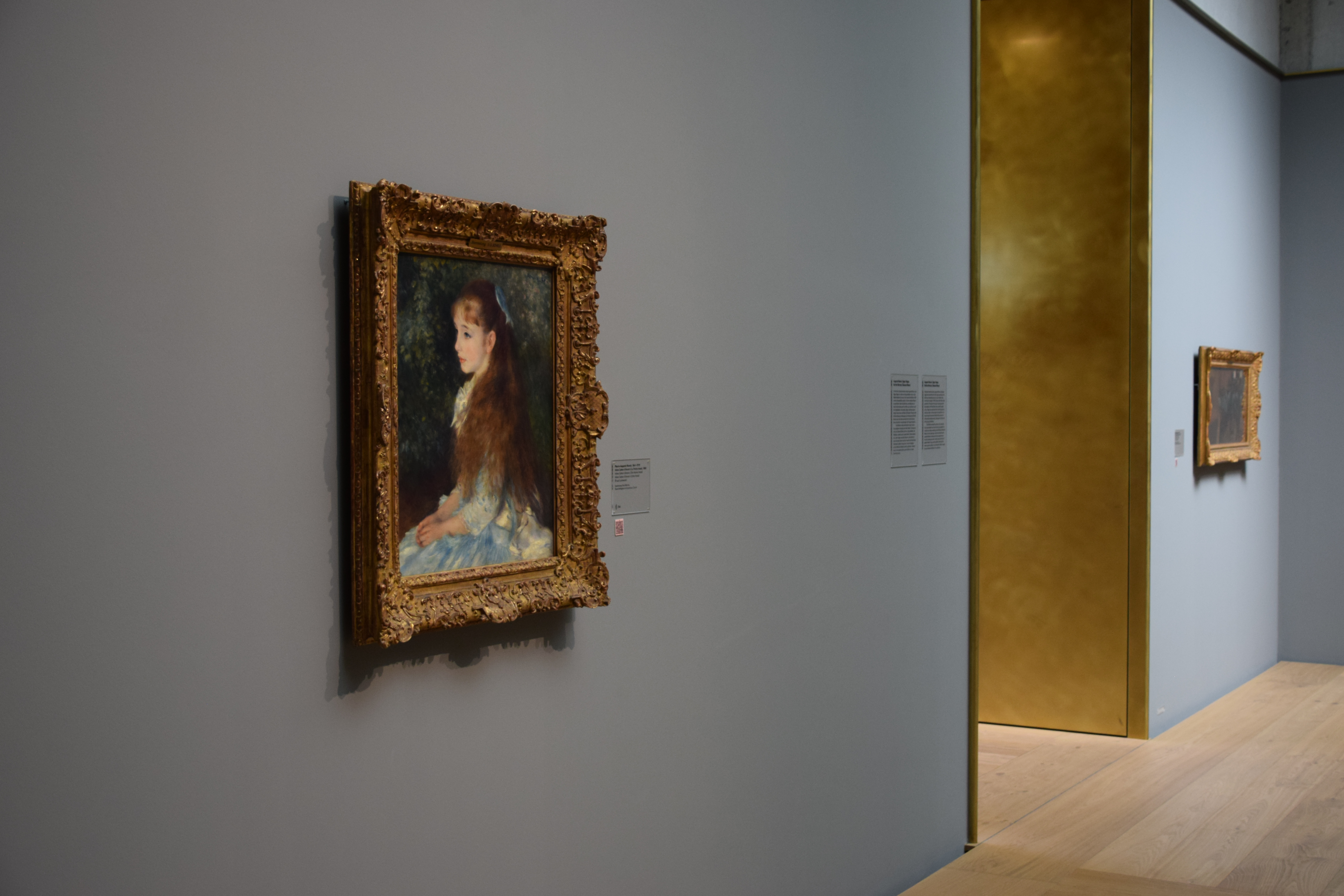
La petite Irène von Pierre-Auguste Renoir, 1880
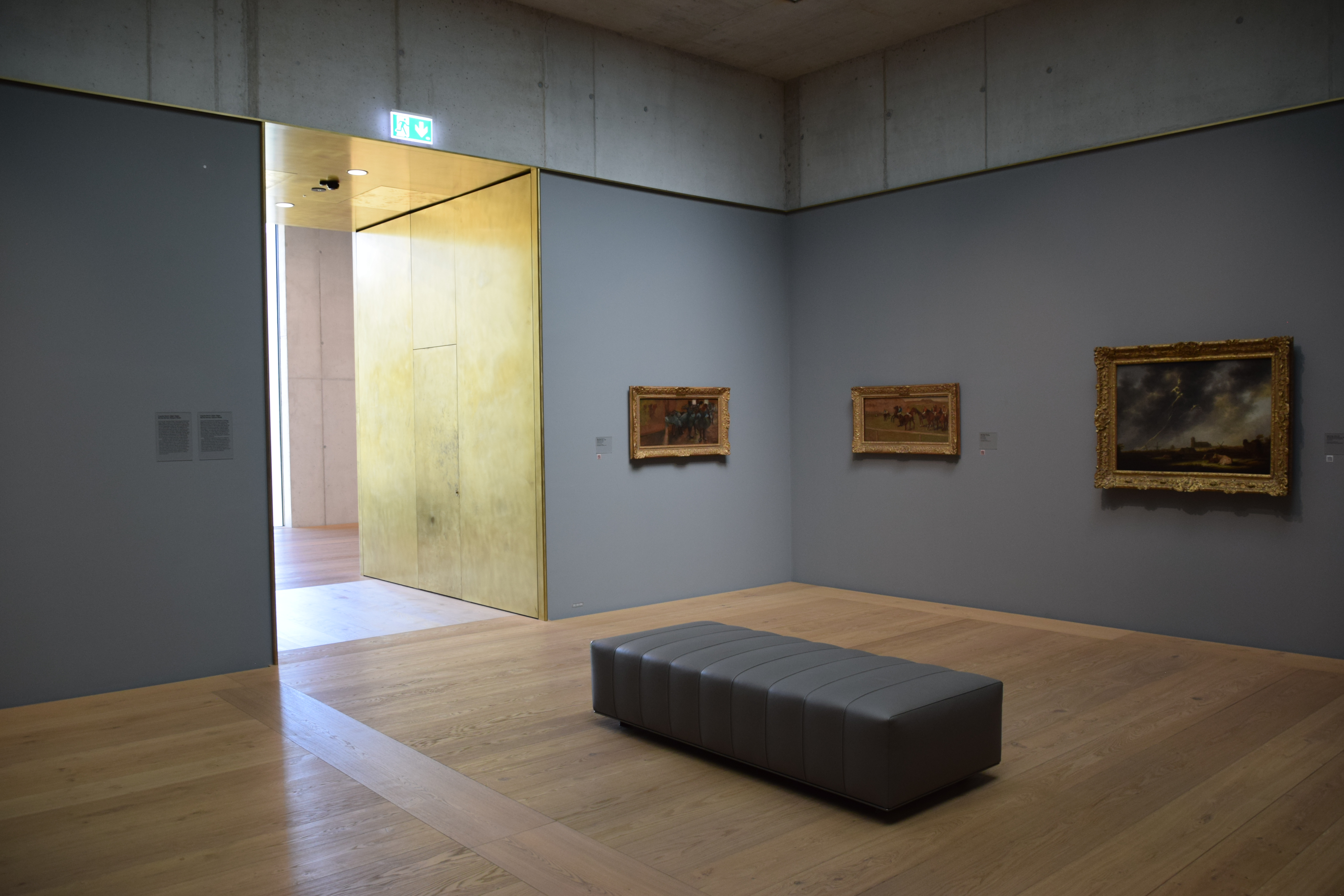
Grauer Sitzblock, v. l.:Tänzerinnen, 1889 und Avant le départ, 1878/80 von Edgar Degas, Gewitter über Dordrecht, 1645 von Aelbert Cuyp
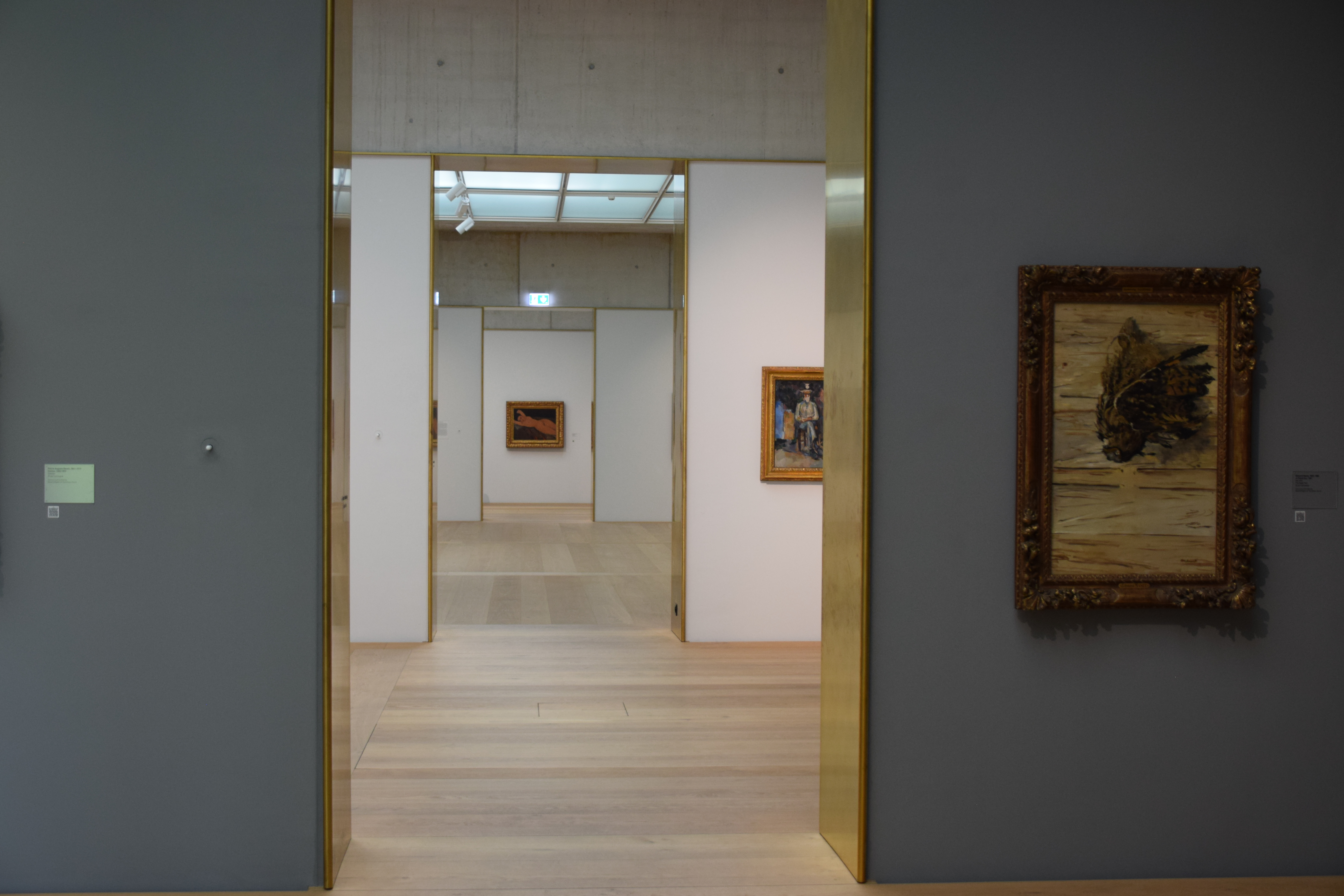
Vorne rechts: Le Grand Duc, deutsch: Der Uhu von Édouard Manet, 1881,[84] angeschnitten: Le Jardinier Vallier von Paul Cézanne, 1906, hinten: Nu couché von Amedeo Modigliani, 1916

#### Zweiter Skandal 2023
An einer neuen Präsentation der Sammlung von Emil G. Bührle wurde unter der Direktorin Ann Demeester mit Philippe Büttner als Kurator während eines Jahres gearbeitet. Aber noch vor der Eröffnung vom 3. November 2023 kam es zum Eklat. Der wissenschaftliche Beirat, der die Ausstellung hätte begleiten sollen, erhob zahlreiche Vorwürfe und trat am 13. Oktober 2023 geschlossen zurück. Doch ebendieser Beirat hätte garantieren sollen, dass nach den unzähligen Konflikten um die Sammlung von Emil G. Bührle unabhängig und unparteiisch an Lösungen gearbeitet worden wäre.
Zum siebenköpfigen Beirat, der demissionierte, gehörten Nicola Doll, Leiterin der Provenienzforschung am Kunstmuseum Bern, Muriel Gerstner als Vorstandsmitglied des Vereins Omamut – Forum für jüdische Kunst und Kultur, die Leiterin des Labors für experimentelle Museologie an der Universität Lausanne, Sarah Kenderdine, Matthieu Leimgruber, Professor für Geschichte der Neuzeit an der Universität Zürich, Stefanie Mahrer, Professorin für neuere europäische, schweizerische und jüdische Geschichte in Basel und Bern, der Schriftsteller Thomas Meyer und Angeli Sachs, ehemals Leiterin Curatorial Studies an der Zürcher Hochschule der Künste. Es ging vor allem um zwei Vorwürfe, einerseits betreffend die Texte, die dem Beirat offenbar viel zu kurzfristig zum Gegenlesen überlassen worden seien, was ein sorgfältiges Redigieren erschwerte, und andererseits noch gewichtiger betreffend die Ausrichtung der Ausstellung insgesamt. In der Rücktrittserklärung heisst es:

«Trotz anderslautender Aussagen in den einleitenden Texten und Stellungnahmen haben die Ausstellungsmacher:innen den einstigen Eigentümer:innen der präsentierten Kunstwerke zu wenig Sichtbarkeit zugestanden. Entgegen unserer wiederholten Empfehlung, dem Schicksal der im Nationalsozialismus verfolgten, enteigneten und ermordeten Sammler:innen den nötigen Raum zu geben, ist nur ein kleiner Teil der Ausstellung ihrer Darstellung und Anerkennung gewidmet. Da Emil Bührle beim Aufbau seiner Sammlung von diesem historischen Kontext profitiert hat, ist es besonders kritisch, dass ein weiteres Mal der Eindruck entsteht, dass die Opfer des nationalsozialistischen Regimes marginalisiert werden.»

Christoph Heim schreibt dazu im Tages-Anzeiger, die kritisch-wohlwollende Schau würdige den Mäzen Emil Bührle stärker als die jüdischen Sammler, die ihm ihre Bilder unter Stress verkauften. In seinem Kommentar für den Bund moniert er, bei der Huldigung des Waffenproduzenten Emil G. Bührle könne sich das Kunsthaus nicht zu einer echten Würdigung der jüdischen Sammler durchringen. Philipp Meier schrieb im Feuilleton der NZZ: «Das war eine Ohrfeige für das Kunsthaus Zürich.» Nach seiner Einschätzung leuchtet die Kritik des Beirats nicht ein.

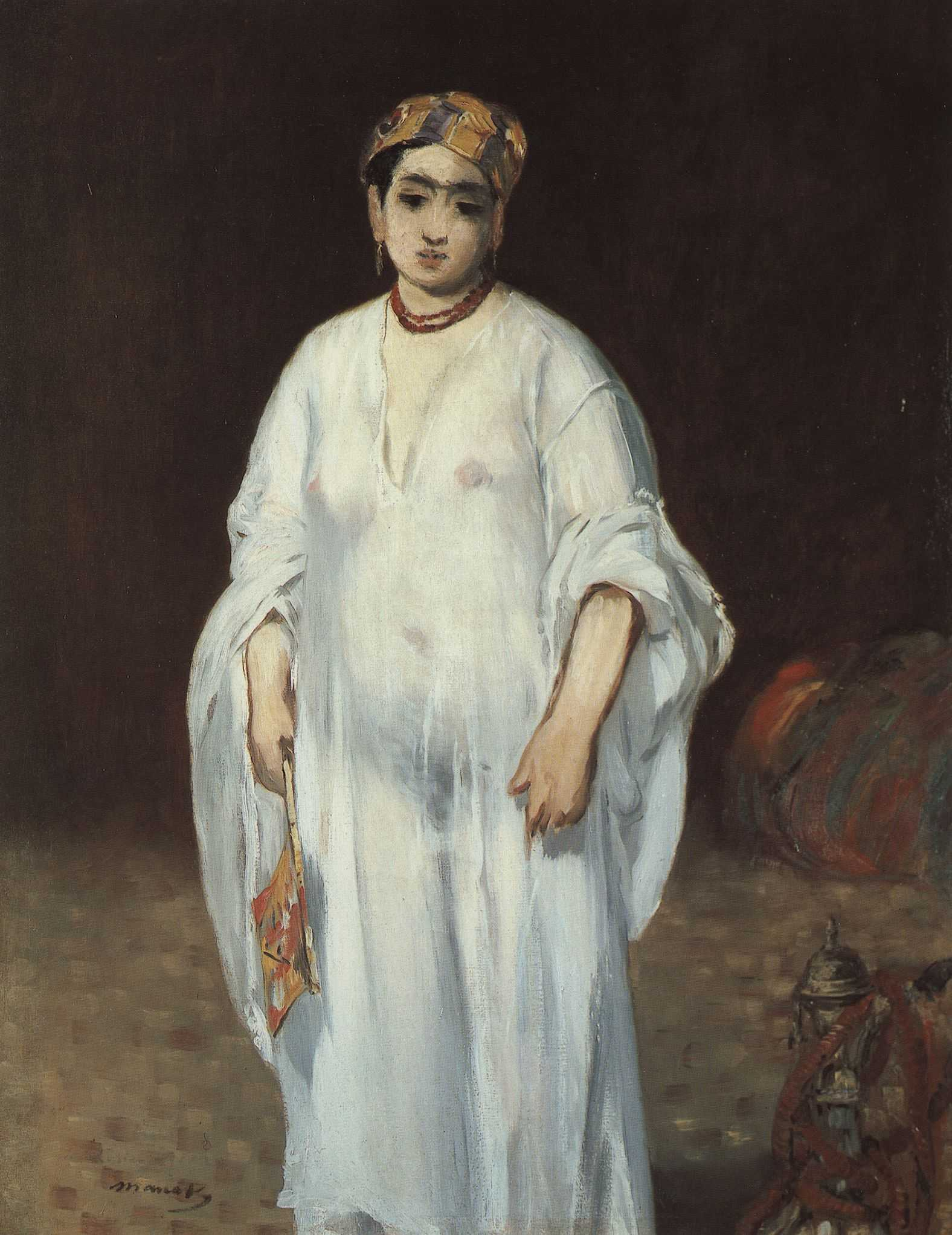
La Sultane von Édouard Manet, 1871, Sammlung Emil G. Bührle

«Fachleute vermuten in der Sammlung Bilder, die ihren früheren jüdischen Besitzerinnen und Besitzern zurückgegeben werden sollten», heisst es in der Tagesschau der ARD. Die mühsame Aufarbeitung der Bührle-Sammlung enthülle ein grösseres Problem. Die Schweiz tue sich bis heute schwer mit ihrer eigenen Vergangenheit während der NS-Zeit.
So nimmt denn das Werk La Sultane von Édouard Manet, das laut Erich Keller «[…] seit 2004 in der Datenbank für Raubkunst des Deutschen Zentrums Kulturgutverluste geführt wird», in der zweiten Ausstellungspräsentation einen prominenten Platz ein. Das Sultane-Gemälde gehörte dem jüdischen Unternehmer Max Silberberg, der es 1937 mutmasslich wegen des Verfolgungsdrucks durch die Nationalsozialisten verkaufen musste. Er kam 1942 im Ghetto Theresienstadt oder im Konzentrationslager Auschwitz zu Tode. Laut einer Mitteilung der Stiftung Bührle vom April 2025 wird La Sultane nicht restituiert. Das Werk, mit dem geschätzten Marktwert von einem zweistelligen Millionenbetrag, könne weiterhin im Kunsthaus Zürich gezeigt werden. Über Details der Vergleichslösung und die Zahlung des Betrags an die Alleinerbin, die Schwiegertochter Gerda Silberberg, wurde Stillschweigen vereinbart. Dieser Umstand wird von mehreren Medien als skandalös eingestuft. Das Kunsthaus ist hochverschuldet, schreibt auch 2024 ein Defizit von mehr als 1,5 Millionen Schweizer Franken, und die Stiftung Bührle darf ihre private Sammlung als Nutzniesserin des Museum weiterhin ebenda ausstellen.
Anlässlich der Gedenkveranstaltung in der Zürcher Synagoge zum Novemberpogrom von 1938 räumte die Stadtpräsidentin Corine Mauch in ihrer Rede zum ersten Mal ein, Fehler begangen zu haben. Unter ihrer Federführung war ein Steuerungsausschuss eingerichtet worden, um die wissenschaftliche Erforschung der Bührle-Sammlung zu zensieren. Im Zusammenhang mit dem Waffenfabrikanten hätten die Begriffe «Antisemitismus, Freikorps und Zwangsarbeit» im Untersuchungsbericht der Universität Zürich getilgt werden sollen.

#### NS-verfolgungsbedingt entzogenes Kulturgut in der Sammlung Bührle
- Kurz vor der erwarteten Veröffentlichung des Untersuchungsergebnisses von Raphael Gross teilte die Stiftung Sammlung Emil G. Bührle am 14. Juni 2024 mit, dass sie fünf Bilder abhängen wolle. Beim Werk La Sultane von Édouard Manet sei die Stiftung bereit, eine symbolische Entschädigung zu leisten.[102]

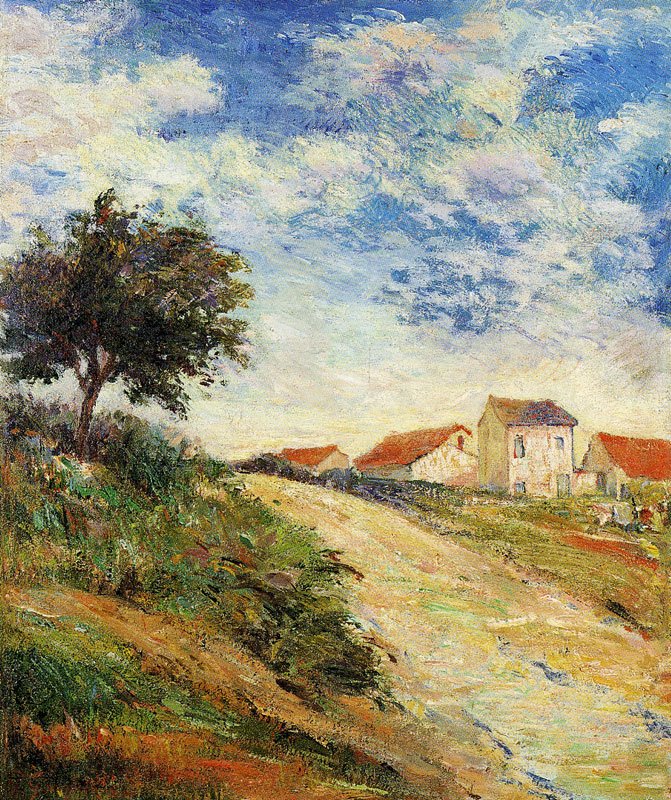
Paul Gauguin: La Route montante, deutsch Die Landstrasse, 1884

- Ende Juni 2025 wurde bekannt, dass das Gemälde von Paul Gauguin La Route montante, deutsch Die Landstrasse, in der Sammlung Emil Bührle bleiben wird. Die Stiftung hatte sich mit den Nachkommen des früheren Besitzers Richard Semmel in einem Vergleich geeinigt.[103]

#### Expertenbericht zur Provenienzforschung Sammlung Bührle
Am 28. Juni 2024 veröffentlichten die drei Auftraggeber Stadt Zürich, Präsidialdepartement, Kanton Zürich, Direktion der Justiz und des Innern und die Zürcher Kunstgesellschaft den Expertenbericht von Raphael Gross betreffend die Überprüfung der bestehenden Provenienzforschung zur Sammlung Bührle. Gross kritisiert darin die Provenienzforschung der Bührle-Sammlung. Sie sei nicht ausreichend. Es brauche seiner Ansicht nach weitere Massnahmen, die sich auf die Aufklärung des verfolgungsbedingten Entzuges der Werke aus der Sammlung Emil Bührle konzentrieren. «Insgesamt befinden sich […] 133 Werke in der Sammlung Bührle, die jüdische Vorbesitzer*innen hatten. 90 der Werke, die von der Stiftung in die stiftungseigene Kategorie B – und damit als angeblich unproblematisch – eingestuft wurden, müssen zusätzlich neu überprüft werden.»
Nachdem die Forschungsarbeit von Gross und seinem Team gezeigt hatte, dass die Fluchtkunst-Forschung der Bührle-Stiftung nicht genügt, äusserte sich die Stadtpräsidentin Corine Mauch im Juli 2024 dahingehend, dass es weitere Forschung geben soll. Noch unklar ist, wer diese bezahlen wird.

#### Provenienzforschung zur Sammlung von Emil Bührle
Laut der Medienmitteilungen des Kunsthauses Zürich von Ende Mai 2025 will dieses in einem Fünfjahresplan die erforderliche Provenienzforschung zu den Werken der Sammlung von Emil Bührle aufarbeiten. Die Zürcher Kunstgesellschaft möchte von der Stadt Zürich für die interne Provenienzforschung drei Millionen Franken erhalten; die Bührle-Stiftung leistet dafür keinen monetären Beitrag. Kritisiert wird insbesondere, dass sich das Kunsthaus nicht an die Empfehlung von Raphael Gross hält, unabhängige externe Experten mit der Forschungsarbeit zu beauftragen, sondern dass diese von den Provenienzverantwortlichen des Kunsthauses durchgeführt werden soll.
Im Juni 2025 äusserten ehemalige Mitarbeiter der Bergier-Kommission, unter ihnen der israelische Historiker und Holocaust-Überlebenden Saul Friedländer sowie Schweizer Geschichtswissenschaftler wie Georg Kreis, Jacques Picard und Jakob Tanner ihren Unmut über die geplante Vorgehensweise des Kunsthauses und der Bührle-Stiftung, dass die Provenienzforschung einmal mehr nicht unabhängig weitergeführt werden soll. Auch die Finanzierung der Aufarbeitung missbilligen sie. Es könne nicht sein, dass die öffentliche Hand, welche die Kosten für das Ausstellen und Aufbewahren der Sammlung trage, nun auch deren Erforschung allein finanzieren soll. Sie wünschen sich ein unabhängiges Gremium und dass sich auch die Bührle-Stiftung an den Kosten beteiligt.

### Förderstiftung für internationale Ausstellungen von hoher Qualität
Im Mai 2025 wurde bekannt, dass Martin und Marianne Haefner dem Zürcher Kunsthaus 30 Millionen Franken spenden. Das Geld, wofür eine Förderstiftung gegründet werde, soll internationale Ausstellungen von hoher Qualität ermöglichen. Die Betriebskosten des Kulturbetriebs mit knapp 6 Millionen Franken Defizit – Stand 2025 – wir von dem Geldgeschenk nicht abgedeckt.

## Organisation

### Zürcher Kunstgesellschaft
Oberstes Organ des Kunsthauses Zürich ist die Zürcher Kunstgesellschaft. Der Trägerverein als Betreiber des Museums und Besitzer der Kunstsammlung wird von einem Vorstand mit 11 Mitgliedern geleitet, wovon sechs Personen Vertreter der öffentlichen Hand sind. Der Vorstand wählt den Direktor des Kunsthauses.
Die erste Frau, die das Amt der Präsidentin der Zürcher Kunstgesellschaft bekleiden konnte, war Anne Keller Dubach. Im Mai 2021 wurde sie von der Generalversammlung gewählt. Sie starb am 22. September 2021. Am 1. Juli 2022 übernahm Philipp Hildebrand das Präsidium.

### Stiftung Zürcher Kunsthaus
Die 1954 gegründete Stiftung Zürcher Kunsthaus ist die Eigentümerin der Liegenschaften, welche sie der Zürcher Kunstgesellschaft kostenlos zur Nutzung überlässt. Sie kümmert sich auch um den Unterhalt der Gebäude und die Vermietung von Räumen für externe Nutzungen.

### Direktoren
- 1909–1949: Wilhelm Wartmann[120]
- 1950–1975: René Wehrli
- 1976–2000: Felix Baumann
- 2000–2022: Christoph Becker
- Seit 1. Oktober 2022: Ann Demeester

Seit Oktober 2022 leitet Ann Demeester das Kunsthaus Zürich. Vizedirektor ist Alex Schneider. Zu den Kuratoren zählen Jonas Beyer, Philippe Büttner, Sandra Gianfreda und Cathérine Hug (Stand 2024).

### Provenienzstrategie

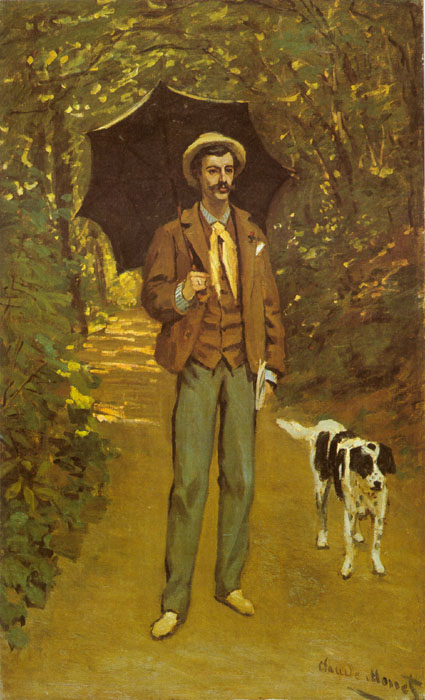
Claude Monet: «L’homme à l’ombrelle» oder «Portrait de Victor Jacquemont au Parasol», (1865–1867)

Die Zürcher Kunstgesellschaft einigte sich im Juni 2024 mit den Rechtsnachfolgern von Carl und Margarete Sachs, das Kunstwerk von Claude Monet «L’homme à l’ombrelle» (1865–1867), das als verfolgungsbedingt entzogenes Kulturgut eingestuft wird, zu verkaufen. Ein Anteil des Verkaufserlöses will sie den Erben zufliessen lassen. Zum Anteil, der zugunsten der Zürcher Kunstgesellschaft in den Sammlungsfonds fliessen soll, gibt es von Seiten des Kunsthauses keine Auskunft.

### Finanzen
Die Jahresrechnung 2023 schloss mit einem Verlust von 1,58 Millionen Franken. Dieser Fehlbetrag war rund 170'000 Franken grösser ist als noch 2022. Im Jahr 2021 betrug das Minus 482'000 Franken. Entsprechend ist das Vermögen des Vereins Zürcher Kunstgesellschaft weiter geschrumpft, der Minusbetrag belief sich auf 4,5 Millionen Franken. Wäre das Museum eine private Firma, müsste die Überschuldung dem Gericht gemeldet werden. Ein Fall von Konkurs. Das Geschäftsjahr 2024 schloss das Kunsthaus mit einem Defizit von rund 1,53 Millionen Franken ab. Insgesamt hat die Zürcher Kunstgesellschaft als Betreiberin des Hauses 2025 fast 6 Millionen Franken Schulden. Sie möchte, wie Ende Mai 2025 bekannt wurde, die jährlichen Subventionen um 4,5 Millionen Franken erhöht haben.
Das Rahmenbudget 2025 der Zürcher Kunstgesellschaft wurde vom Zürcher Stadtrat nicht genehmigt. Zuerst müsse die Kunstgesellschaft «eine konsolidierte Dreijahresplanung 2025–2027 zur Beseitigung des Defizits bis 2027» vorlegen.

## Deposita der Gottfried Keller-Stiftung (Auswahl)

### Schweizer Meisterwerke

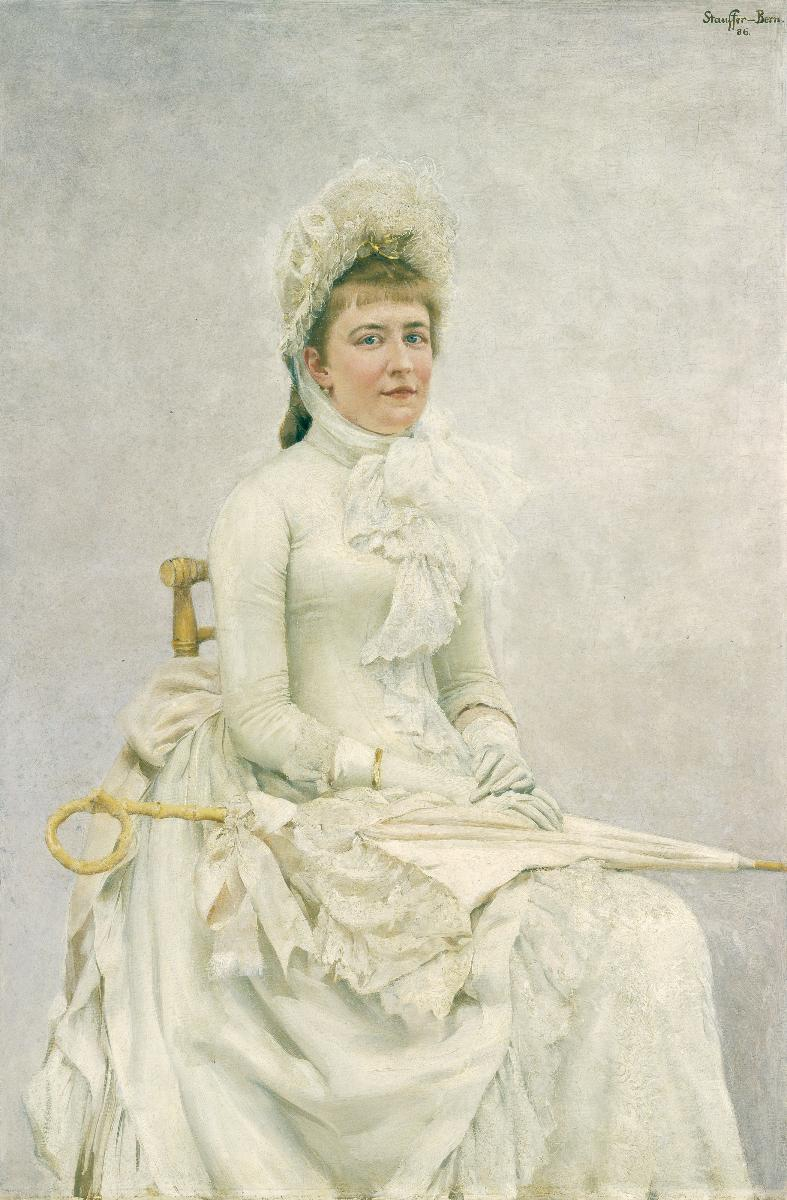
Karl Stauffer-Bern:
Bildnis Lydia Welti-Escher, 1886,
Depositum der Gottfried Keller-Stiftung, Inventarnummer GKS890

Die von der Mäzenin Lydia Welti-Escher 1890 gegründete Gottfried Keller-Stiftung, Besitzerin der wichtigsten Kunstsammlung der Schweizerischen Eidgenossenschaft mit mehr als 6500 Kunstwerken, hat dem Kunsthaus Zürich zahlreiche Meisterwerke von Schweizer Künstlern als Deposita in Obhut gegeben. Vertreten sind Karl Stauffer-Bern, Albert Welti, Ferdinand Hodler, Johann Heinrich Füssli, Rudolf Koller, Félix Vallotton, Giovanni Segantini, Arnold Böcklin und weitere Maler.
Deposita von Schweizer Kunstmalern

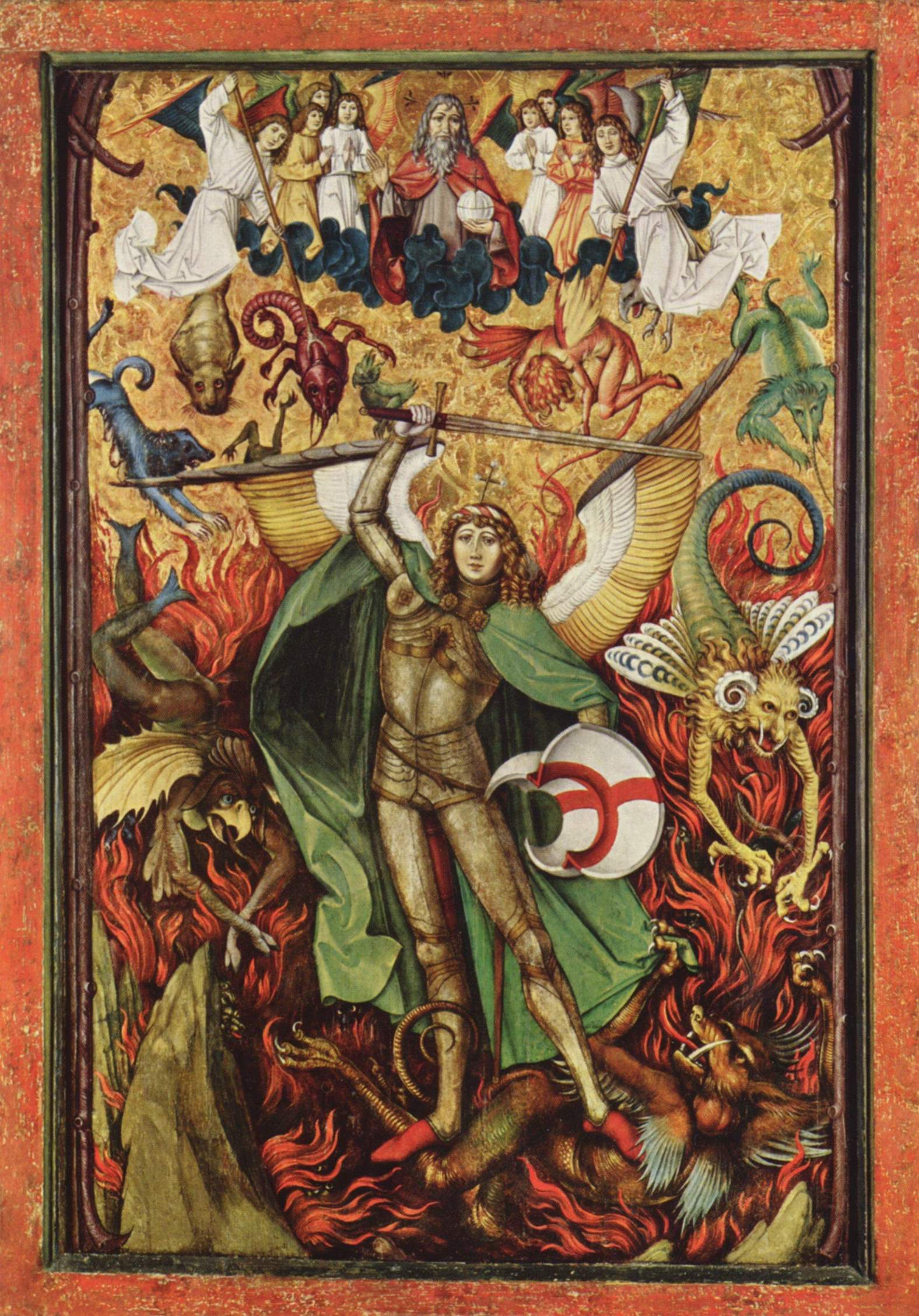
Hans Leu der Ältere: Der Erzengel Michael im Kampf mit Luzifer, 1490, Inventarnummer GKS661
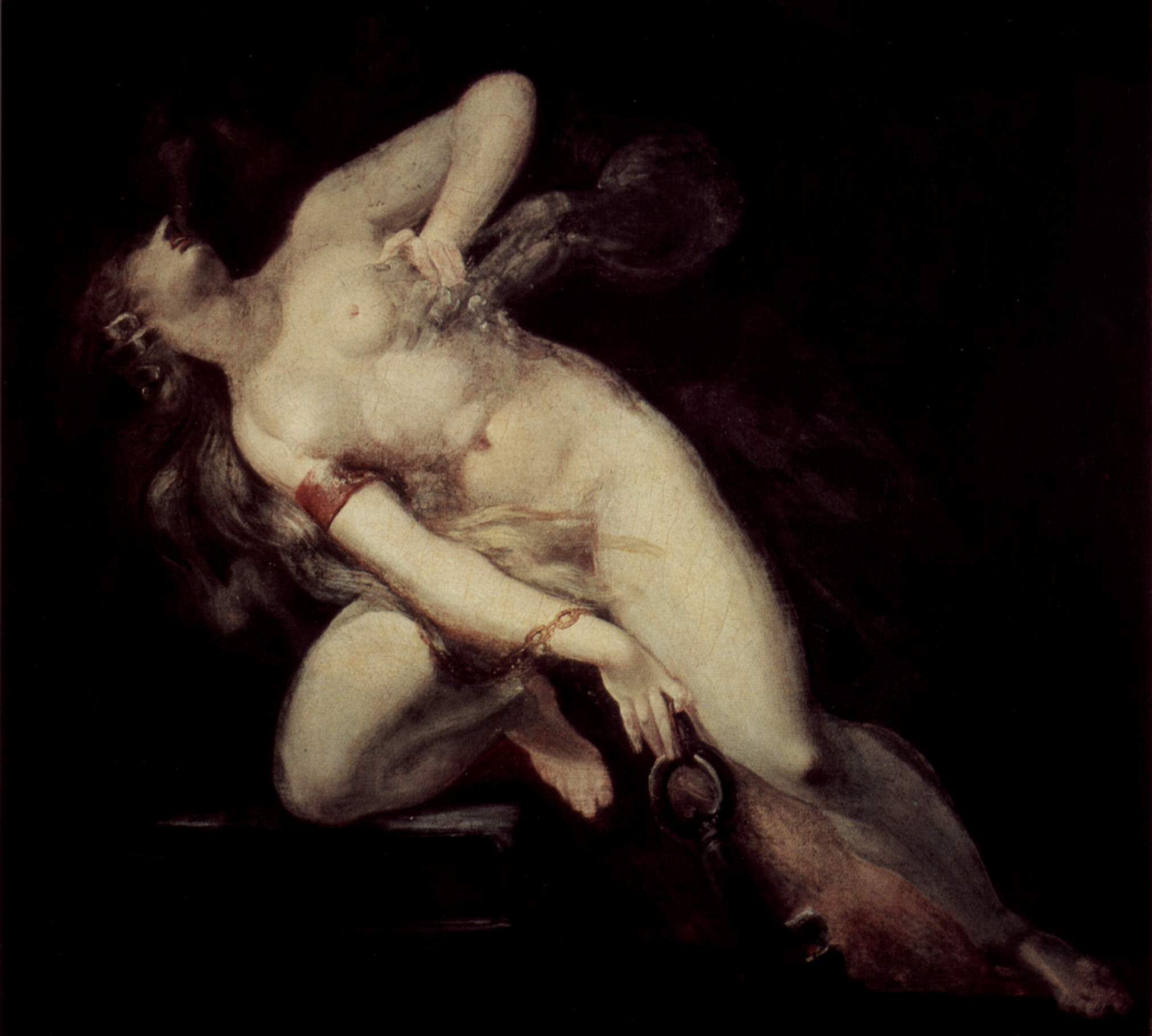
Johann Heinrich Füssli: Die Sünde, vom Tode verfolgt, 1794–1796, Inventarnummer GKS662
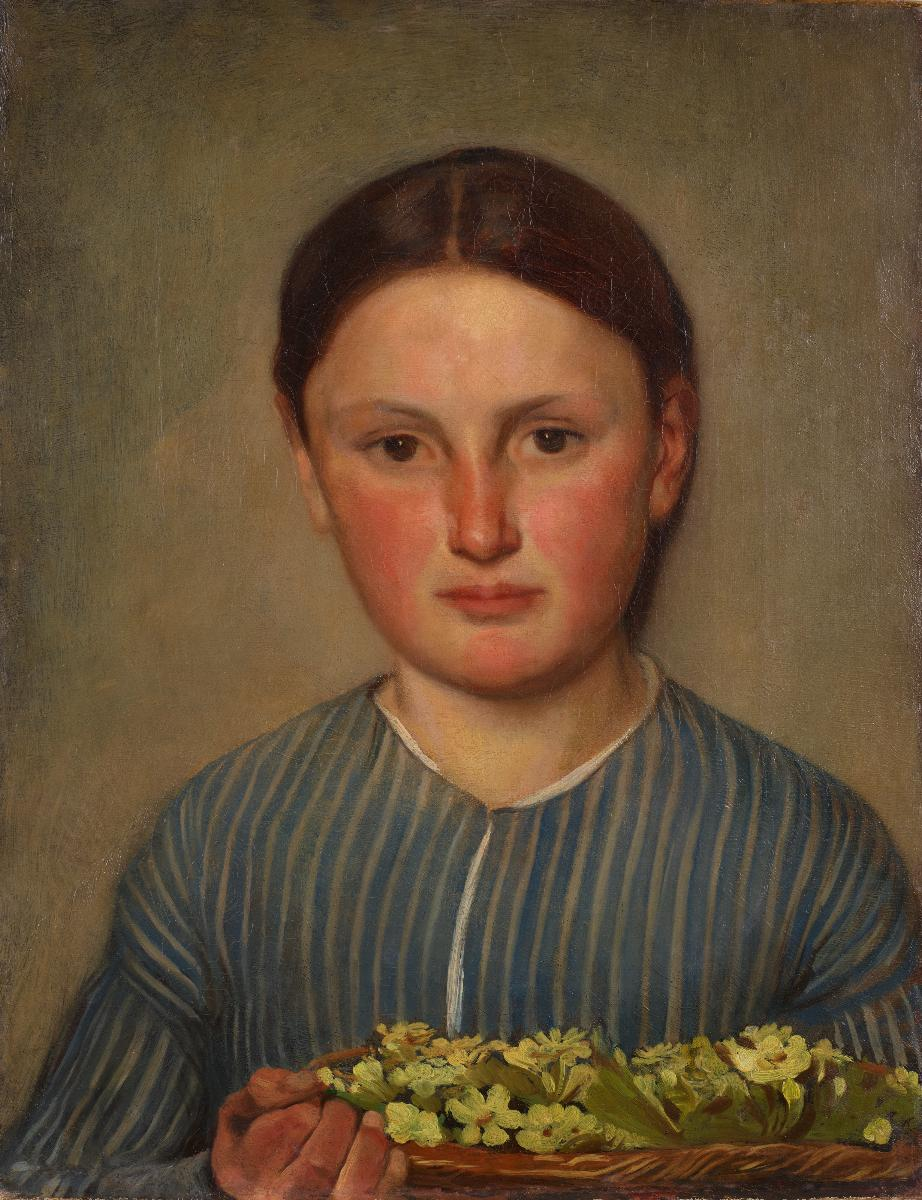
Barthélemy Menn: Mädchen mit Blumen, um 1845–1860, Inventarnummer GKS648
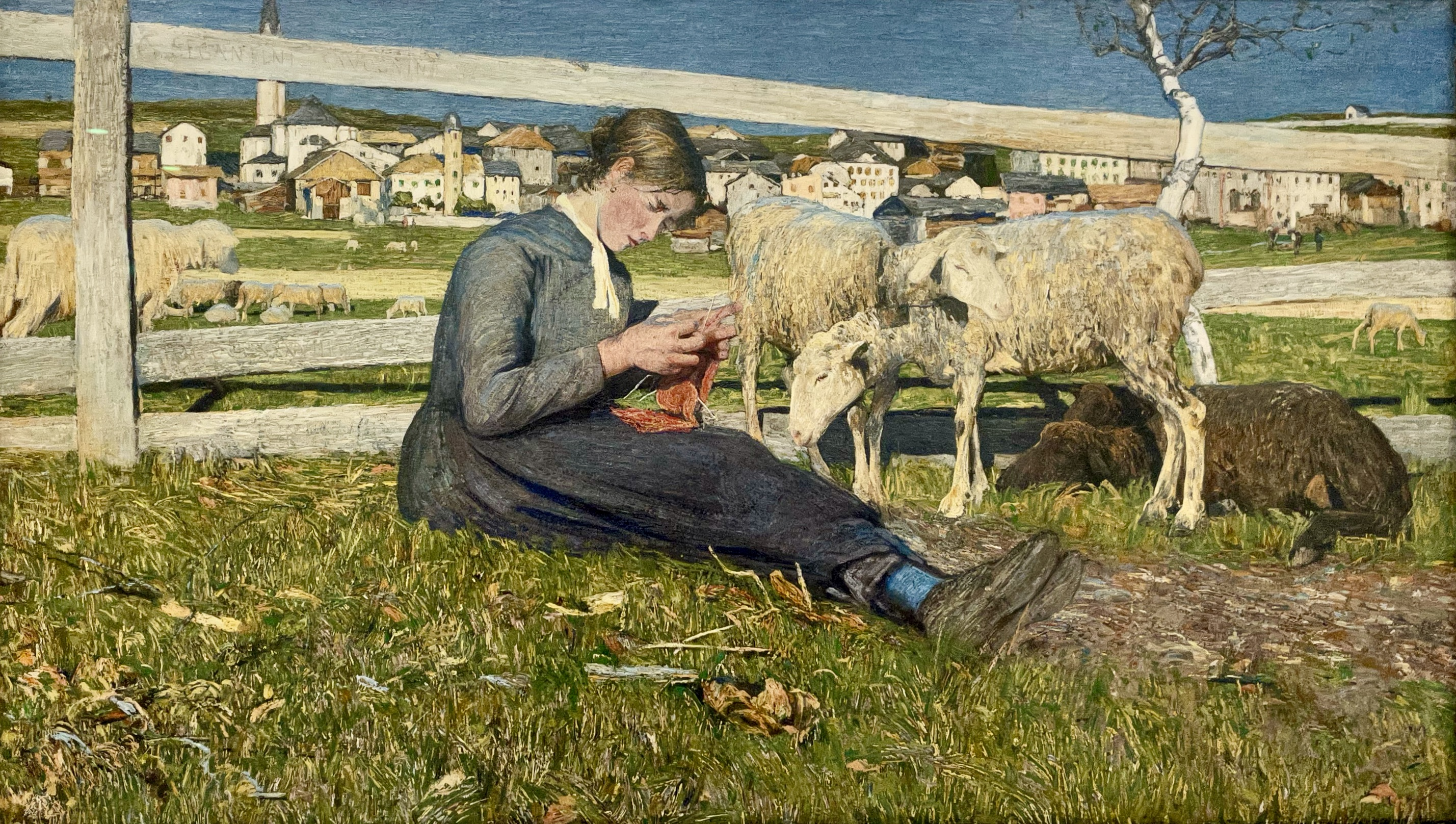
Giovanni Segantini: Strickendes Mädchen, 1888
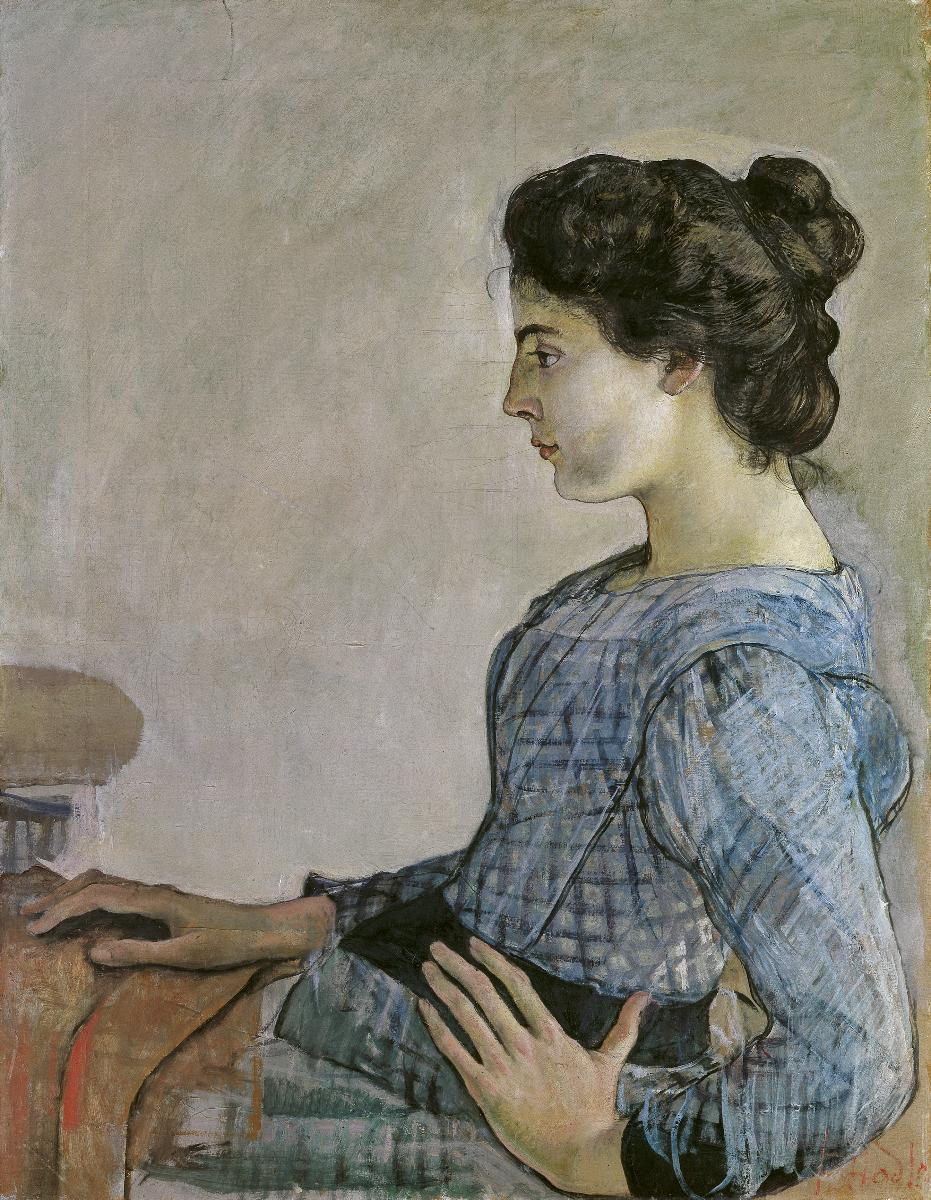
Ferdinand Hodler: Bildnis Hélène Weiglé, 1889, Inventarnummer GKS530, Depositum im Kunsthaus Zürich
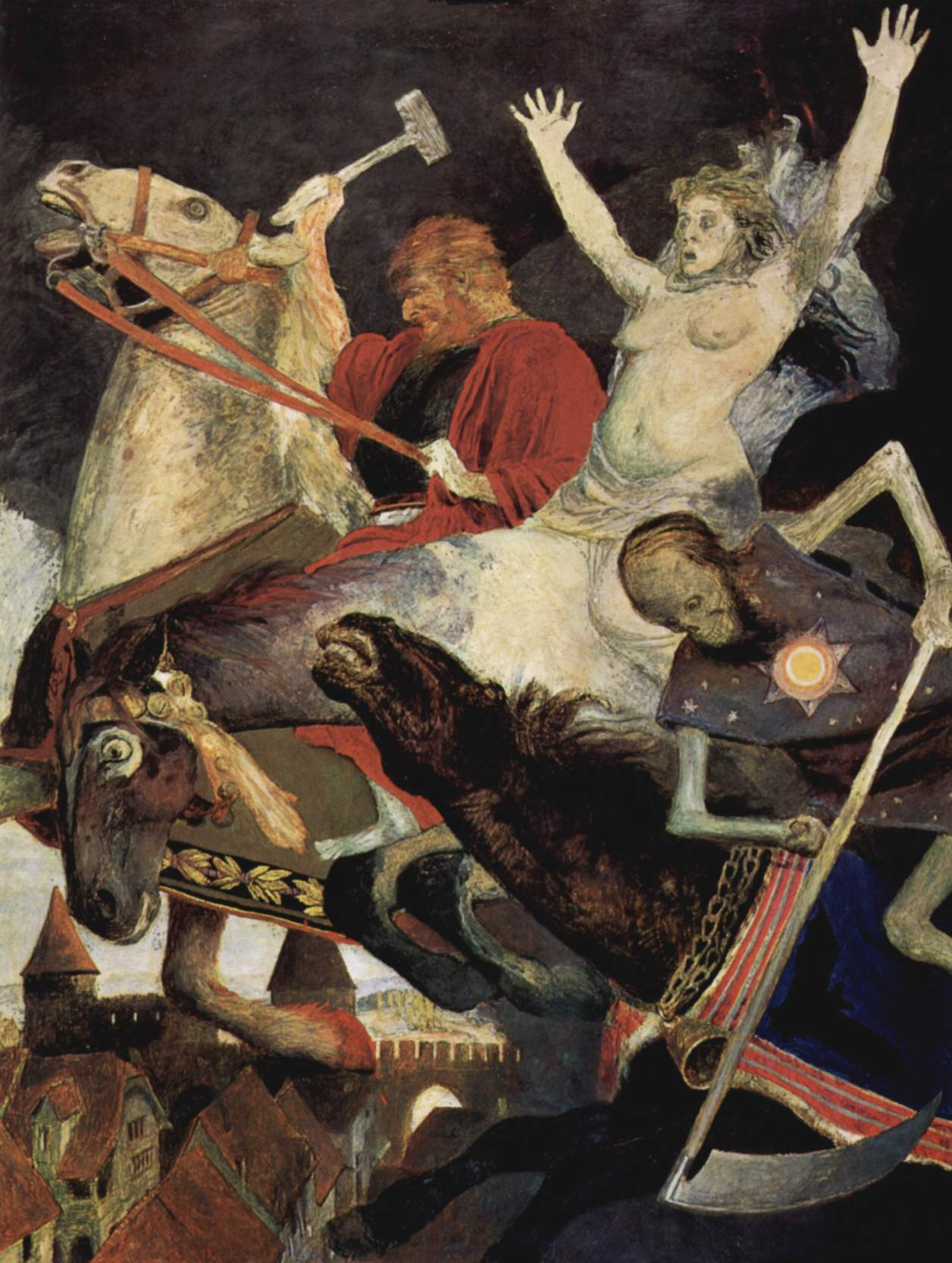
Arnold Böcklin: Der Krieg, 1897, Inventarnummer GKS328

### Lydia-Welti-Escher-Hof

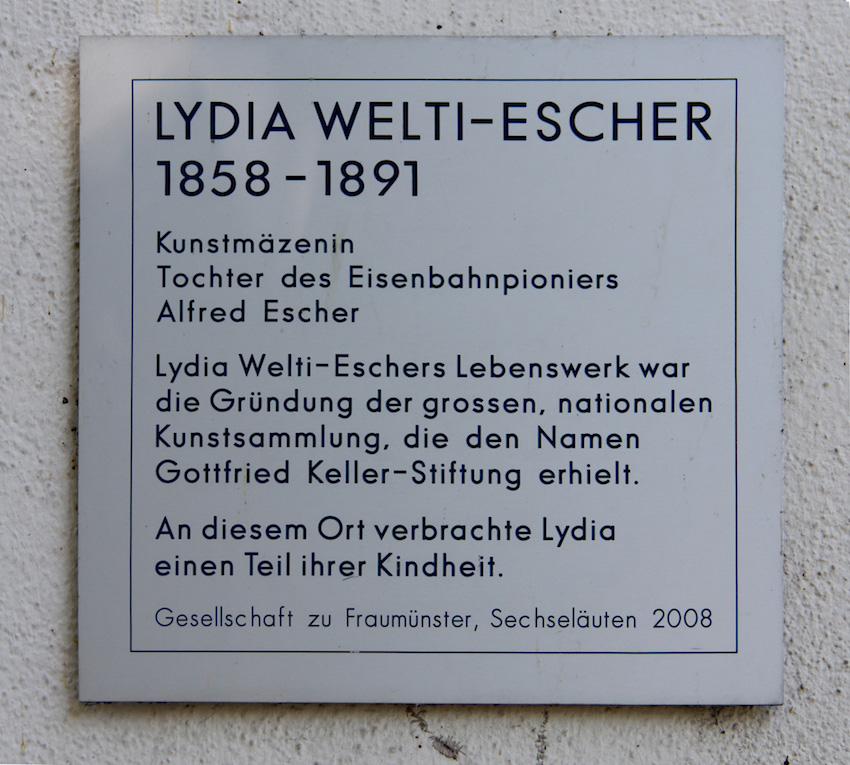
Gedenktafel der Gesellschaft zu Fraumünster, 2008

Aus Anlass des 150. Geburtstages von Lydia Welti-Escher im Jahr 2008, ehrte die Gesellschaft zu Fraumünster die herausragende Kunstmäzenin mit einer Gedenktafel. Noch im selben Jahr konnte ein kleines Geviert hinter dem Bührlesaal, das vom Vorplatz des Kunsthauses via Durchgang zum Eingang des Vortragssaals, von der Krautgartengasse oder der Heimstrasse erreichbar ist, auf Vorstoss der Gesellschaft zu Fraumünster offiziell «Lydia-Welti-Escher-Hof» getauft werden.

Würdigung von Lydia Welti-Escher
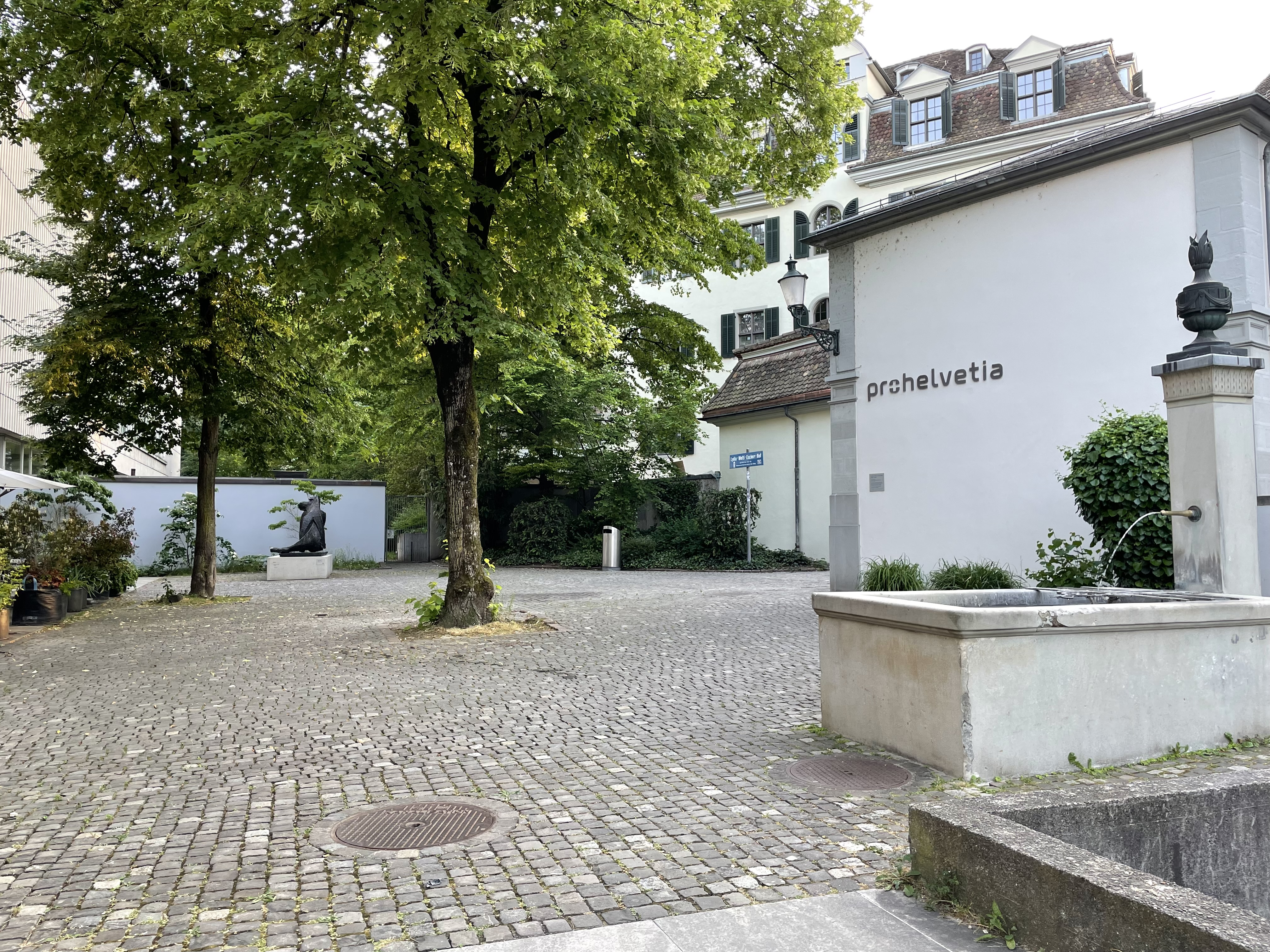
Lydia-Welti-Escher-Hof beim Kunsthaus Zürich
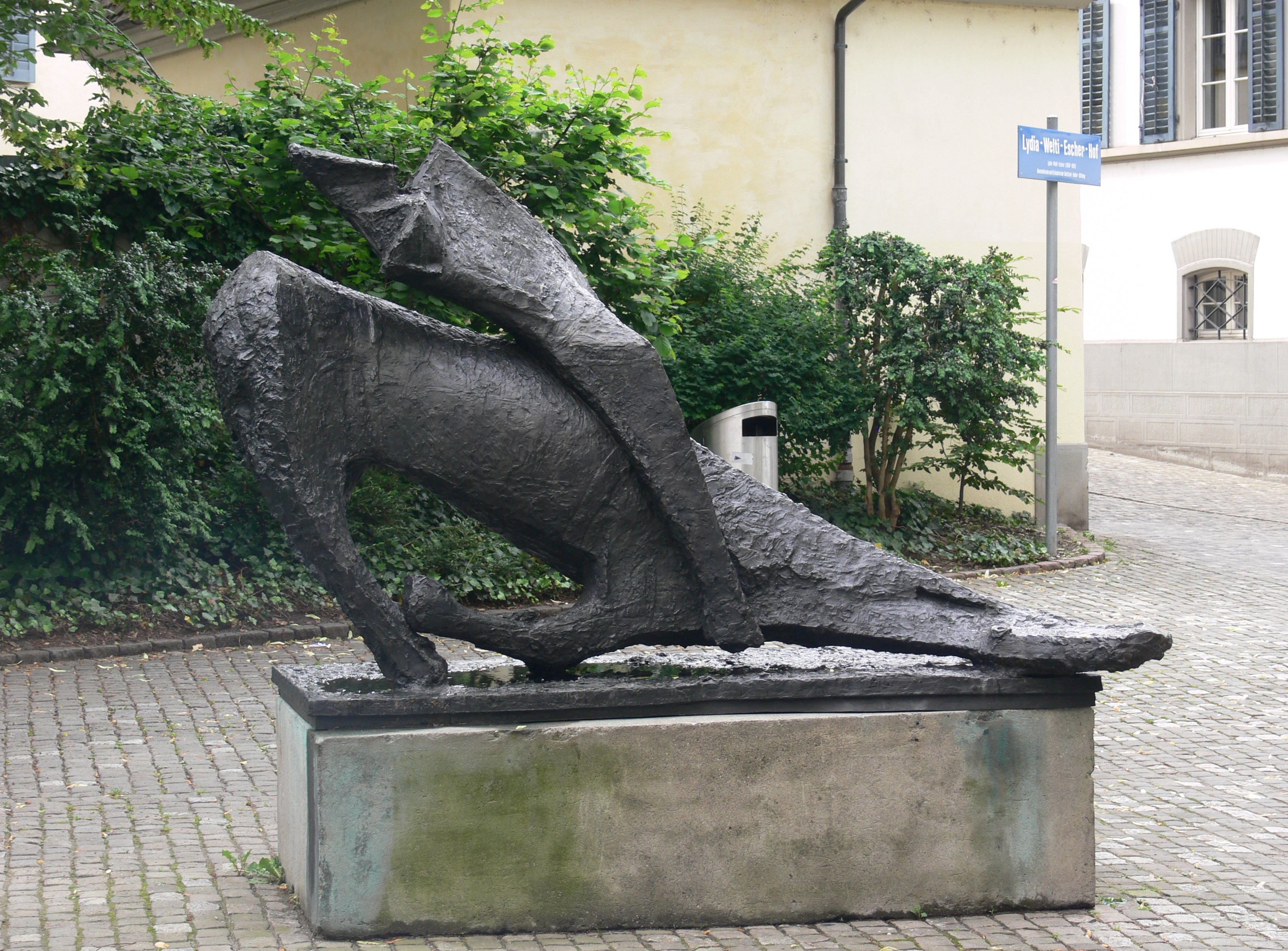
Miracolo, 1959/60. Reiterskulptur von Marino Marini im Lydia-Welti-Escher-Hof
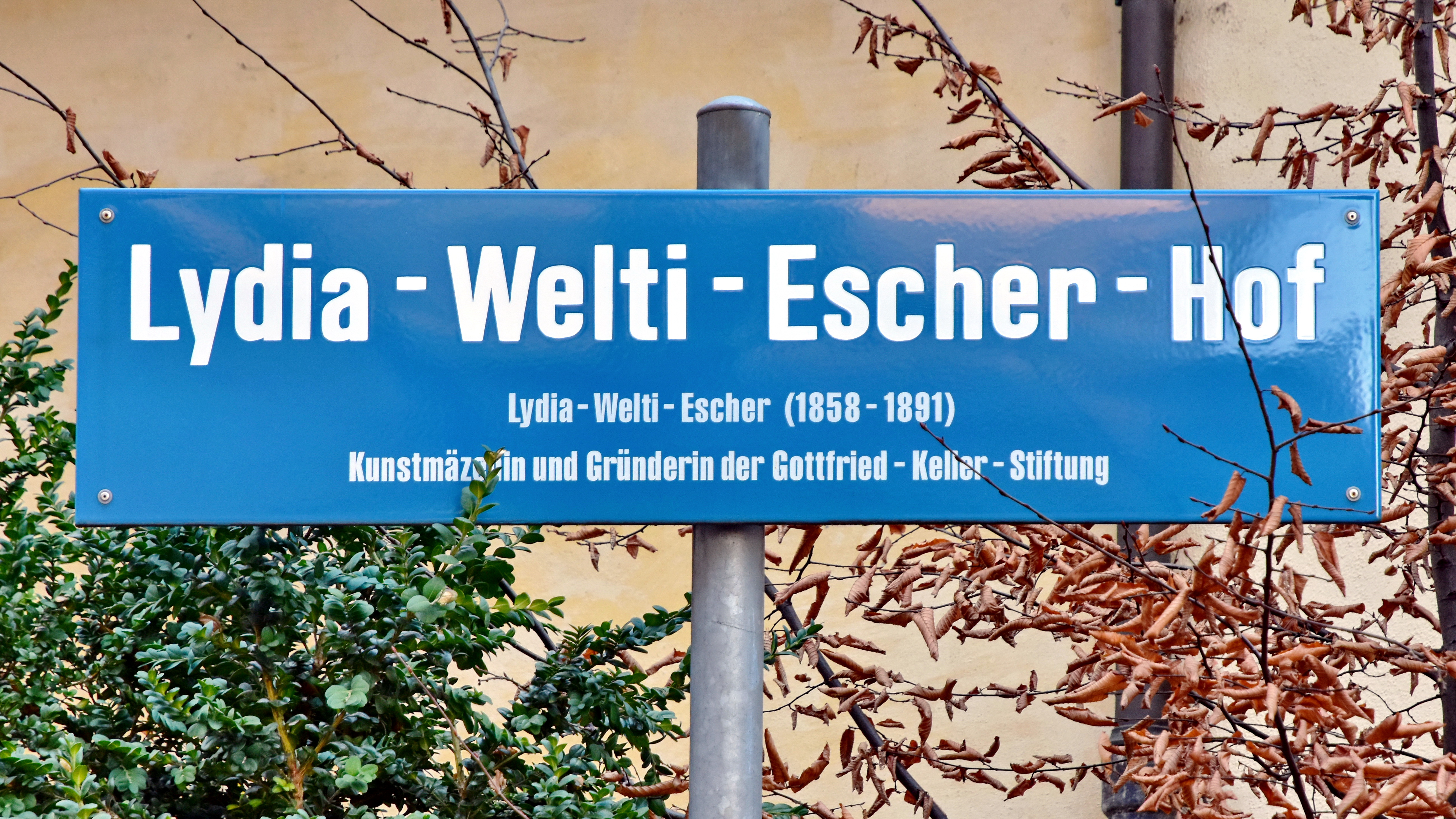
Strassentafel

## Sammlung

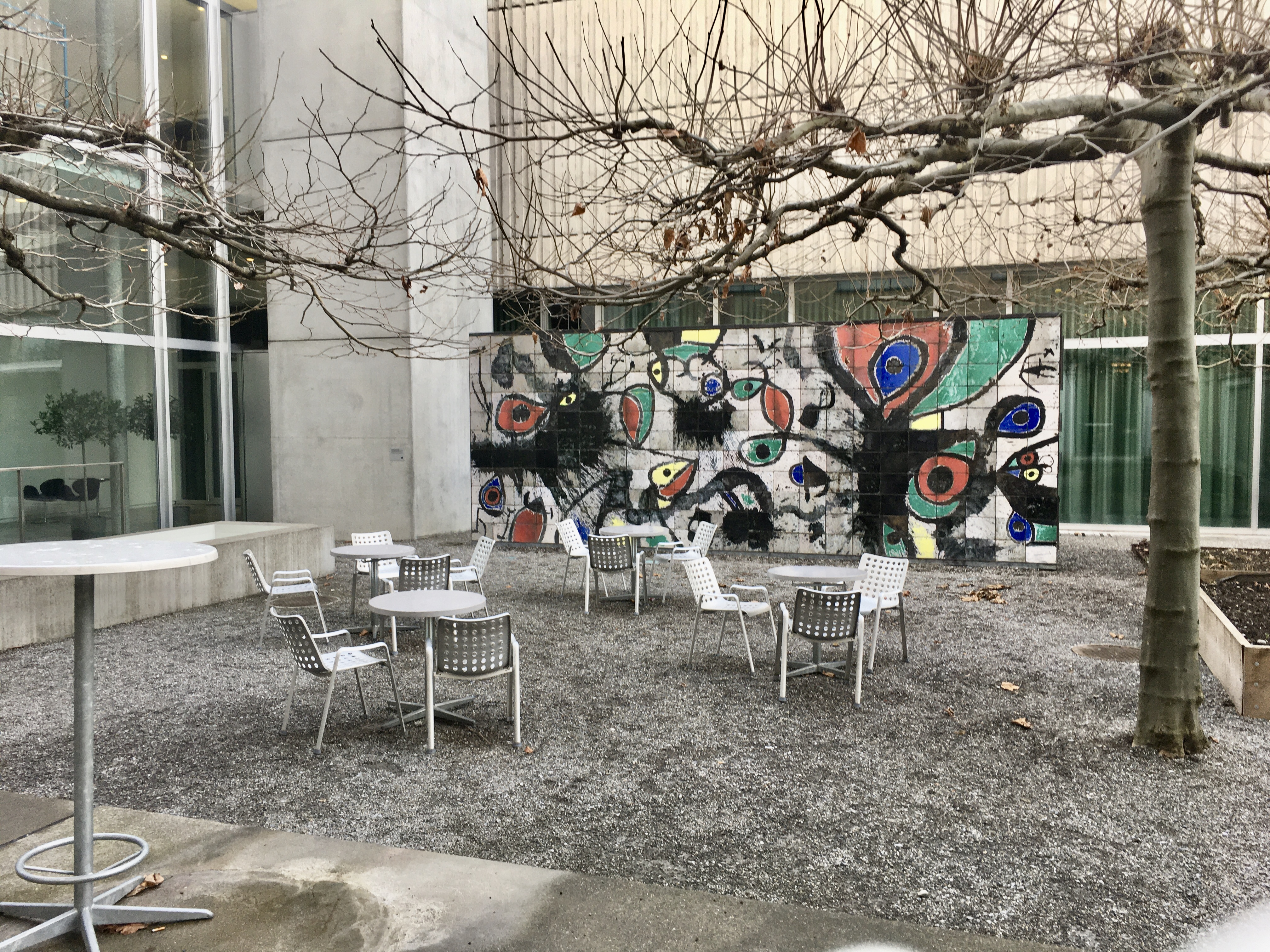
Der Miró-Garten, Atrium zwischen Moserbau und Bührlesaal mit keramischem Wandbild von Joan Miró Oiseaux qui s’envolent, deutsch: «Vögel, die wegfliegen», Gallifa 1971/72, und Landi-Stühlen von Hans Coray (2022)

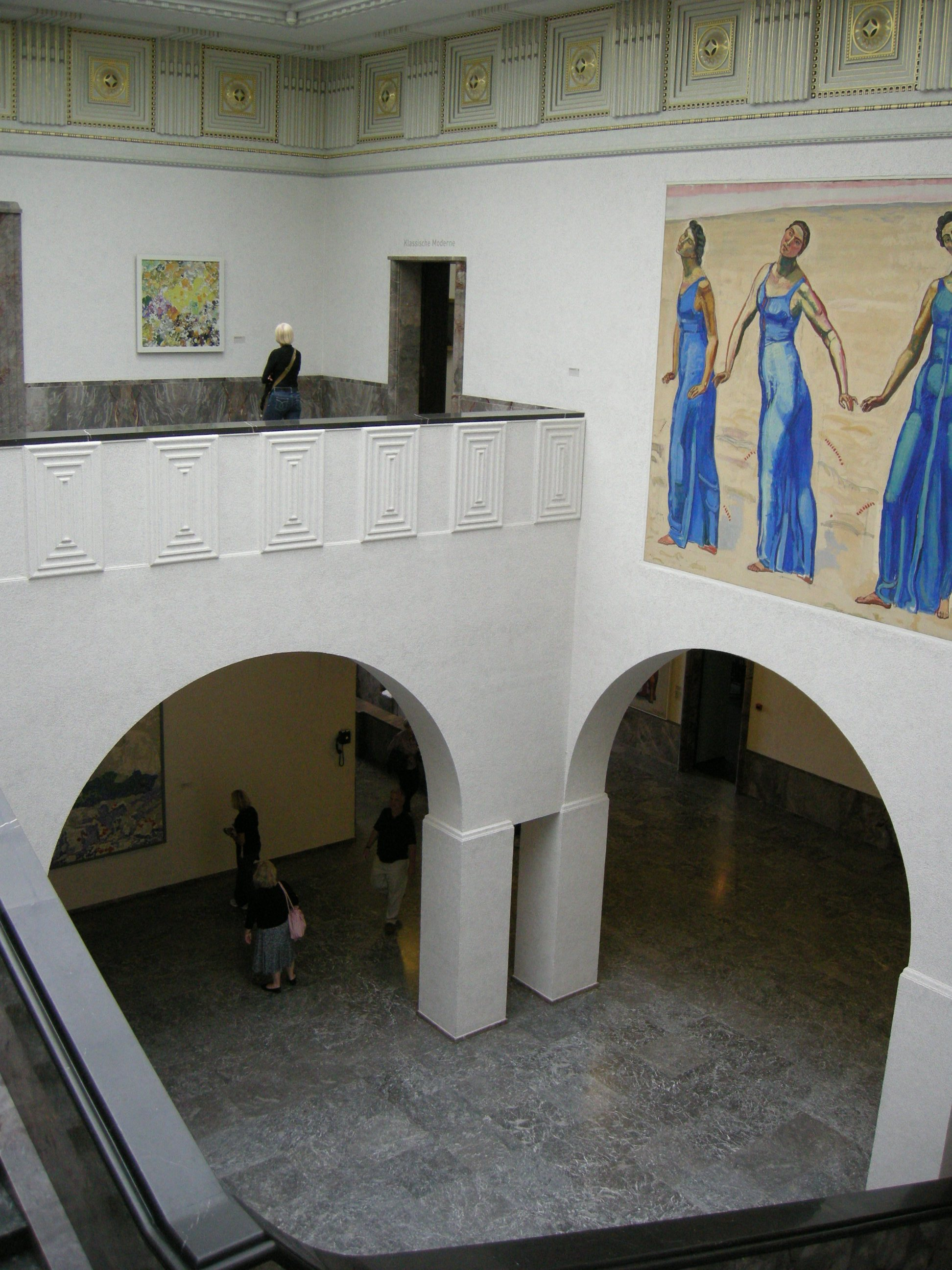
Moser-Bau: Treppenhaus im Jugendstil, mit dem Gemälde Blick in die Unendlichkeit von Ferdinand Hodler (2010)

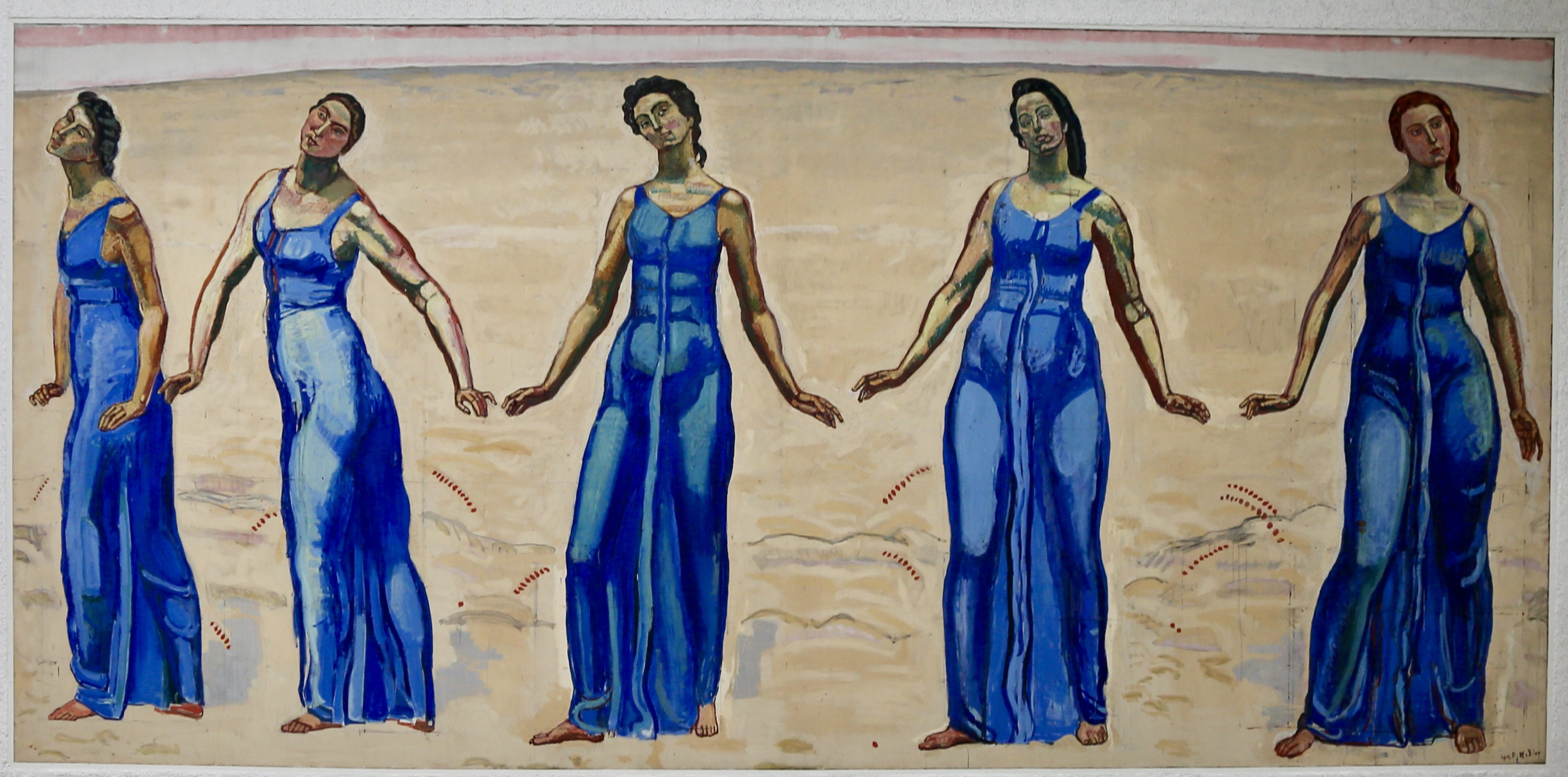
Blick in die Unendlichkeit von Ferdinand Holder, 1916

Im Erdgeschoss des Moserbaus liegen der Miró-Garten, der Vortragssaal, der Shop, ein Kabinett für kleine wechselnde Ausstellungen und Räume mit Werken aus der Sammlung des Kunsthauses. Im ersten und zweiten Obergeschoss setzt sich eine der bedeutendsten Kunstsammlungen der Schweiz vom 13. Jahrhundert bis in die Gegenwart fort.
Zu den internationalen Schwerpunkten gehören die bedeutendste und umfangreichste Werksammlung Alberto Giacomettis sowie die grösste Munch-Sammlung ausserhalb Norwegens. Weiter finden sich Bilder von Pablo Picasso, Claude Monet, Giambattista Pittoni, Marc Chagall, Vincent van Gogh und der Expressionisten Oskar Kokoschka, Max Beckmann und Lovis Corinth. Neben Pop Art (z. B. Andy Warhol oder Richard Hamilton) sind u. a. Arbeiten von Mark Rothko, Mario Merz, Cy Twombly, Joseph Beuys und Georg Baselitz vertreten.
Mittelalterliche Skulpturen und Tafelbilder (z. B. von Hans Leu dem Älteren) sowie Gemälde des niederländischen und italienischen Barock (z. B. Domenichino und Rembrandt van Rijn) gehören ebenso zur Sammlung wie Höhepunkte der Schweizer Malerei des 19. und 20. Jahrhunderts von Johann Heinrich Füssli, Giovanni Segantini, Ferdinand Hodler oder Félix Vallotton und der Dada-Bewegung. Auch Zürcher Konkrete (z. B. Max Bill, Fritz Glarner, Verena Loewensberg) und zeitgenössische Schweizer Künstler wie Pipilotti Rist und Peter Fischli / David Weiss sowie Fotografie und Installationen sind vertreten.
Zum Ausstellungskonzept gehört seit 2006 auch die Vorstellung bedeutender Privatsammlungen, zunächst unter dem Titel Fest der Farbe die Sammlung Merzbacher, 2010 die Sammlung Emil Georg Bührle, 2012 The Nahmad Collection aus dem Besitz der Kunsthändlerfamilie Nahmad, 2013 die Sammlung Looser und 2015 unter dem Titel «Ein Goldenes Zeitalter» die Sammlung Knecht.
Es finden regelmässig Veranstaltungen statt, worin das Museum mit Workshops, Performances, Musik und Führungen einen Blick hinter die Kulissen anbietet.

## Sonderausstellungen (Auswahl)
- 2015: Europa – Die Zukunft der Geschichte, kuratiert von Cathérine Hug und Robert Menasse[141][142]
- 2016: Francis Picabia: Eine Retrospektive, danach im Museum of Modern Art, New York City, USA.
- 2017: Kirchner – Die Berliner Jahre.
- 2018: Robert Delaunay und Paris. (→ Eiffelturm (Bilderserie von Delaunay))
- 2018/19: Oskar Kokoschka. Eine Retrospektive, in Kooperation mit dem Leopold Museum, Wien, kuratiert von Cathérine Hug.
- 2020: Olafur Eliasson, kuratiert von Mirjam Varadinis
- 2020/2021: Ottilie W. Roederstein
- 2021/2022: Barockes Feuer, kuratiert von Jonas Beyer und Timothy J. Standring.
- 2022: Yoko Ono. This room moves at the same speed as the clouds, kuratiert von Mirjam Varadinis
- 2022/2023: Niki de Saint Phalle, in Kooperation mit der Kunsthalle Schirn, Frankfurt am Main, kuratiert von Christoph Becker
- 2022/2023: Aristide Maillol
- 2023: Giacometti - Dalí
- 2024: Apropos Hodler
- 2024–2025: Marina Abramović. Retrospektive, in Kooperation mit der Royal Academy of Arts in London, dem Stedelijk Museum in Amsterdam und dem Kunstforum Wien, entstanden in enger Zusammenarbeit mit der Künstlerin, 25. Oktober 2024 bis 16. Februar 2025[143][144][145][146]

## Werke aus der Sammlung (Auswahl)

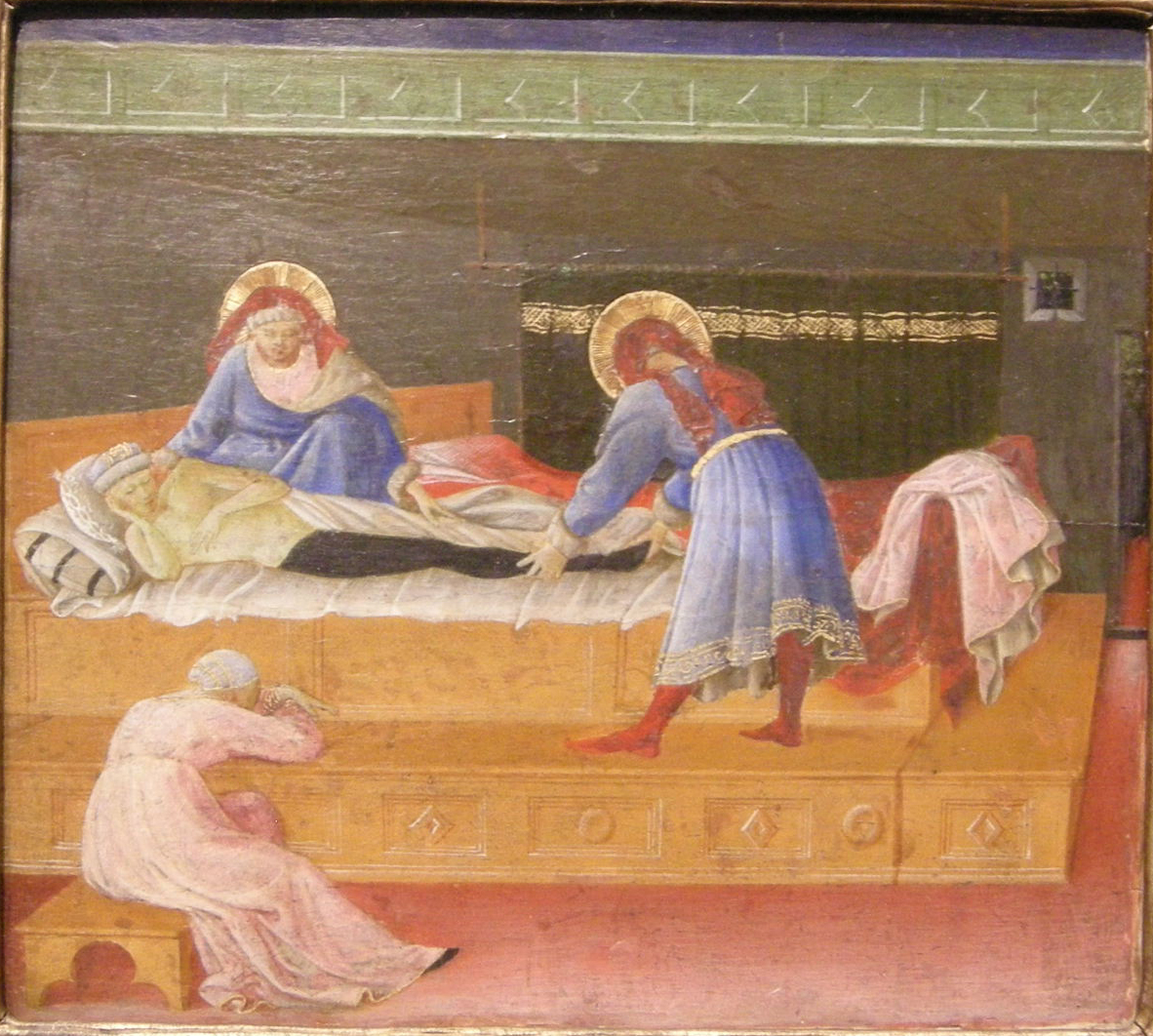
Fra Angelico: St. Cosmas und Damian, um 1445
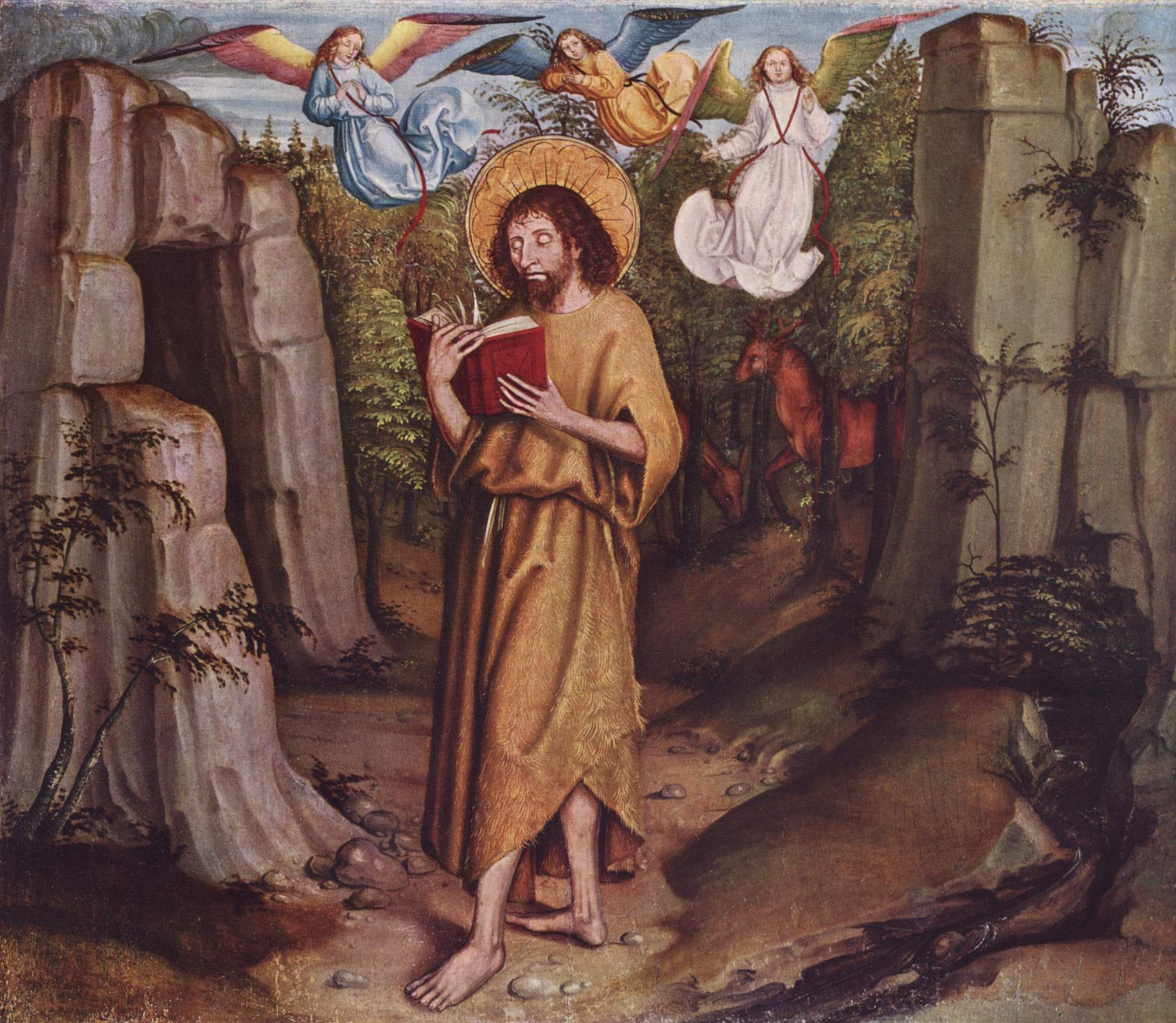
Berner Nelkenmeister: Johannes der Täufer in der Wüste
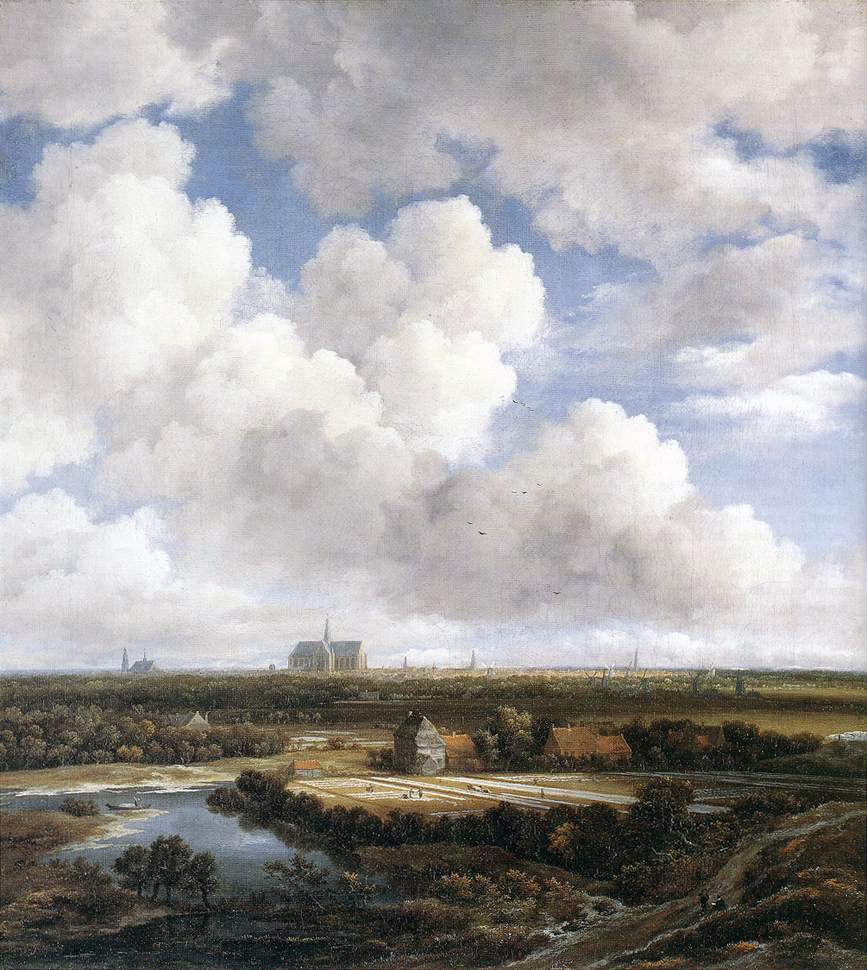
Jacob van Ruisdael: Ansicht von Haarlem
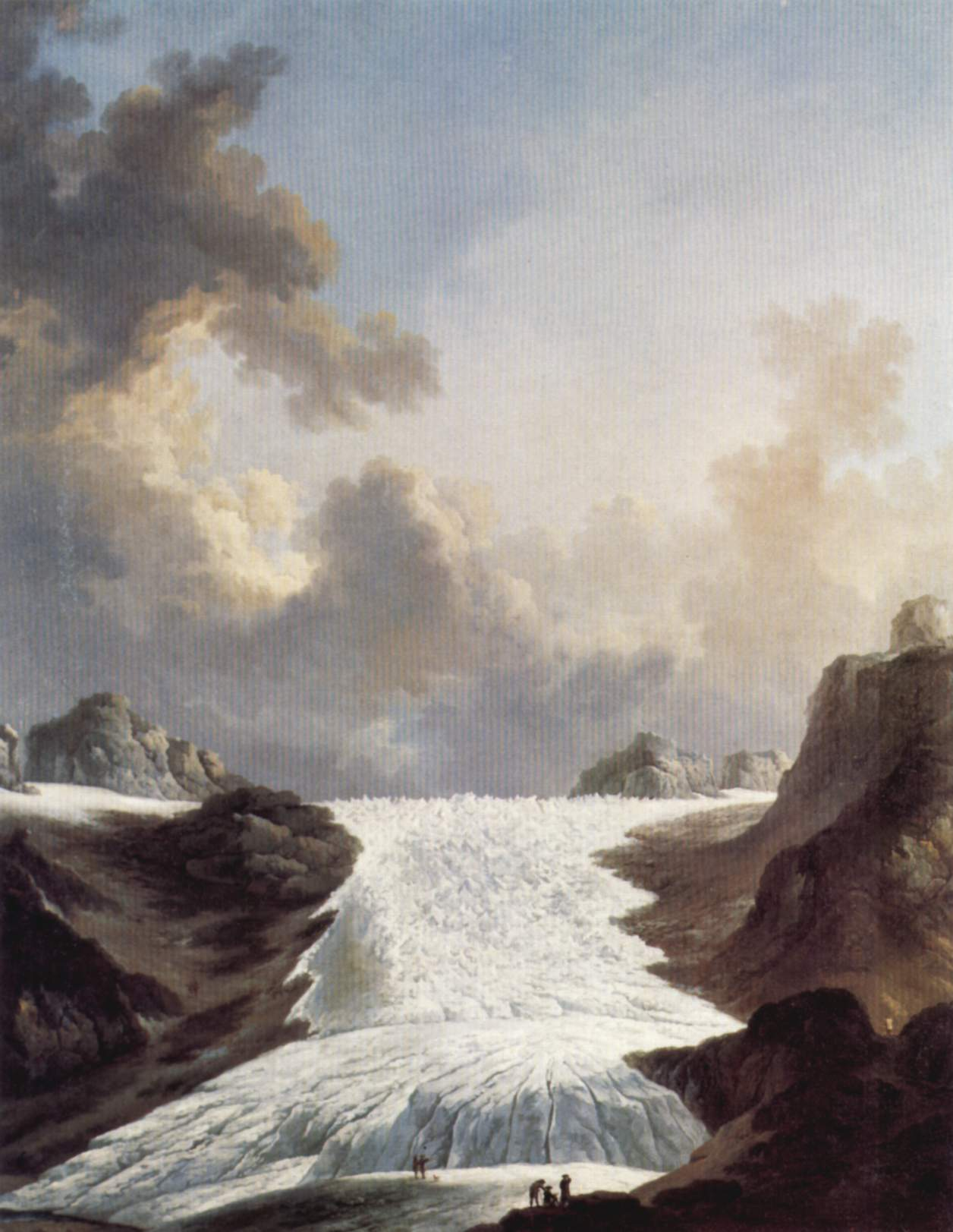
Johann Heinrich Wüest: Der Rhonegletscher, 1795
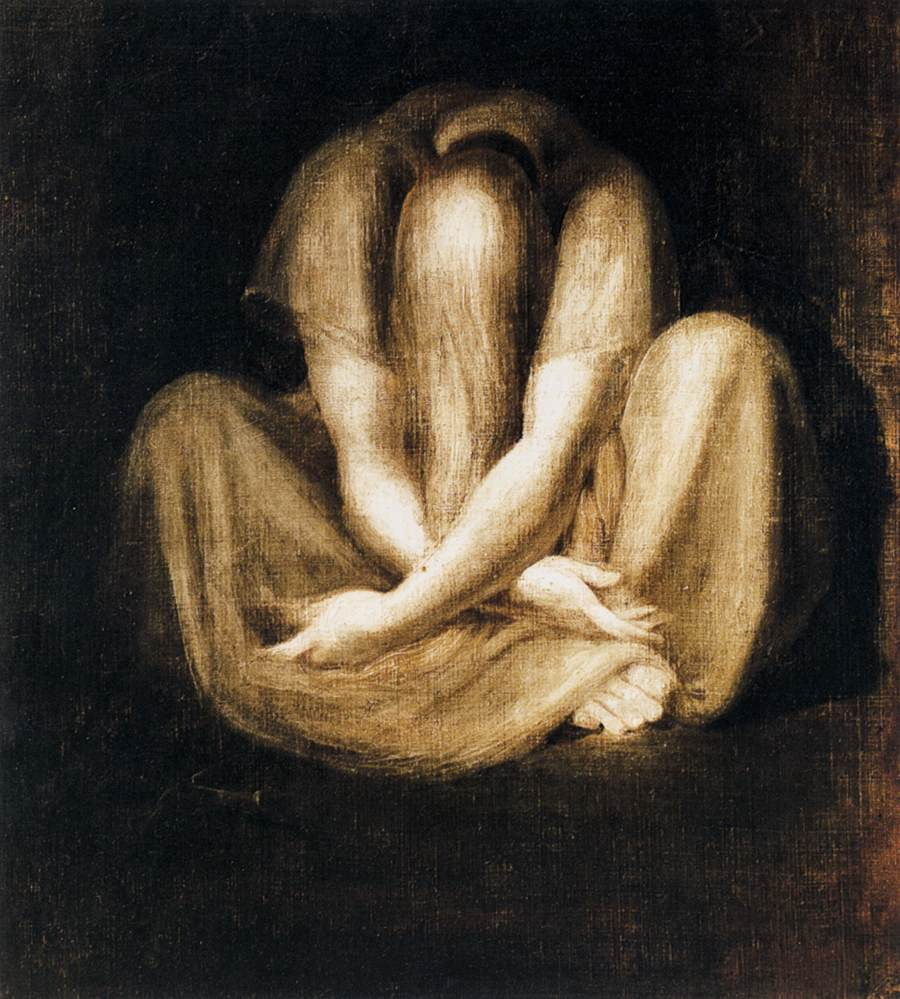
Johann Heinrich Füssli: Das Schweigen, um 1800
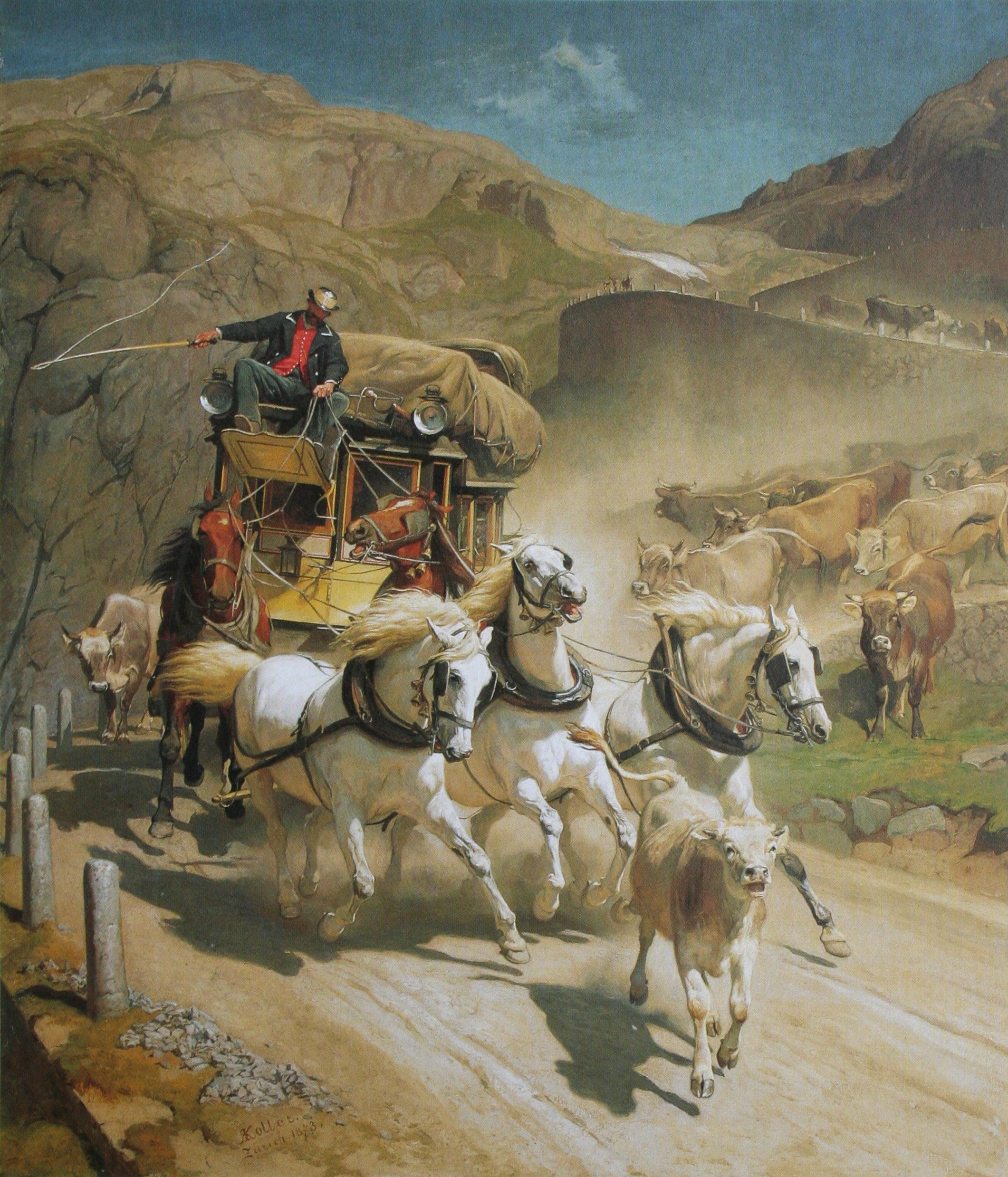
Rudolf Koller: Gotthardpost, 1873
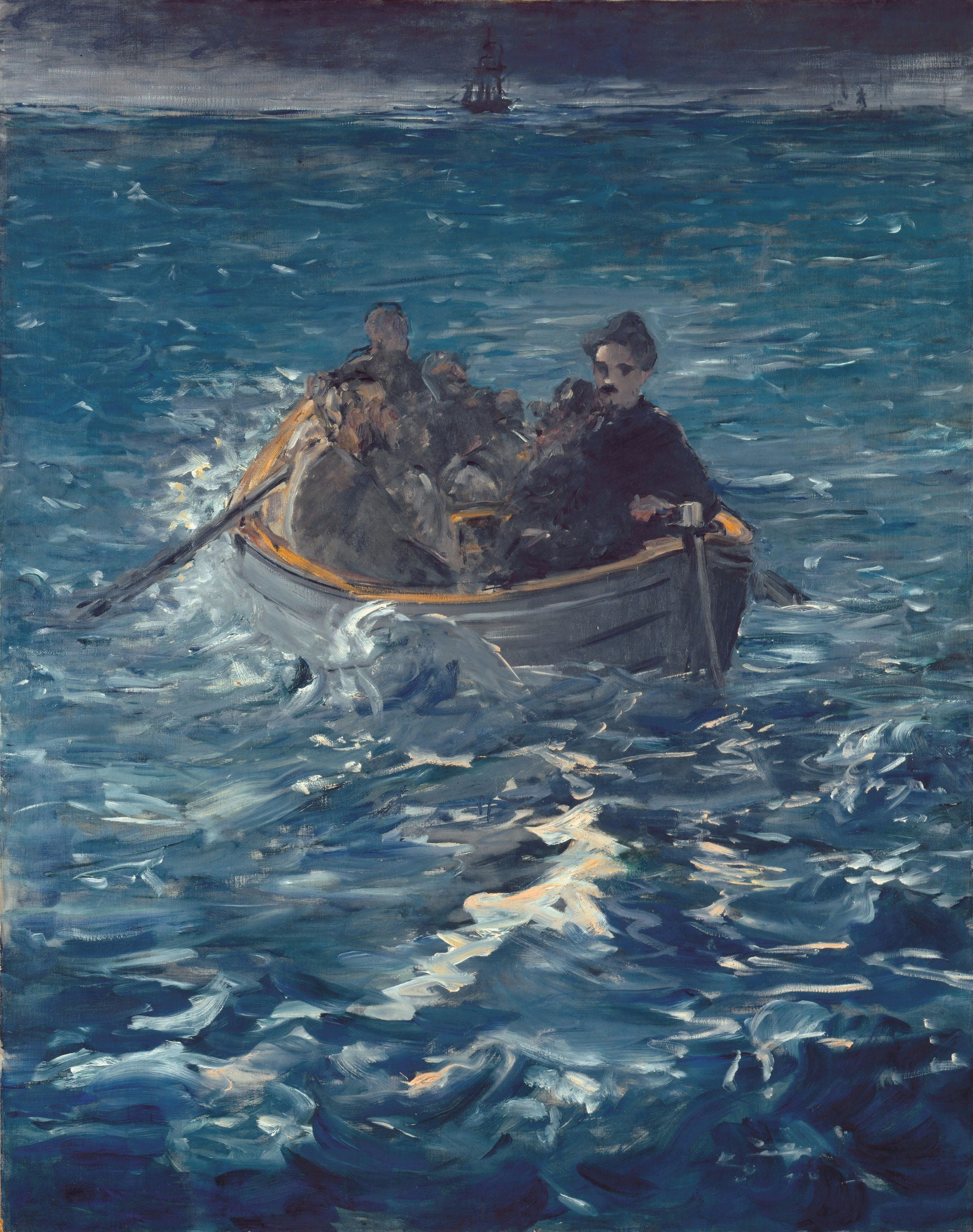
Édouard Manet: Die Flucht des Rochefort
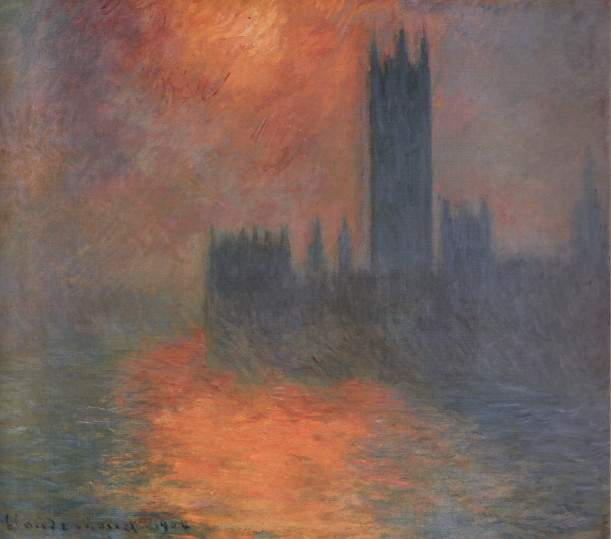
Claude Monet: Das Parlament bei Sonnenuntergang
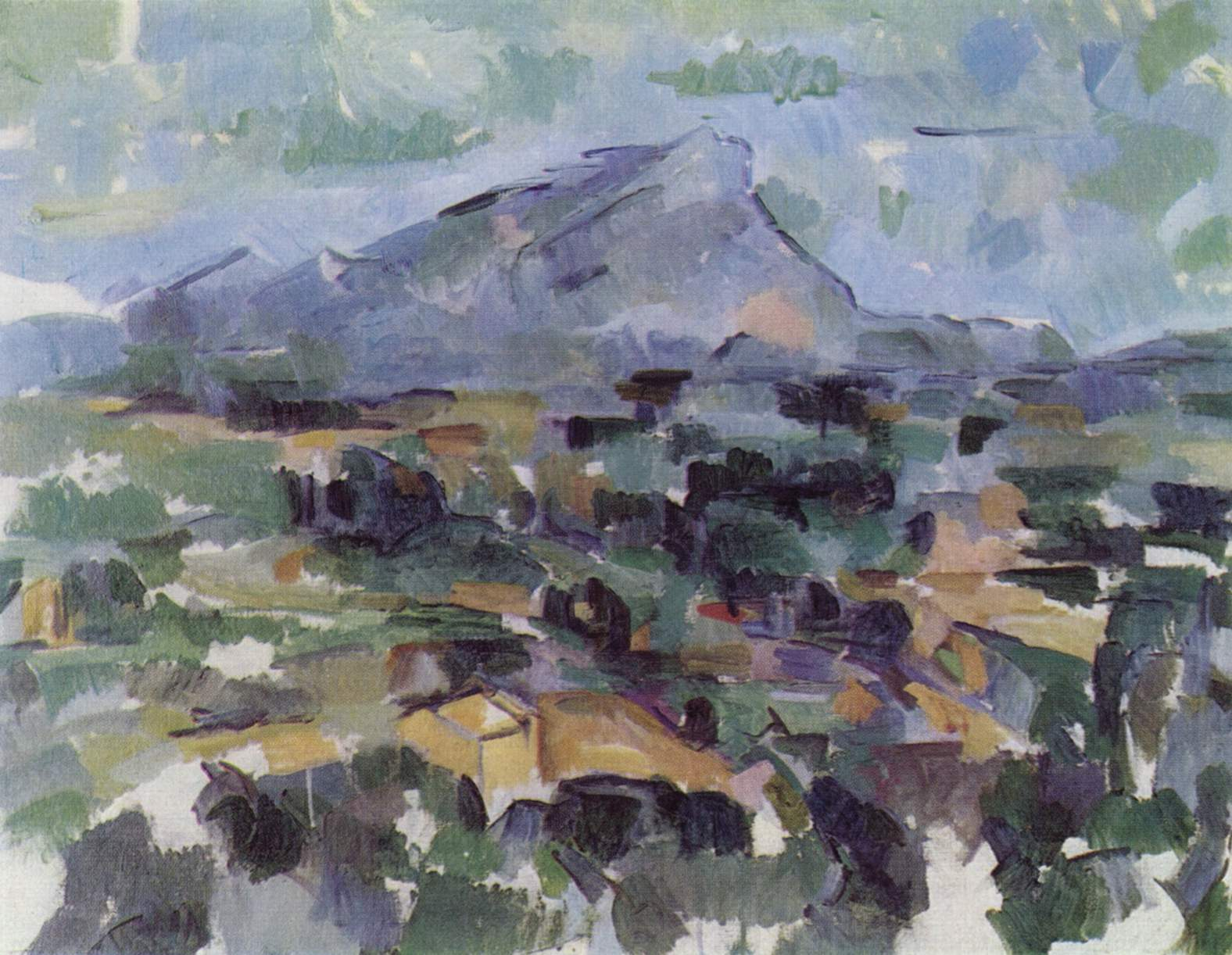
Paul Cézanne: Le Mont St. Victoire
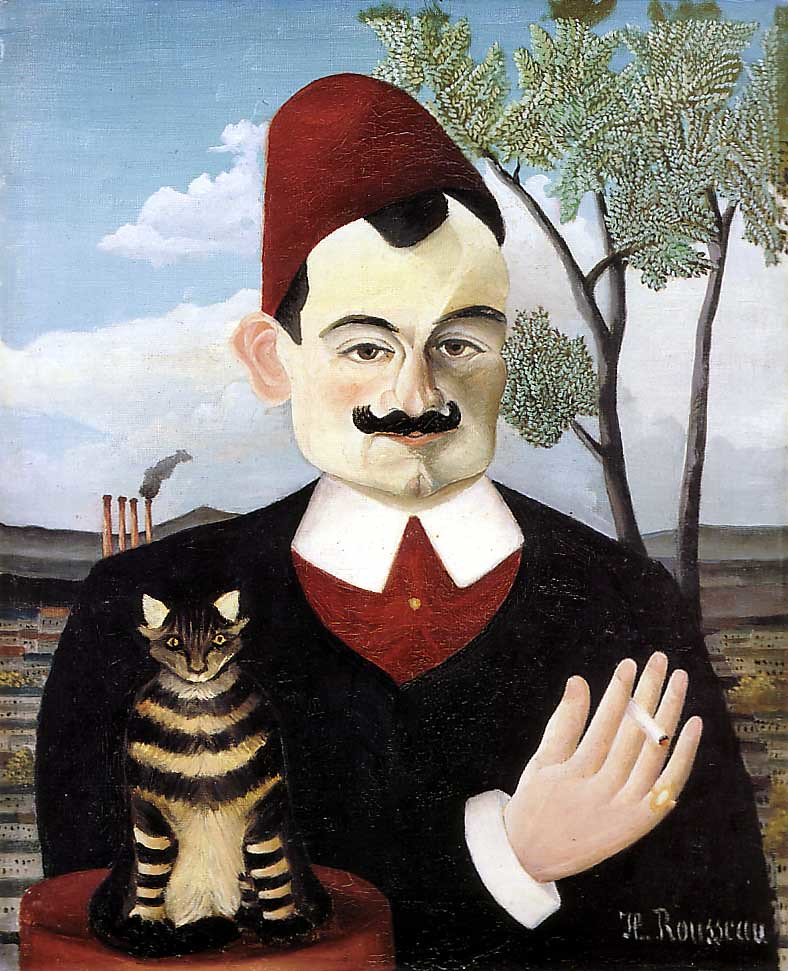
Henri Rousseau: Portrait de Monsieur X (Pierre Loti), 1906
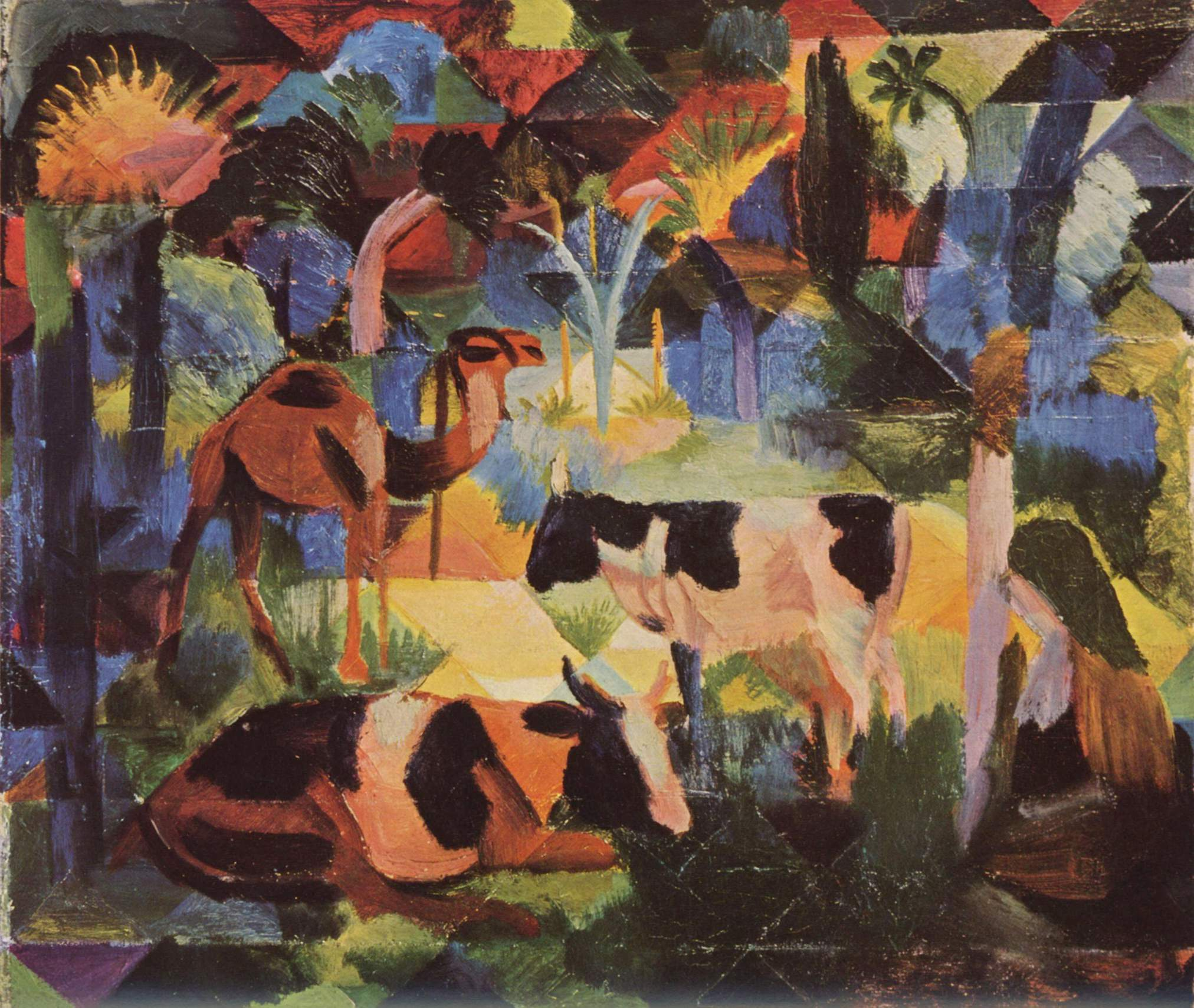
August Macke: Landschaft mit Kühen und Kamel

## Ehemalige Skulpturen auf dem Vorplatz des Kunsthauses
Le chant des voyelles
Deutsch: Vokalgesang, geschaffen 1931/1932 von Jacques Lipchitz, ein Geschenk von Hélène de Mandrot, befand sich ab 1948 auf dem Vorplatz des Kunsthauses.
Reclining Figure
Deutsch: Liegende Figur. Das Werkmodell der UNESCO-Figur von Henry Moore, 1957, war ein Geschenk von Walter und Werner Bär 1959. Fünf weitere Exemplare wurden gegossen. Sie ist nicht mehr ausgestellt (2024).
Fanfare
Die Betonfigur von Robert Müller wurde 1977 auf dem Vorplatz des Kunsthauses errichtet und 2010 abgebaut. Die 30-Tonnen-Plastik ist nun im Hof des Gymnasiums in Langenthal, deren ursprünglichen Bestimmungsort zu sehen.

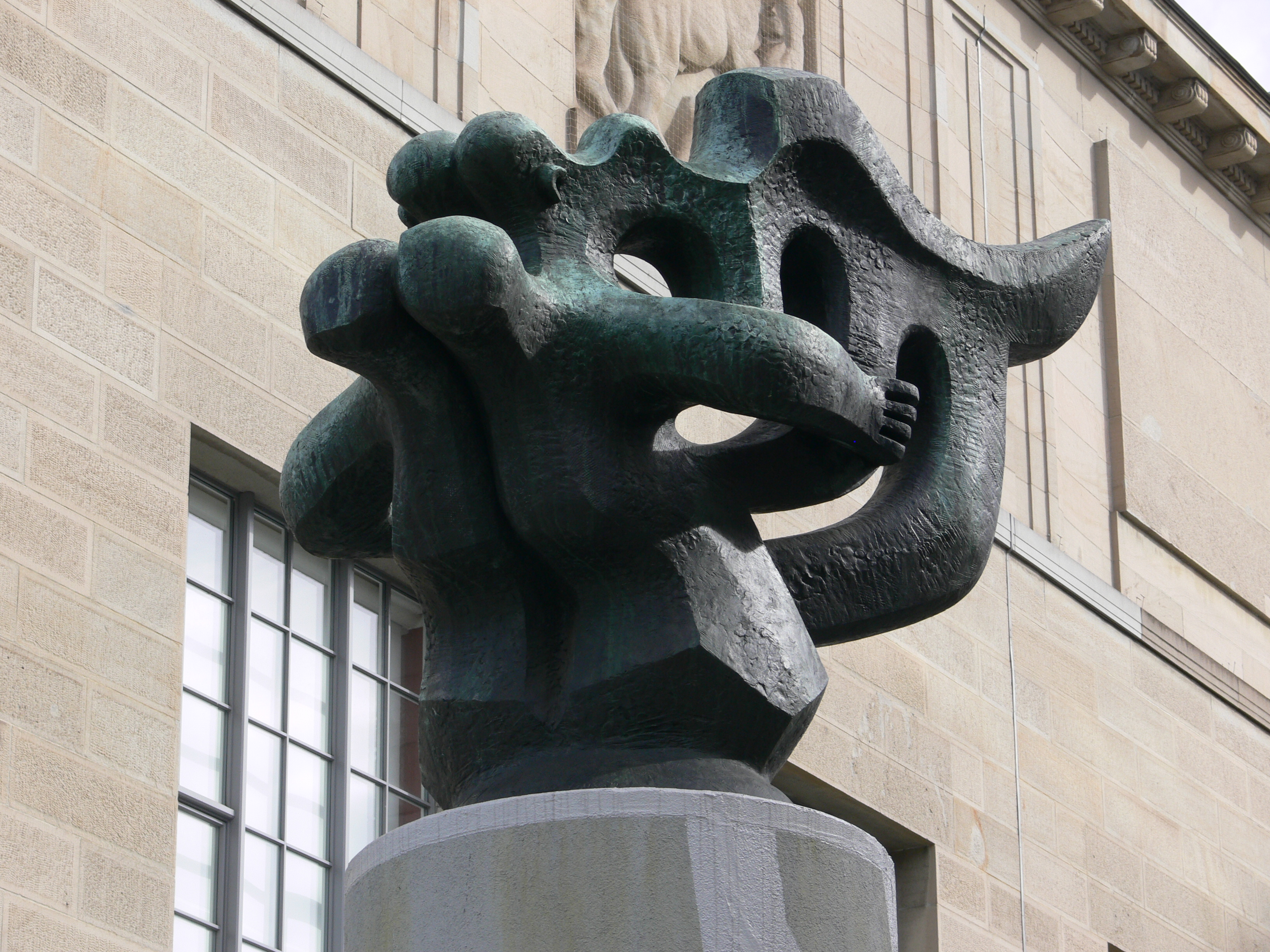
Le chant des voyelles von Jacques Lipchitz, Bild 2010
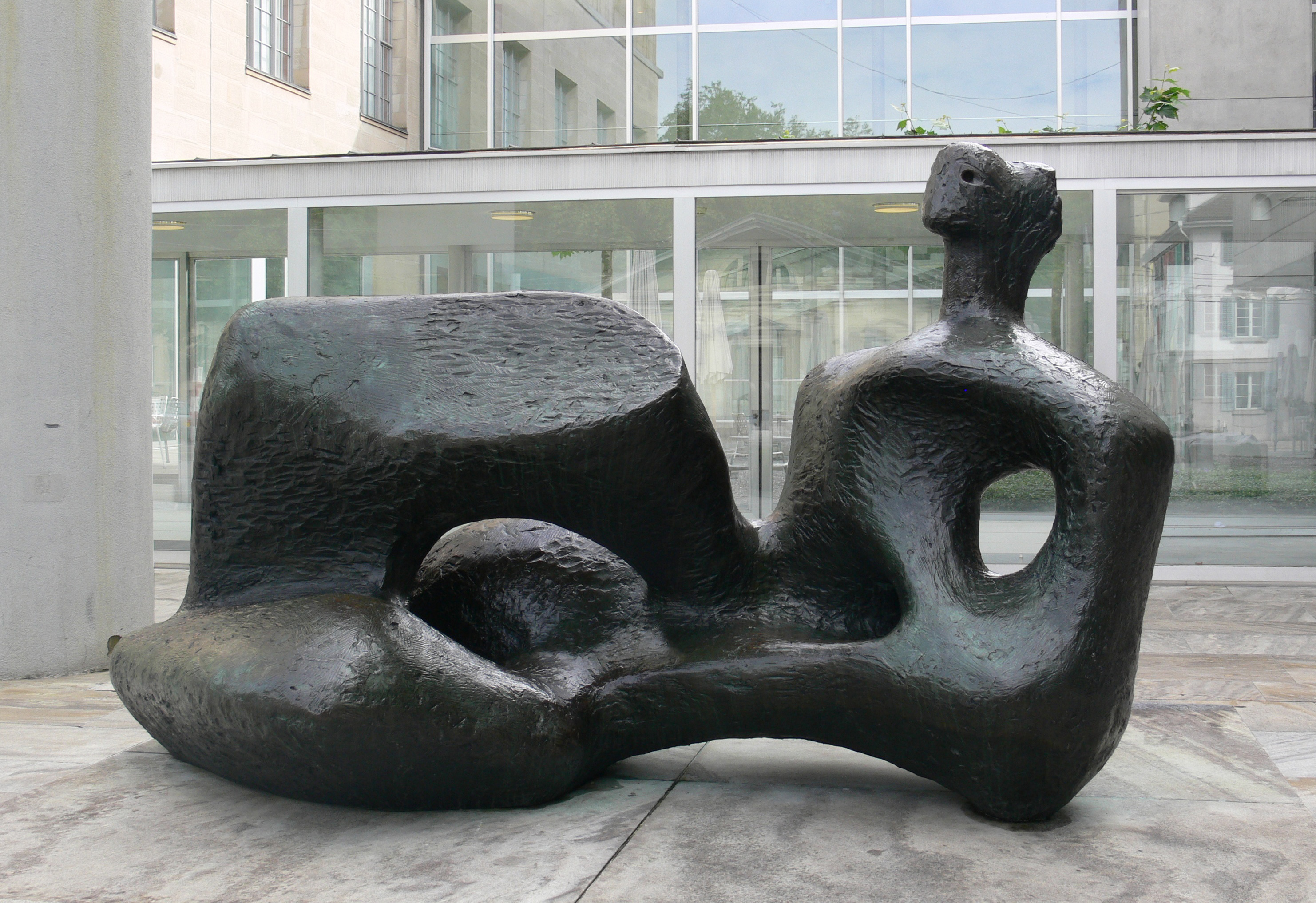
Reclining Figure von Henry Moore, Bild 2010
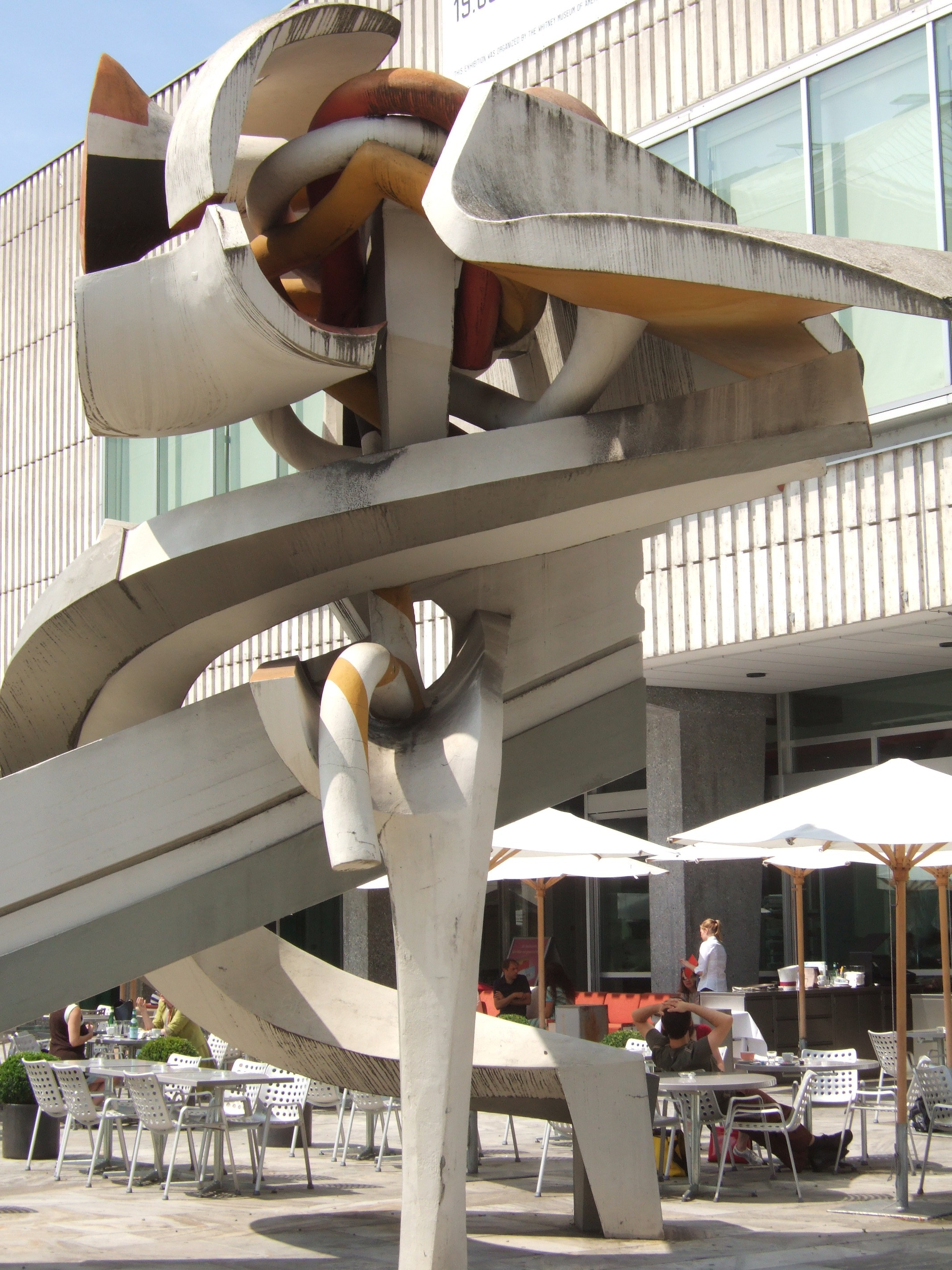
Fanfare von Robert Müller, Bild 2006

## Filme
- Kunsthaus Zürich. 1. Museums-Check (= Museums-Check. Folge 6). Reportage, 30 Min., Moderation: Markus Brock, Produktion: 3sat. Erstausstrahlung: 5. Dezember 2010.[153]
- Kunsthaus Zürich. 2. Museums-Check (= Museums-Check. Folge 72). Reportage, 30 Min., Moderation: Markus Brock, Produktion: 3sat. Erstausstrahlung: 19. Dezember 2021.[154]
- Durchs Höllentor ins Paradies. Die Geschichte des Kunsthaus Zürich. Dokumentarfilm, 63 Min. Regie: Peter Reichenbach, Produktion: C-Films. Schweiz 2023.[155]